# 東京站

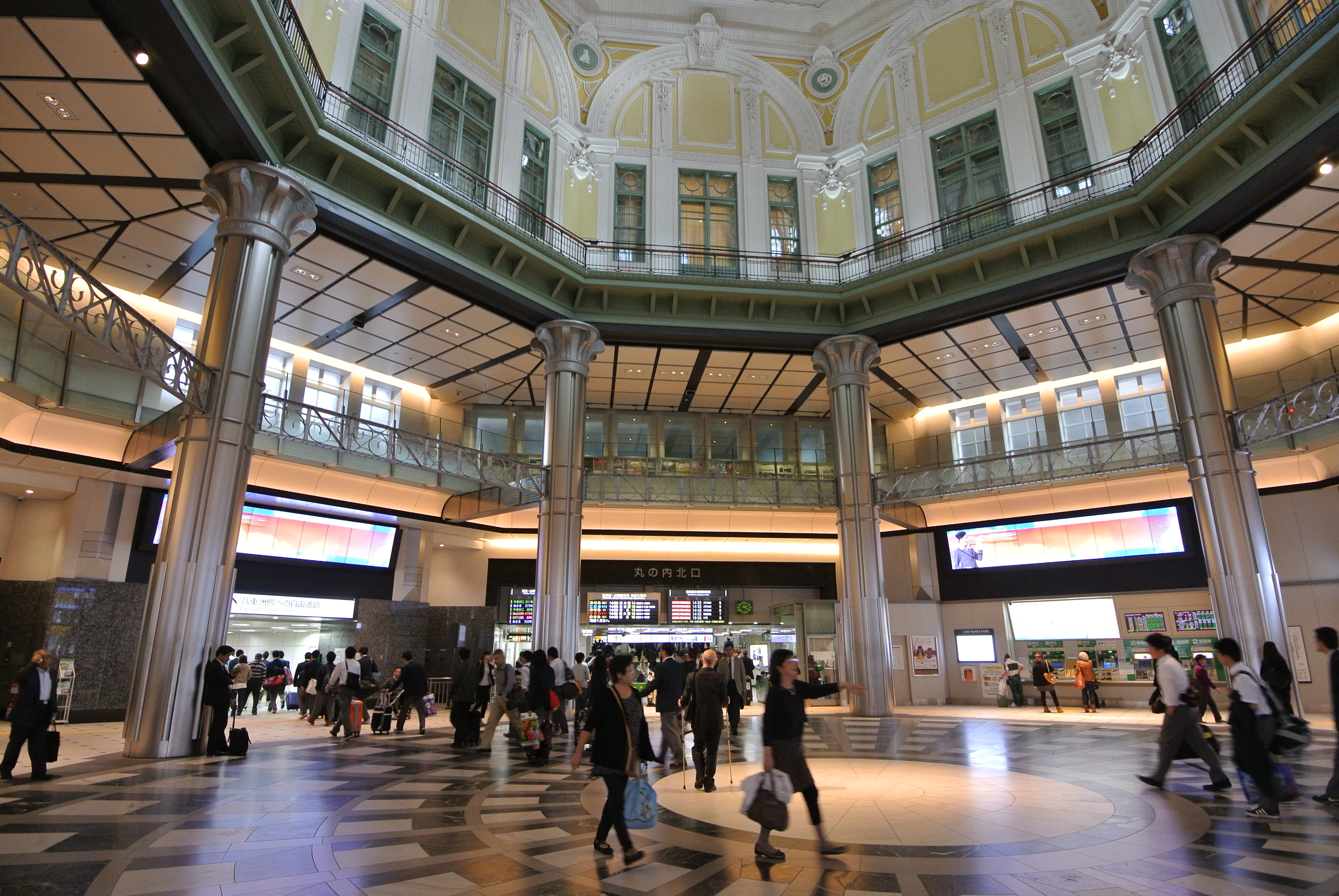
東京站丸之內北口大堂（2013年）

東京站（日语：〔〕／〔〕 Tōkyō eki */?）或東京車站，位於日本東京都千代田區丸之內一丁目，為東日本旅客鐵道（JR東日本）、東海旅客鐵道（JR東海）、東京地下鐵的鐵路車站。開業於1914年，是日本多條鐵路幹線的端點站，也是東京主要交通樞紐之一，擁有東京都市中央車站的地位。
※ 以下需要合稱JR東日本與JR東海時以「JR」表記。

## 概要

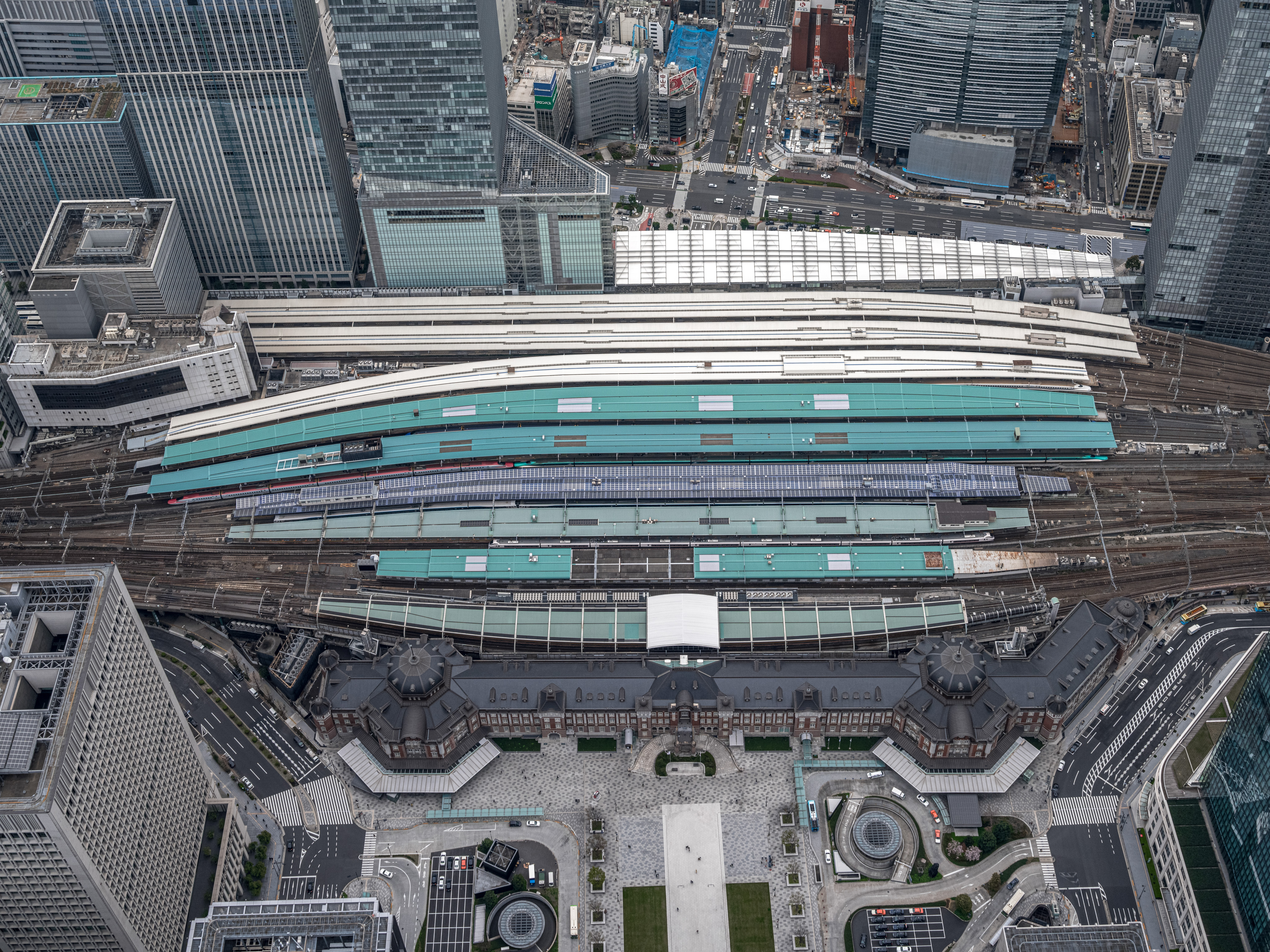
俯瞰東京站站區
（2021年3月25日攝）

東京站被譽為東京的「表玄關」，具有首都中央車站的地位，不僅是日本全國新幹線路網最重要的列車始發站，同時也是東海道本線、中央本線、東北本線等日本主要在來線（傳統鐵路）幹線的起點站。
東京站可以不轉乘就直達32個都道府縣（愛媛縣僅可靠臨時列車到達，在東京大多數臥鋪列車停駛前，可直達38都道府縣），1日發出約3000班車次，是日本最具代表性的鐵路總站之一。站區總面積相當於3.6個東京巨蛋，站內的月台數量為日本第一，包含在來線9座18線（地上5座10線、地下4座8線）、新幹線5座10線、以及地下鐵1座2線。目前擁有丸之內、八重洲、日本橋等3處出入口，各自設有獨立的地上站房。
身為最早使用的丸之內側站房是由明治時代建築家辰野金吾建造，以荷蘭的阿姆斯特丹中央車站為原型，但在此基礎上進行了簡化設計。丸之內側站房於1914年完工啟用，並於2003年被日本政府登錄為重要文化財。東京站也是關東車站百選入選站之一。
为纪念东京车站开业100周年，Tokyo Station City运营协议会2014年与动画制作公司 A-1 Pictures 合作推出纪念动画短片《时季轮转~TOKYO STATION~》。
2024年發行的改版一萬日圓紙幣之背面，印有東京站丸之內口建築的圖案。

### 停靠路線
（東京站為路線端點站者以粗體字標示）

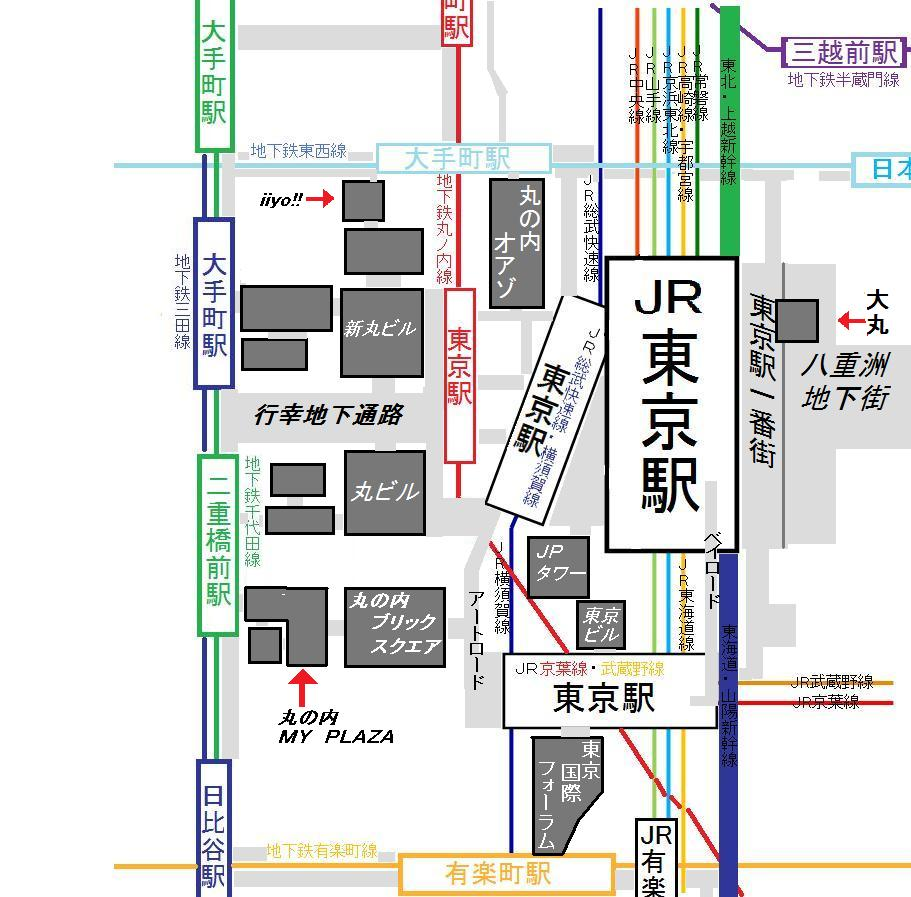
東京站與周邊各站位置圖

東京站周邊JR在來線線路名稱與運行系統

本站可搭乘JR新幹線與在來線各線（後述）、東京地下鐵丸之內線。JR東日本車站的3字母簡寫為「 TYO 」，而丸之內線車站編號為「M 17」。另外，本站JR線與東京地下鐵大手町站之間僅有東西線可進行聯絡運輸。
JR的正式路線名稱分別為新幹線的東海道新幹線與東北新幹線2路線，在來線的東海道本線、東北本線、總武本線、京葉線4路線（詳細參見路線條目以及「鐵道路線名稱」）。東海道本線是本站在來線的所屬線。管轄公司方面，東海道新幹線由JR東海管理，東北新幹線等其他路線由JR東日本管理。所有路線皆以本站為起點，站內亦設有0公里距離標。
旅客資訊使用的是後述的運行系統名稱。旅客資訊上的「東北（本）線」意指中長距離列車，過去因在上野站開出，本站並不使用；在上野東京線開通後，多使用在東海道新幹線車內廣播的轉乘資訊中。而中央本線過去雖以本站為正式起點，但為了解除本站－神田間與東北本線重複的雙重戶籍路段，JR成立後將中央本線起點改為神田站，但現在站內依然有0公里之里程標。
JR東日本新幹線月台的運行系統如下。
- 東北新幹線
- 上越新幹線：經大宮站直通至東北新幹線。
- 北陸新幹線：高崎站－大宮站之間是上越新幹線，經大宮站直通至東北新幹線。
- 北海道新幹線：經新青森站直通東北新幹線。
- 山形新幹線：新站－福島站之間行走奧羽本線，經福島站直通至東北新幹線。
- 秋田新幹線：秋田站－大曲站之間行走奧羽本線，大曲站－盛岡站之間行走田澤湖線，經盛岡站直通至東北新幹線。

此外，在來線有多個相關的運行系統在本站到開；各路線當中，除了宇都宮線─高崎線和常磐線、京葉線和武蔵野線有共用軌道的狀況，其他系統都有專用軌道。還有，除了駛入東北本線和中央線的列車之外，每天所有列車都會和東海道本線直通。
- 東海道線：車站編號「JT 01」／ 宇都宮線─高崎線、 常磐線 ：車站編號「JU 01」[※ 1]。行駛東海道本線與東北本線列車線的中距離電車和特急列車。本站有很長一段時間是東海道本線列車線的起點，但2015年3月14日起，本站與上野站的東北本線列車線直接連通，許多班次以新設的「上野東京線」運行系統直通東北本線列車線的宇都宮線、高崎線、常磐線[※ 2]。
- 京濱東北線：車站編號「JK 26」。行駛東海道本線、東北本線電車線的近距離電車。經橫濱站直通運行至根岸線。
- 山手線：車站編號「JY 01」。行駛東海道本線、東北本線電車線的環狀路線。品川站－新宿站－田端站是行駛在軌道名稱上的山手線。
- 中央線：車站編號「JC 01」。中央本線的近距離電車[※ 3]。中央線列車從神田站經東北本線專用線進入本站。與青梅方向的青梅線實施直通運行。
- 橫須賀線、總武快速線：車站編號「JO 19」。兩線實施直通運行。此站以南經東海道本線地下線與支線（品鶴線）至大船站直通橫須賀線。本站以東行駛總武本線[※ 4]。
- 京葉線：車站編號「JE 01」。武藏野線在西船橋站直通京葉線至本站。

另外，中央新幹線東京側起點非東京站，而是品川站。

### 中央車站地位
1889年，國鐵東海道本線新橋～神戶全線通車，私鐵日本鐵道也以上野為始發站建設往青森的線路。隨後，日本政府訂立東京都市計畫，規劃建造連結新橋與上野的高架鐵道。1896年第9回帝國議會決議在新線的中段建設中央停車場（／ chūō teishajō）。建設計畫因受到甲午戰爭與日俄戰爭影響，直到戰爭結束後的1908年才全面動工。1914年12月18日完工啟用，同時命名為「東京站」。
JR將本站視為「中央車站」，從其前身日本國有鐵道（國鐵）時代起，列車行進方向的「上行、下行」就是以本站為基準點。而做為「中央車站」的本站也是東京都區內與東京山手線內各站計算JR線長距離乘車券車費的里程數基準站（前者：201km以上，後者：101～200km）。

### 建設時的東京站
東京站興建時，站房位置不選擇於江戶時代起就發展成繁華街的京橋側，而是在當時尚未開發的丸之內側。朝向皇居正面的丸之內中央口，設有皇室專用之出入口。
車站站房由辰野金吾與葛西萬司設計，是座使用深谷市生產的鋼筋磚造3層西式建築，總建坪9,545平方公尺，長330公尺。南北各自有圓頂形屋頂，當時將丸之內南口做為乘車口、丸之內北口做為下車口。中央玄關為皇室專用，與東西一般出入口之間各有一個出入口以搬運行李。
東京站原始的設計是由赴日協助建設東京市區鐵道路網的德國工程師法蘭茲·巴爾澤負責。對日本傳統建築懷有興趣的巴爾澤，將車站建築（丸之內站房）設計為帶有入母屋破風與唐破風屋頂的和式建築；但該設計在當時日本崇尚歐風的氛圍下飽受批評，最後不被採用。後來車站建築的設計工作由辰野金吾等人接手主導，轉為以西洋式設計為基調，現今所見之丸之內站房，即為辰野經過三次設計後所定案的結果。惟東京站整體的場站布局，仍一定程度沿用巴爾澤等德國工程師的規劃。

## 歷史

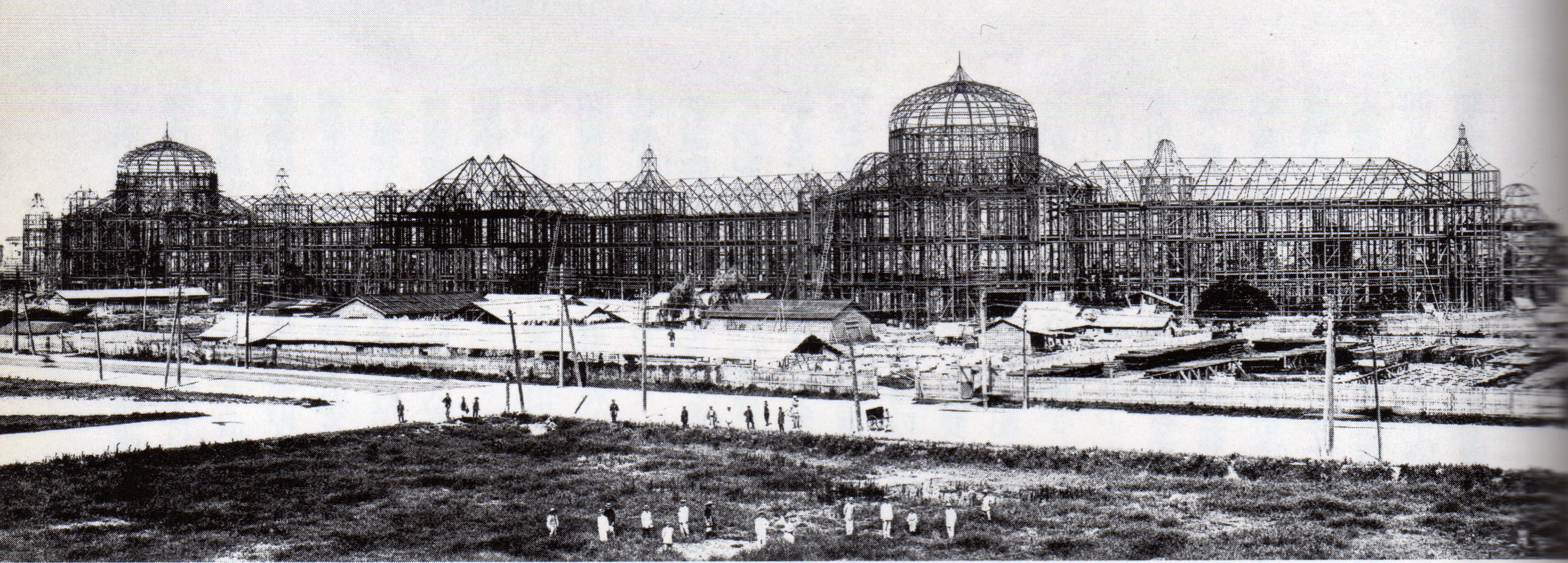
興建中的東京站

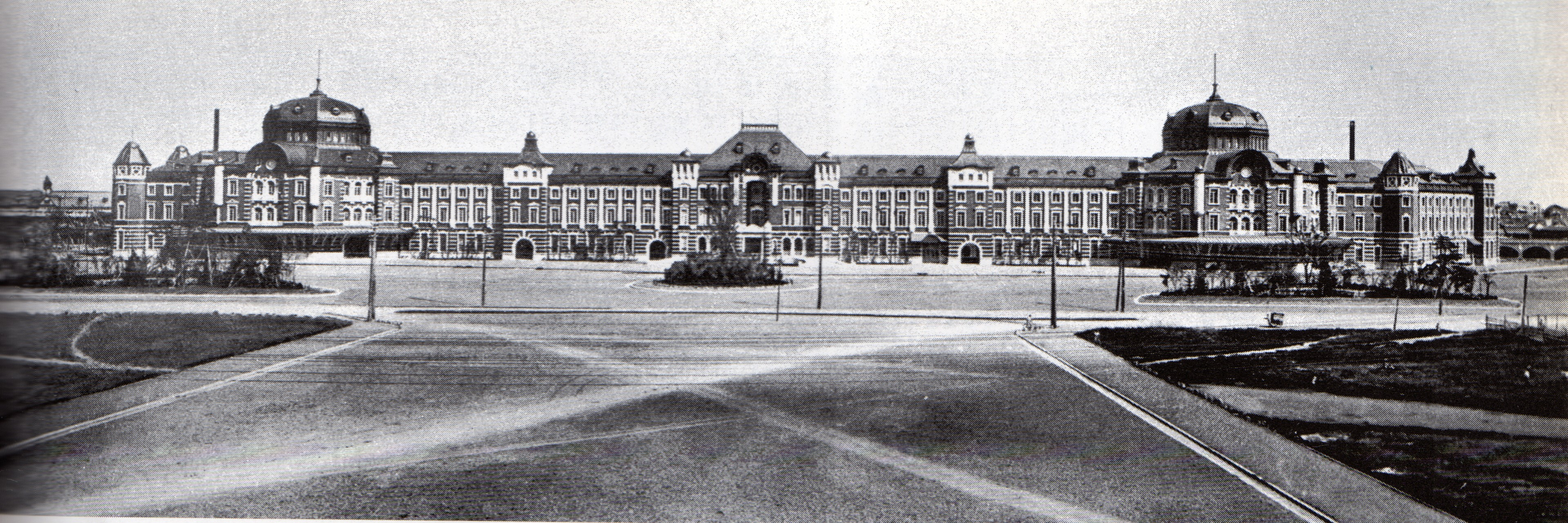
竣工時的東京站

1872年通車的日本首條鐵路，以及該路線延伸而成、於1889年全線通車的官設鐵道東海道本線，原本是以坐落於現今汐留一帶的新橋停車場做為東京端之總站。另一方面，私營鐵道業者日本鐵道在東京的端點站，也在1883年隨著通往東北地方的本線通車而啟用，即今之上野站。為了實現以鐵路直結新橋與上野的構想，在1889年定案的「東京市區改正計畫」中，即規劃新建直結兩地的高架鐵道線。1896年，帝國議會通過在新線中段興建「中央停車場」的方案。
後來受到日俄戰爭影響，高架新線與中央停車場的實際建設作業被迫中斷。前者於1908年恢復興建；後者則由辰野金吾、葛西萬司於1906年12月開始著手設計站房（現今的丸之內站房），並於1908年3月動工。1910年9月，高架新線通車至中央停車場建地附近時，曾經設置「吳服橋臨時站」（東京站啟用後即廢止）。1914年12月14日（大正3年），車站興建工程全部完成；12月20日正式啟用。當時設有電車用月台（電車線，短距離電車用）、汽車（列車線，非電化中長距離列車用）用月台各2座，9條正線，以及客車調車場和蒸氣機車庫。原本因為站房位置被設定為正對著宮城（皇居舊稱）而得名的中央停車場，也在啟用前不久改名為「東京站」（東京驛）。

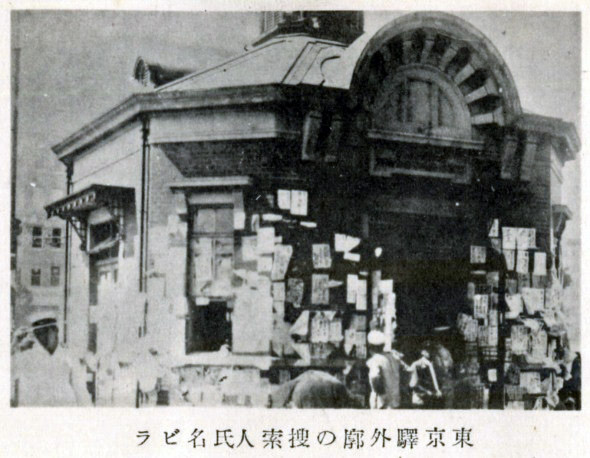
關東大震災後貼滿尋人啟事的東京站警備巡査派出所（1968年拆解，1972年移建至博物館明治村）

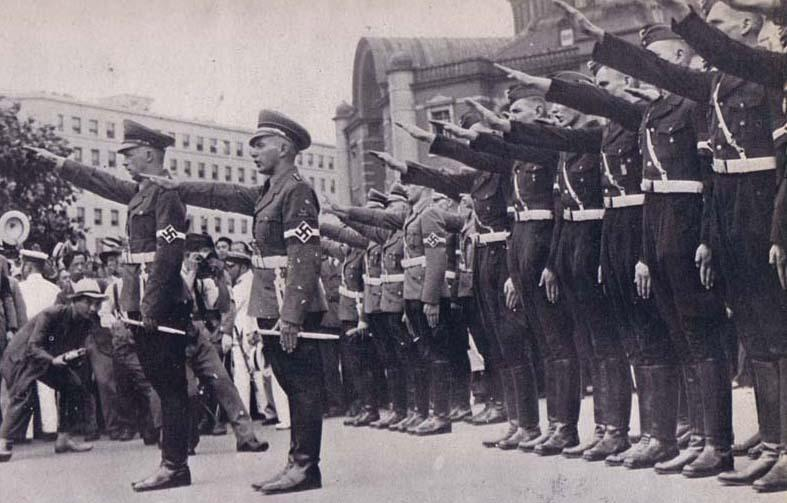
丸之內側正面前敬禮的希特勒青年團成員（1938年）

東京站啟用之初，於東京站乘車、下車的旅客數量平均一天僅約9,500人次（1914年），站區周圍的其他交通設施（像是當時作為都市運輸主力之一的路面電車）也尚未設置完備。不過，隨著中央線、東北本線的服務範圍延伸至東京站，以及京濱線（後來的京濱東北線）、山手線區間營運型態的確立，利用東京站的旅客數量快速增加；站區所在的丸之內，原本人煙稀少，也逐漸成為辦公大樓雲集的繁榮商圈。
戰後，日本經濟的高度發展，使得人流與物流更加頻繁。1960年代以降，新幹線的開通與列車直達，以及區域性在來線的延伸、相互直通與新建，擴張了東京站的服務區域範圍。為了因應車站設施擴增與列車班次增加的需求，東京站在空間使用上也朝向地下化、再高架化等「立體化」方式擴張；此外也不斷進行站內結構、設施的改良或調整。

### 年表

#### 開業前
- 1888年（明治21年）8月16日：東京市區改正條例公布，決定興建連結新橋與上野的高架鐵道與中央停車場[13]。
- 1889年（明治22年）5月20日：根據東京府告示第37號公佈市區改正設計[14]。
- 1890年（明治23年）9月17日：內務省指示鐵道廳長官在連結新橋與上野的高架鐵道中間建設中央停車場[15]。
- 1893年（明治26年）8月5日：日本鐵道申請上野－新橋營業執照[16]。
- 1896年（明治29年）
  - 2月4日：第9回帝國議會通過有關中央停車場的預算[17]。
  - 4月28日：成立新永間建築事務所負責市區高架線與中央停車場的建設[18]。
- 1900年（明治33年）：市區高架線開工[19]。
- 1902年（明治35年）7月：中央停車場站內的高架橋工程開工[20]。
- 1903年（明治36年）12月：辰野金吾擔任站舍設計[21]。
- 1908年（明治41年）3月25日：站舍基礎工程開工[22]。
- 1909年（明治42年）
  - 6月17日：站舍基礎工程竣工[22]。
  - 10月1日：鋼架製作[22]。
- 1910年（明治43年）
  - 9月15日：臨時站吳服橋站（日语：呉服橋駅）開業[23]。位於此站北側300公尺（近神田站）。
  - 8月1日：安裝站舍鋼架[22]。
  - 12月：站舍設計作業完成[11]。
- 1911年（明治44年）
  - 4月20日：牆體與樓板工程開工[22]。
  - 7月31日：鋼架製作竣工[22]。
  - 9月12日：站舍鋼架安裝工程竣工[22]。
- 1912年（明治45年）5月17日：屋頂與內部工程開工[22]。
- 1913年（大正2年）5月18日：牆體與樓板工程竣工[22]。
- 1914年（大正3年）
  - 3月19日：屋頂與內部工程竣工[22]。
  - 12月5日：根據鐵道院總裁達第113號，公佈中央停車場的正式站名為東京站[24][25]。
  - 12月15日：全部工程竣工[22]。
  - 12月18日：舉行開業紀念儀式[26]。
  - 12月20日：東京站開業（旅客站）[27]。成為東海道本線的起點[28]。吳服橋站廢除[27]。京濱線電車開始運行[29]。
  - 12月26日：京濱線電車暫時停運[29]。

#### 開業後
- 1915年（大正4年）
  - 5月10日：京濱線電車恢復運行[29]。
  - 11月2日：東京車站酒店在丸之內站舍內開業[30]，當時委由精養軒經營。
  - 此年設置國鐵第一個電子時鐘[31]。
- 1919年（大正8年）
  - 1月16日：電車下車口設置電車區間的出站所[32]。
  - 1月25日：電車下車口改為電車口，供出入雙方使用[32]。
  - 3月1日：本站成為中央本線起點。開始與山手線電車以「の」字型直通運行[33]。本站的中央本線列車僅有近距離電車，中央本線長距離列車繼續維持在飯田町站起訖[34]。
- 1921年（大正10年）
  - 2月16日：滯留在東京車站酒店的朝鮮時事新聞社社長閔元植遭到暗殺（閔元植暗殺事件）[35]。
  - 11月4日：時任內閣總理大臣原敬在乘車口遭到暗殺（刺殺）（原敬暗殺事件）[35]。
- 1923年（大正12年）
  - 7月1日：東京－下關間以三等車連結的特別急行列車開始運行[36]。
  - 9月1日：受關東大地震影響停運，直至9月21日方恢復營業[37][38]。
- 1925年（大正14年）
  - 4月26日：中央線與山手線停止以「の」字型直通運行，各自在東京站折返運行[39]。
  - 9月15日：第1、第2月台延伸並建造下車通道的樓梯，電車口封閉[40]。
  - 11月1日：東北本線（電車用複線）延伸至此並成為該線起點，山手線開始以環狀運行[41]。
  - 12月13日：東海道本線東京－國府津間與橫須賀線大船－橫須賀間完成電氣化[42]，橫須賀線開始以電氣機關車牽引試運行[43]。
- 1926年（大正15年）
  - 8月2日：橫須賀線電氣機關車開始營業運行[43]。
  - 8月25日：東海道本線電氣機關車試運行[43]。
- 1927年（昭和2年）7月1日：東海道本線列車全面以電氣機關車替代[43]。
- 1928年（昭和3年）4月1日：東京－上野間增設的列車用複線開通，此站至上野之間四線化[44]。
- 1929年（昭和4年）
  - 4月15日：町名改變，所在地由永樂町改為丸之內[45]。
  - 9月15日：一、二等特急列車的愛稱定為「富士」，三等特急列車的愛稱定為「櫻」，開始運行[46]。
  - 12月16日：開設八重洲口，只供電車區間乘客使用[45]。
- 1930年（昭和5年）
  - 3月15日：橫須賀線改用電車運行[43]。
  - 4月3日：設置自動售票機[47]。
  - 10月1日：特急「燕」開始運行[48]。
  - 11月14日：內閣總理大臣濱口雄幸在第4月台遭到狙撃（日语：狙擊）[49]。
- 1933年（昭和8年）
  - 10月31日：東京車站酒店解除精養軒的營業委託[50]。
  - 12月27日：東京車站酒店改組為鐵道省直營的東京鐵道酒店，恢復營業[51]。
- 1934年（昭和9年）
  - 10月13日：發生東京站收入扣押事件[52]。
  - 12月1日：丹那隧道開通，「燕」由電氣機關車牽引[53]。新設行李電車月台[54]。
- 1937年（昭和12年）
  - 4月1日：指定為特別一等站[54]。
  - 此年，第5月台開工[55]。
- 1939年（昭和14年）
  - 6月10日：移動與八重洲口連結的跨線天橋[56]。
  - 11月：將車站站區內車輛基地的一部分機能轉移到品川客車操車場[57]。
- 1941年（昭和16年）11月1日：為了紓解人潮，電車口以中央口之名再開[58][32]。
- 1942年（昭和17年）
  - 9月25日：第5月台（9、10號月台與中線的11號月台，第6月台用預定的12號月台）完工啟用[58]。
  - 10月：車站站區內的車輛基地機能轉移到到品川客車操車場，只留下部分留置線[57]。
  - 11月3日：東京機關區（日语：東京機関区）移動到品川[55][59]。
- 1944年（昭和19年）
  - 4月1日：實施決戰非常措置要綱，特急列車、一等車、寢台車、食堂車全數廢除[60]。
  - 9月8日：站前的井上勝像根據金屬類回收令（日语：金属類回収令）而拆除[61]。

- 1945年（昭和20年）

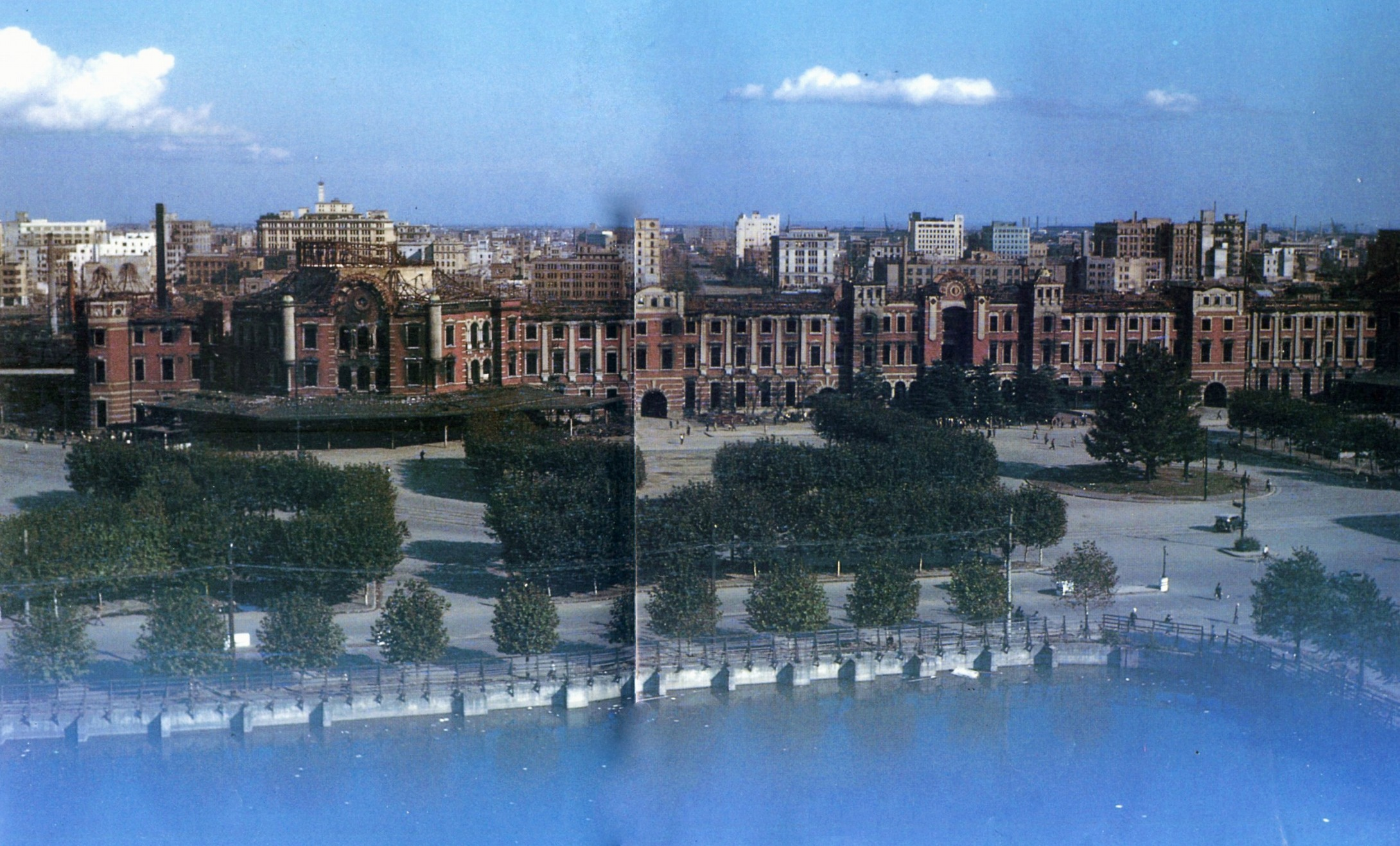
東京大轟炸後受損的東京車站站體彩色照片，由美國陸軍攝影師加埃塔諾·法雷斯所攝

  - 3月20日：來往東京－下關間的急行列車削減至來回1班[60]。
  - 5月25日：東京站在東京空襲時遭到轟炸，燃燒彈擊中丸之內站舍下車口大廳附近而著火，月台頂棚等全數燒燬[62]。27日起恢復部分列車運行，6月2日全面恢復[63]。
  - 6月25日：爆炸導致八重洲口站房嚴重受損[64]。
  - 9月15日：佔領軍鐵路運輸總部（RTO）在乘車口設置事務室[65]。
  - 10月1日：東京站戰災修復工程全面開工[66]。
  - 12月1日：東京鐵道酒店的經營委托給日本交通公社，暫時關閉[67]。
  - 12月20日：RTO候車室、事務室在乘車口竣工[65]。

#### 戰後
- 1946年（昭和21年）
  - 3月10日：丸之內側站房修復工程開始進行。
  - 3月20日：連結東京站與丸大樓的地下道開設臨時的東京丸之內旅館[68]。
  - 7月15日：往札幌的盟軍專用列車（日语：連合軍専用列車）「Yankee Limited」開始在東京發車[69]。
- 1947年（昭和22年）
  - 3月15日：丸之內口站舍修復工程完工。考慮到安全性，南北圓頂部分的3層建築物部分改為三角狀，站舍也自3層縮小至2層[70]。
  - 5月1日：RTO事務室與候車室主要建設工程完成[71]。
  - 11月20日：八重洲外堀回填工程完成[72]。
- 1948年（昭和23年）
  - 6月20日：車站站內廢除單向通行動線限制，丸之內側的乘車口、下車口開放乘客出入[73]。
  - 11月16日：八重洲口站舍完工啟用[72]。
- 1949年（昭和24年）
  - 4月29日：八重洲口站舍失火，最後燒燬[72]。
  - 5月10日：八重洲口修復工程地鎮祭[72]。
  - 9月15日：戰後首輛特急「平和」開始運行[74]。
- 1950年（昭和25年）
  - 1月1日：特急「平和」改名為「燕」[74]。
  - 3月1日：東京－沼津、伊東間的湘南電車開始運行[75]。
  - 5月11日：特急「鳩」開始運行[74]。
- 1951年（昭和26年）
  - 1月17日：東京鐵道酒店改為東京車站酒店，重建工程開工[76]。
  - 11月15日：東京車站酒店再次恢復住宿業務[77]。
  - 12月1日：列車用拖上線啟用[78]。
- 1952年（昭和27年）
  - 4月1日：RTO廢除，臨時事務處結束運作。
  - 7月1日：東京站內的地面留置線全數廢除[79]，八重洲側的大規模小包裹處理辦公室完工啟用[80]。
  - 9月1日：連結八重洲口的跨線橋新通道啟用[81]。
  - 10月14日：八重洲站舍新建工程舉行開工儀式，舊八重洲口改名為八重洲北口、新八重洲口改名為八重洲南口[81]。
- 1953年（昭和28年）
  - 1月6日：中央通道延伸工程開工[82]。
  - 7月1日：第7月台（14、15號月台與回送用16號月台）啟用[83]，10、11、12號月台停用[84]。八重洲名店街開業[85]。開設八重洲乘車口、八重洲北口[82]。第1自由通道開通[82]。
  - 9月1日：開設八重洲中央口與南口[82]。第6月台（12、13號月台）啟用[83]、第4月台（7、8號月台）與9號月台停用[82][84]，10、11號月台恢復使用[84]。
  - 11月1日：9號月台恢復使用，第3月台（5、6號月台）停用[84]。
- 1954年（昭和29年）
  - 2月16日：8號月台恢復使用[84]。中央通道開通至八重洲中央口[86]。
  - 3月30日：山手線外環與京濱東北線南行由4號月台改為6號月台[86]。
  - 4月15日：7號月台恢復使用[84]，常磐線電車直通本站[86]。
  - 10月14日：八重洲口新站舍啟用（6層建築物）[85]。
  - 10月21日：大丸百貨店開業[87]。
- 1955年（昭和30年）7月20日：八重洲站舍與第7月台之間的頂棚完工，設置候車室與商業設施等[88]。
- 1956年（昭和31年）
  - 5月4日：山手線外環與京濱東北線南行由6號月台更為5號月台[89]。
  - 7月20日：帝都高速度交通營團（營團地下鐵）丸之內線從淡路町站延伸至本站[90]。
  - 11月19日：山手線與京濱東北線分離工程完成，3號月台供京濱東北線北行使用、4號月台供山手線內環使用、5號月台供山手線外環使用、6號月台供京濱東北線南行使用[91]。東海道本線全線電氣化完成，特急全線由電氣機關車牽引[92]。夜行特急「朝風」開始運行[93]。
- 1957年（昭和32年）
  - 7月14日：第1月台擴建工程施工[94]。
  - 12月15日：營團丸之內線由此站延伸至西銀座站（後來的銀座站）[90]。
- 1958年（昭和33年）
  - 10月15日：準急「日光」開始運行，東北本線方向的優等列車改從東京站到發[95]。
  - 11月1日：電車特急「回聲」開始運行[96]。
- 1959年（昭和34年）
  - 3月10日：第2自由通道啟用[97]。
  - 11月1日：丸之內側的乘車口改名為丸之內南口，下車口改名為丸之內北口，中央口改名為丸之內中央口[98]。
- 1960年（昭和35年）11月12日：東海道新幹線開工[98]。
- 1961年（昭和36年）
  - 5月31日：東京站最後一次運行蒸汽機關車牽引的定期列車[99]。
  - 10月1日：3-6-10（日语：サンロクトオ）時刻表改正，8號月台更換為湘南電車，12號月台更換為列車到站[100]。
- 1963年（昭和38年）6月：八重洲地下街的工程開工[101]。

#### 新幹線開業後
- 1964年（昭和39年）10月1日：東海道新幹線的本站至新大阪間路線開業，同時新幹線車站完工[102]。第8、9月台，17、18、19號月台啟用[103]。
- 1965年（昭和40年）
  - 6月：八重洲地下街1期工程完成[101]。
  - 10月：新幹線用的16號月台增建工程開工[103]。
- 1966年（昭和41年）10月1日：營團地下鐵東西線大手町站開業，兩站開放步行轉乘[90]。1956年（昭和31年）7月20日該站丸之內線通車至之後東西線通車為止，距離此站相當遙遠。第2月台向北側延長21公尺，京濱東北線開始以10節運行[104]。
- 1967年（昭和42年）3月10日：東海道新幹線16號月台啟用，第8、9月台延長約70公尺以停靠16節編組列車[104]。
- 1968年（昭和43年）
  - 1月10日：東京地下站（總武本線、橫須賀線用）工程開工[105]。
  - 6月30日：八重洲口站舍（鐵道會館大廈）增建至12層[106]。
- 1969年（昭和44年）
  - 2月10日：八重洲地下商店街開始營業[107]。
  - 4月10日：八重洲吳服橋口完成[108]。
  - 6月10日：新設東京站八重洲南口的東名公路巴士站[109]。
- 1972年（昭和47年）
  - 7月15日：總武本線地下月台開業，總武本線改以本站為起點[110]。
  - 10月12日：丸之內側地下通道牆壁的「天地創造」的彩色玻璃首次亮燈[111]。
- 1973年（昭和48年）4月1日：第7月台（14、15號月台）停用。隨之，連結東北、上信越的「初雁」「朱鷺」等一部分特急列車與中距離列車停止直通[99][95]。湘南電車改用7、8號月台，橫須賀線改用9、10號月台，優等列車改用12、13號月台[112]。
- 1975年（昭和50年）
  - 3月10日：地下4號月台啟用[113]。
  - 7月18日：新幹線用的第7月台與15號月台啟用[114]。
- 1976年（昭和51年）
  - 6月26日：東海道新幹線月台設置廣告看版[113]。
  - 10月1日：橫須賀線的地下線開通至品川，總武本線的電車延長運行至品川[115]。
- 1977年（昭和52年）
  - 3月16日：東京都知事美濃部亮吉與國鐵總裁高木文雄進行會談，提及考慮將東京站（丸之內口）重建[116]。
  - 10月21日：日本建築學會提出要望書，希望慎重考慮東京站處理事宜[116][117]。
- 1979年（昭和54年）
  - 4月1日：中央通路擴建工程完成，寬25公尺[113]。
  - 12月1日：東海道新幹線開始使用14號月台[113]。
- 1980年（昭和55年）
  - 4月1日：新幹線16號月台停用（至9月30日）[113]。
  - 9月30日：中央地下通道開通[113]。
  - 10月1日：橫須賀線與總武快速線開始直通運行[113]。與此同時，13號月台廢除。優等列車的到發改在9、10號月台[112]。
- 1981年（昭和56年）3月1日：北口自由通道開始使用[107]。
- 1986年（昭和61年）11月1日：開始停靠中央本線的特急列車「梓」[118]。

#### 國鐵改制JR後
- 1987年（昭和62年）
  - 4月1日：伴隨國鐵分割民營化，東海道新幹線車站由JR東海繼承，其他國鐵線車站由JR東日本繼承[119]。
  - 7月13日：復元丸之內站前廣場的井上勝像[120]。
  - 7月21日：舉辦第1次「東京站演唱會」[120]。
  - 12月11日：日本建築學會向JR東日本社長提出「有關東京站丸之內口站房的保存要望書」[116][117]。
  - 12月12日：「愛着赤練瓦的東京站市民之會」成立[116][121]。
- 1988年（昭和63年）
  - 3月13日：第6月台（12號月台）廢除[122]。
  - 4月1日：東京車站畫廊開館[120]。
- 1990年（平成2年）
  - 3月10日：京葉線地下月台開業[123]。南口新通道開始使用[124]。
  - 4月20日：開始引入自動檢票系統[120]。
- 1991年（平成3年）
  - 3月16日：特急「細波」「若潮」由原先途經總武本線改為途經京葉線[125]。
  - 3月19日：特急「成田特快」開始運行[125]。
  - 6月20日：東北新幹線由上野站直通至此站，第6月台（12、13號月台）開始供新幹線使用[126]。
  - 11月9日：北陸新幹線直通東京站的對應工程開工[127]。
- 1992年（平成4年）
  - 10月4日：停止使用8號月台，第4月台縮窄工程開工[128]。
  - 12月1日：中央線重層高架化（再高架化）工程開工[129]。
- 1993年（平成5年）7月4日：8號月台再次使用（臨時），9號月台停用，臨時第5月台建設工程開工[128]。
- 1994年（平成6年）4月10日：9號月台再次使用（臨時），10號月台停用，臨時第5月台開始使用，第5月台停用，轉換為新幹線月台工程開工[128]。
- 1995年（平成7年）
  - 7月2日：中央線重層高架化工程開始使用，新設的第01月台（1、2號月台）開始使用[130]。
  - 10月29日：京濱東北線北行切換為第1月台的舊1號月台（新3號月台）[128]。
  - 11月5日：山手線內環切換為第1月台的舊2號月台（新4號月台）[128]。
  - 12月17日：山手線外環切換為第2月台的舊3號月台（新5號月台）[128]。
  - 12月24日：京濱東北線南行切換為第2月台的舊4號月台（新6號月台）[128]。
- 1996年（平成8年）
  - 6月23日：第3月台開始供東海道線使用，開始使用新的7、8號月台，臨時設置的8、9號月台停用，臨時第5月台停用[128]。
  - 11月17日：中央線高架橋桁開始拆除工程[130]。
- 1997年（平成9年）
  - JR東日本車站獲選為關東車站百選。選定理由是「大正3年誕生，真正歷史故事的復興風格的赤煉瓦製造站舍」（大正3年誕生、真に歴史を物語るルネッサンス風の赤煉瓦造りの駅舎）。JR東海、營團地下鐵車站不在選定對象。
  - 3月1日：第4月台恢復使用，東海道線用的10號月台復舊，9號月台停止使用[128]。
  - 9月7日：9號月台恢復使用[128]。
  - 10月1日：伴隨北陸新幹線（高崎－長野）開始營業，上越、北陸新幹線開始只使用20、21號月台。此時的12、13號月台改稱22、23號月台[131]。
- 1998年（平成10年）3月17日：東海道新幹線的剪票口引入自動檢票機[132]。
- 1999年（平成11年）10月：東京都知事石原慎太郎與JR東日本社長松田昌士會談達成共識，確定丸之內站舍將復原成原貌[133]。

#### 2000年後
- 2000年（平成12年）11月9日：最後一次舉辦「東京站演唱會」[134]。
- 2001年（平成13年）
  - 11月18日：JR東日本啟用IC卡「Suica」[132]。
  - 12月：根據「有關東京站周邊的再生整備研究委員會」，公佈了有關丸之內站舍保存、復原與再開發手法[133][135]。
- 2002年（平成14年）
  - 2月15日：東京都知事石原慎太郎與JR東日本社長大塚陸毅進行會談，開始進行丸之內站舍復原的具體作業[133][136][132]。
  - 6月28日：宣佈都市計劃，成為特例容積率適用區域[133]。
- 2003年（平成15年）
  - 2月：JR東海的丸之內中央大樓開業[137]。
  - 4月18日：丸之內側的赤練瓦站舎獲文化審議會指定為「重要文化財」[138]。
  - 5月30日：公告丸之內站舍成為重要文化財[133]。
- 2004年（平成16年）
  - 4月1日：伴隨營團地下鐵民營化，丸之內線車站由東京地下鐵繼承[139]。
  - 4月4日：東日本Kiosk（日语：JR東日本リテールネット）站內的東京紀念品專門店「東京銘品館」重新開幕[140]。
  - 9月10日：八重洲口的雙子塔（GranTokyo北塔與南塔）開工[141]。
  - 10月13日：開始舉辦「赤煉瓦演唱會」[142][143]。
- 2005年（平成17年）12月10日：根據JR東日本的時刻表改正，20－23號月台不再區分東北、山形、秋田、上越、北陸新幹線方向列車，停止過去20、21號月台與22、23號月台按方向使用的方式[132]。
- 2006年（平成18年）
  - 3月17日：丸之內南口圓頂舉行映像投影活動「東京站再生」（至31日）[144]。
  - 4月11日：東京站與荷蘭阿姆斯特丹中央車站締結為姊妹站[132]。
- 2007年（平成19年）
  - 3月8日：日本橋口「薩皮亞塔」開放[132][145]。
  - 5月30日：丸之內側的赤煉瓦站舍開業當時的3層建築開始進行「復原」工程[132]。
  - 10月25日：中央地下大堂站內商業設施「Gransta」開放[146]。
  - 11月6日：八重洲口「GranTokyo北塔」與「GranTokyo南塔」開放[147]。
- 2009年（平成21年）3月13日：寢台特急「隼」「富士」停運。本站不再有機關車牽引的定期客車列車[132]。
- 2010年（平成22年）
  - 3月28日：剪票口內1樓的站內商業設施「ecute東京」開放[148]。
  - 11月25日：京葉線聯絡通道站內商業設施「KeiyoStreet」部分開放[149]。
  - 12月4日：剪票口內1樓站內商業設施「Gransta Dining」開放[150]。
- 2011年（平成23年）
  - 3月5日：東北新幹線「隼」開始運行[151]。從此，以「隼號」命名的此站到發列車變形復活。
  - 3月20日：京葉線聯絡通道站內商業設施「KeiyoStreet」開放[149]。
  - 3月23日：大屋頂南部先行開業[152]。
- 2012年（平成25年）
  - 8月22日：因戰火而燒毀的丸之內側站房南北圓頂時鐘，於日本時間下午2時重新啟用。
  - 9月22日：丸之內赤煉瓦站舍舉行放映CG映像「TOKYO STATION VISION」（至23日）[153]。
  - 9月24日：舊RTO的壁畫移動至京葉線八重洲剪票口附近展示[154]。
  - 9月29日：雄勝石繪的壁畫在丸之內南口地下剪票口外舉行揭幕儀式[155]。
  - 10月1日：丸之內側站房復舊完成，正式對外開放。「東京車站畫廊」再次開放[156]。剪票口內1樓站內商業設施「中央大街」[155]。北圓頂內開設面向外國人觀光客的"JR EAST Travel Service Center"[155]。
  - 10月3日：東京車站飯店重新開業。
- 2013年（平成25年）
  - 3月19日：與美國紐約的大中央總站締結為姊妹車站。大中央總站在2013年、東京站在2014年分別迎來開業100周年紀念[157]。
  - 9月20日：八重洲口的大屋頂完成[158]。
- 2014年（平成26年）
  - 10月2日：舉辦第一次東京站深夜遊[159]。由東京車站酒店與JR東日本東京站共同策劃（第二次在11月30日）。
  - 12月20日：開業100周年紀念日。由於東京站發售的紀念Suica限量1萬5千張，每人限買3張，導致前晚通宵排隊民眾多達9千人以上，造成大混亂。最後JR東日本將銷售方式更改為線上抽選，隔年發送[160][161]。
- 2015年（平成27年）
  - 2月12日：與同為百年車站的臺灣新竹車站締結姐妹車站[162]。
  - 3月14日：上野東京線啟用，宇都宮線、高崎線、常磐線列車行駛至東京站並直通東海道線。
- 2016年（平成28年）3月26日：北海道新幹線新青森站至新函館北斗站間開業，同日起與東北新幹線開始直通運行。從此，東京站成為唯一可搭乘新幹線列車直達新幹線3島（本州、北海道、九州）的車站，也是唯一可搭乘鐵路定期列車直達日本本土4島的車站。
- 2017年（平成29年）
  - 12月7日：東京站丸之內站前廣場啟用[163]。
  - 12月8日：東京站丸之內站前廣場舉行大使呈遞國書儀式[164]。

## 車站

### 站房
東京站的地上主體建築，大致分為站區西側的丸之內側站房（丸之內口），與站區東側的八重洲側站房（八重洲口），JR的高架軌道與月台區即位於兩座主體建築間的廣大腹地，約略呈南北向並排分布。高架軌道與月台區之下，則有位於一樓的三條東西向通路—北通路、中央通路與南通路，於付費區內連結丸之內側站房、八重洲側車站大樓與各高架月台；另外，北通路北側也有位於付費區外，單純供民眾通行於兩座主體建築間的北自由通路。出入口部分，丸之內口與八重洲口又各自分為北口、中央口與南口三個出入口；另外還有位於站區東北側，設有乘客進出新幹線月台專用驗票閘門的日本橋口。
丸之內側站房為辰野式「赤煉瓦」紅磚造建築，為三層樓高之建物。在第二次世界大戰末期遭轟炸毀損後復建為兩層樓高，南、北兩側的八角狀屋頂，以及中央部份加上三角梯形屋頂則維持為三層樓高，至2012年修復工程竣工後恢復舊貌（詳見「再開發事業」段落）。現已拆除的八重洲側車站大樓，則為地上十二層、地下兩層的高樓建築。
三處地下車站間皆透過位於地下第一層的自由通路，於付費區外相互連結，該自由通路亦與位於一樓北自由通路底下，連結丸之內側地下車站、八重洲側車站大樓地下一樓的北地下自由通路（同樣位於付費區外），以及大手町一帶的地下通路連通；同樓層的JR總武線、橫須賀線車站付費區內，也有位於一樓中央通路底下，連結兩側地下付費區的中央地下通路。八重洲側車站大樓地下一樓付費區外，也與位於車站大樓前方（東側）廣場地下第一層的八重洲地下街相連通。
連通東西站房的付費區內通道分為北、中央、南共三條通道，分別對應丸之內側、八重洲側的地上3處剪票口。丸之內側地下與八重洲中央口亦有剪票口，丸之內側通往東京地下鐵丸之內線與丸之內大廈、新丸之內大廈方向，八重洲側通往八重洲地下街方向。
此外，在高架軌道與月台區之下的一樓付費區內，較接近八重洲側車站大樓的新幹線南轉乘口驗票閘門南側，也有同樣位於付費區內，長度約500公尺的八重洲（地下）連絡通路，連結主要站區與JR京葉線車站；該連絡通路還設有一條電動步道，通路兩端也都設有電梯和電扶梯。

#### 再開發事業
東京站的再開發事業由JR東日本推動。2007年3月，位於日本橋口的摩天大樓「薩皮亞塔」完工啟用，JR東日本與此同時將東京站站區的整體開發計畫命名為「東京車站城」（東京ステーションシティ），並以「東京站，成為都市。」（東京駅が、街になる。）做為宣傳口號。東京車站城以丸之內側站房復舊計畫、以及八重洲口再開發計畫為兩大主軸，加上站內既有空間的改建工程組成。以下為各項開發項目：
- 丸之內側站房復舊計畫：二戰末期遭轟炸而多處損毀的丸之內側站房，雖然在終戰後第二年即開始進行修復工程，並於次年完成，但受到當時物資缺乏影響，難以進行較為複雜的修建與復原工作（像是南、北兩側原本的圓頂狀大型屋頂燒燬後，修復時僅改建為簡易樣式的八角狀屋頂），使得修復後的丸之內側站房在建築外觀上略異於以往。原本修復工程只是應急性質，不過由於外觀完全復舊所需經費龐大，使得復舊計畫被長期擱置，直到1999年才正式定案。復舊工程以恢復站房落成時原貌為目標，原本預定於2006年4月開工，2010年底至2011年初完工，但因美國廠商有意競標，因此延至2007年5月30日開工。2012年6月10日，站房一樓部分區域開始對外開放，同年10月1日正式完工對外開放。
- 八重洲口再開發計畫：包括興建分別位於原八重洲側車站大樓南、北兩側的兩棟摩天大樓——地上四十一層、地下四層的「GranTokyo南塔」（グラントウキョウ サウスタワー）與地上四十三層、地下四層的「GranTokyo北塔」（グラントウキョウ ノースタワー），以及利用八重洲口車站大樓原址、興建連結南塔與北塔的「大屋頂」（グランルーフ），與八重洲口站前廣場的整修工程。兩棟大樓的興建工程於2004年9月11日開始進行，於2007年10月完工；之後拆除八重洲口車站大樓，興建「大屋頂」與增建北塔的低層部分。「大屋頂」為地上四層、地下四層的長型行人天橋建築，頂樓為開放式人行步道，將以特殊造型的屋頂覆於其上，該建築於2013年9月20日完工啟用[165]。該計畫完成後，將使東京站一帶形成海風從東京灣進入東京都心的空中廊道，以改善東京的熱島效應。
- 其他部分
  - 薩皮亞塔（サピアタワー）：地上35層、地下4層，提供商辦、大學衛星校區（英语：Satellite campus）、旅館等進駐的多用途摩天大樓，是「東京車站城」最早完成的項目。
  - Gransta：位於東京站剪票口內的地下商店街，於2007年10月25日開幕。

整個再開發計畫於2017年底，隨著丸之內口的站前廣場、以及丸之內口地下空間的整建計畫竣工後全部完成。

### JR東日本
JR東日本站區共設9座18線月台，是JR各公司車站中月台數目最多的車站。
JR東日本月台为多层立面布局，分为地上部分和地下部分。地上部分月台均位于高架上，为贯通、尽端混合布置。其中，在来线部分面积30000平方米，新干线部分（含JR东海）面积46000平方米。地下部分包括位於主要站區南邊較遠處，鍛冶橋通（接近有樂町）地下第三、四層，呈東西向的JR京葉線車站；丸之內側站房前方（西側）廣場地下第四、五層，呈東北—西南向的JR總武線、橫須賀線車站（第四層為穿堂層，第五層為月台層）。另外车站於地下第二層连接呈南北向的東京地下鐵丸之內線車站。
新幹線轉乘口（中央、南。附轉乘窗口、精算所業務）、丸之內地下北口、京葉地下丸之內口、日本橋口業務已經委託給JR東日本車站服務管理。除此之外，新幹線還有日本橋等剪票口。
在來線空間十分寬廣。1樓有豐富的付費區內商業設施。多年以來，地下1樓設置許多投幣式置物櫃而缺乏商業設施，但在2007年10月25日JR東日本商業設施「GRANSTA」（グランスタ）開幕後人潮爆增。知名會面地點「銀之鈴」也進行更新，並新設電扶梯連接1樓與地下1樓；相對地，新幹線空間就不夠寬裕，僅有月台上有商業設施。
方向指示看板在以前是使用綠底配上各在來線路線色表示「月台編號、路線名、方向」，自2005年12月10日改點起，僅使用月台編號表示20～23號月台，同時剪票口、月台的資訊顯示器全面改用全彩LED（部分LCD）顯示「列車名、發車時刻、目的地、下班列車、停靠站與現在時刻」。
車站大廳多由JR東日本管轄，店鋪與餐廳等可使用Suica以及互通的交通系IC卡。

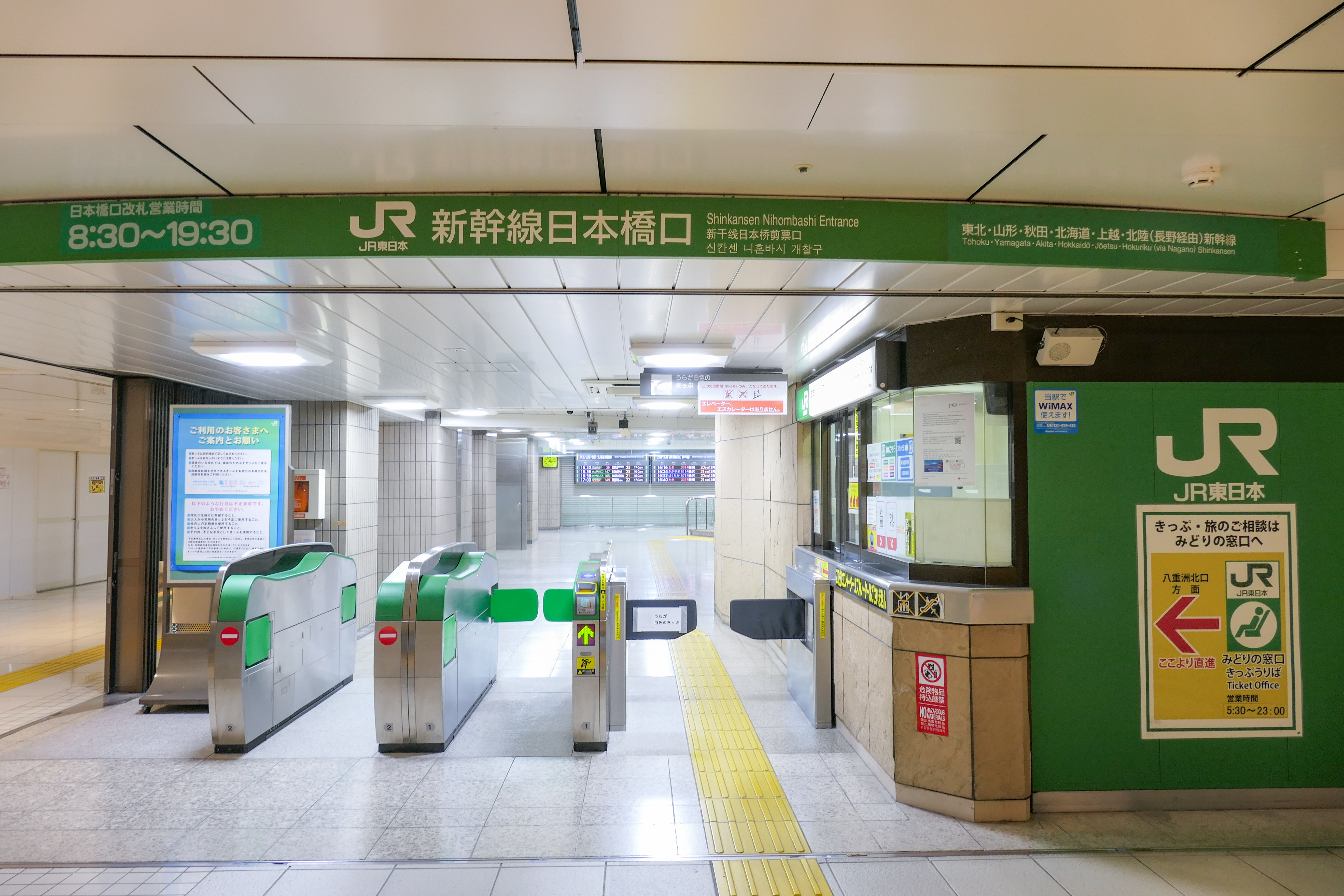
日本橋口閘口（2021年11月）
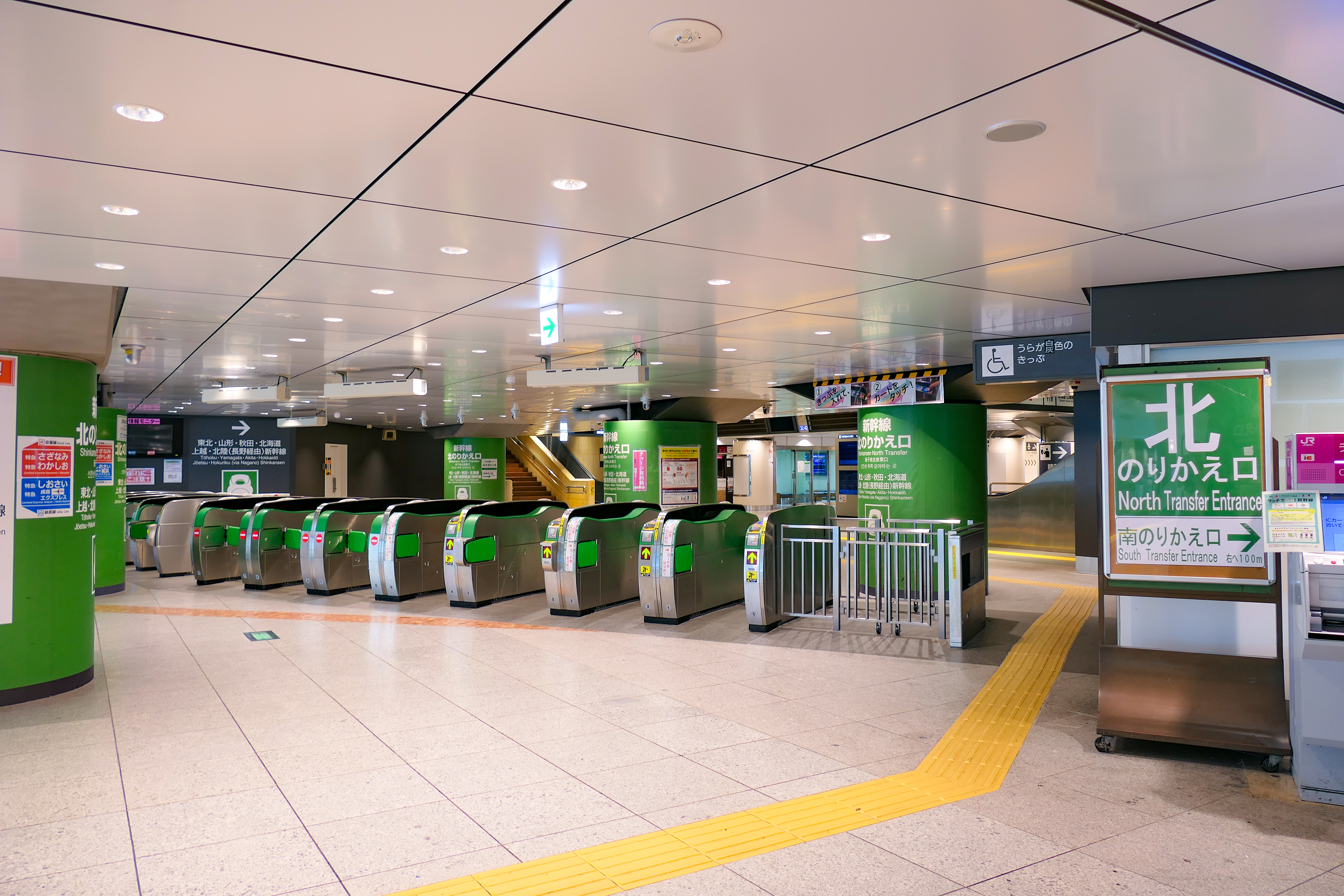
新幹線北轉乘閘口（2021年9月）
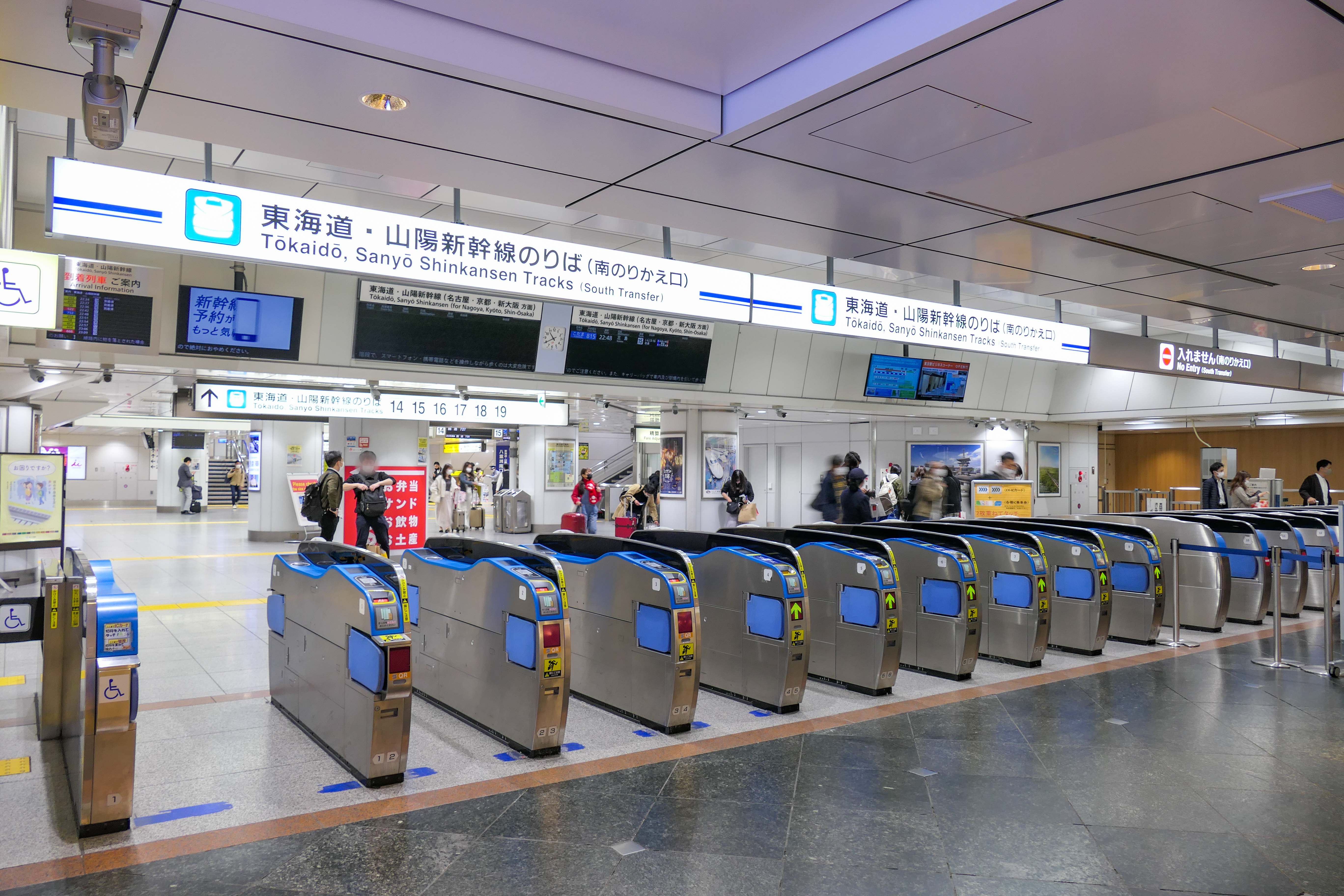
新幹線南轉乘閘口（2021年10月）
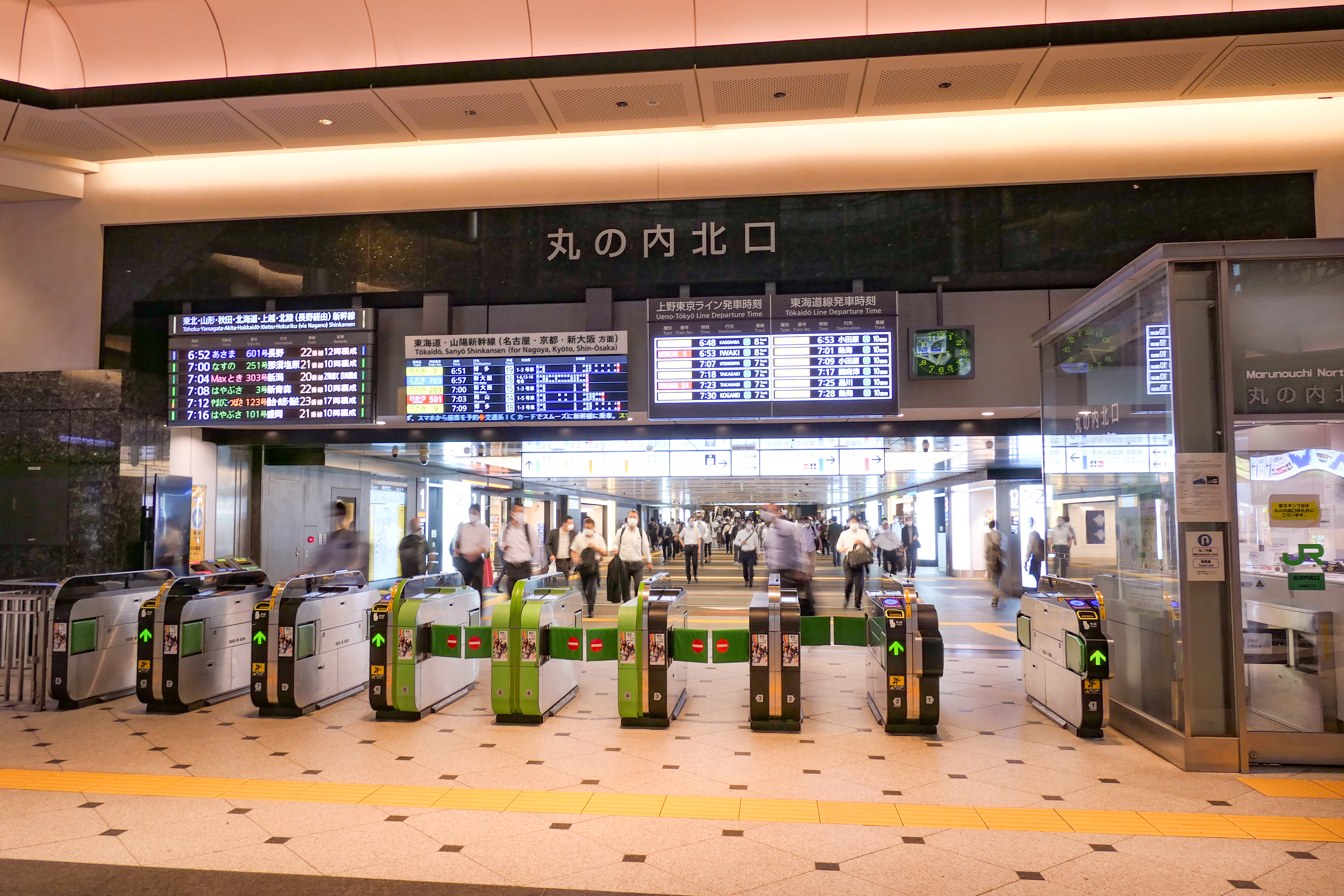
丸之內北口閘口（2021年9月）
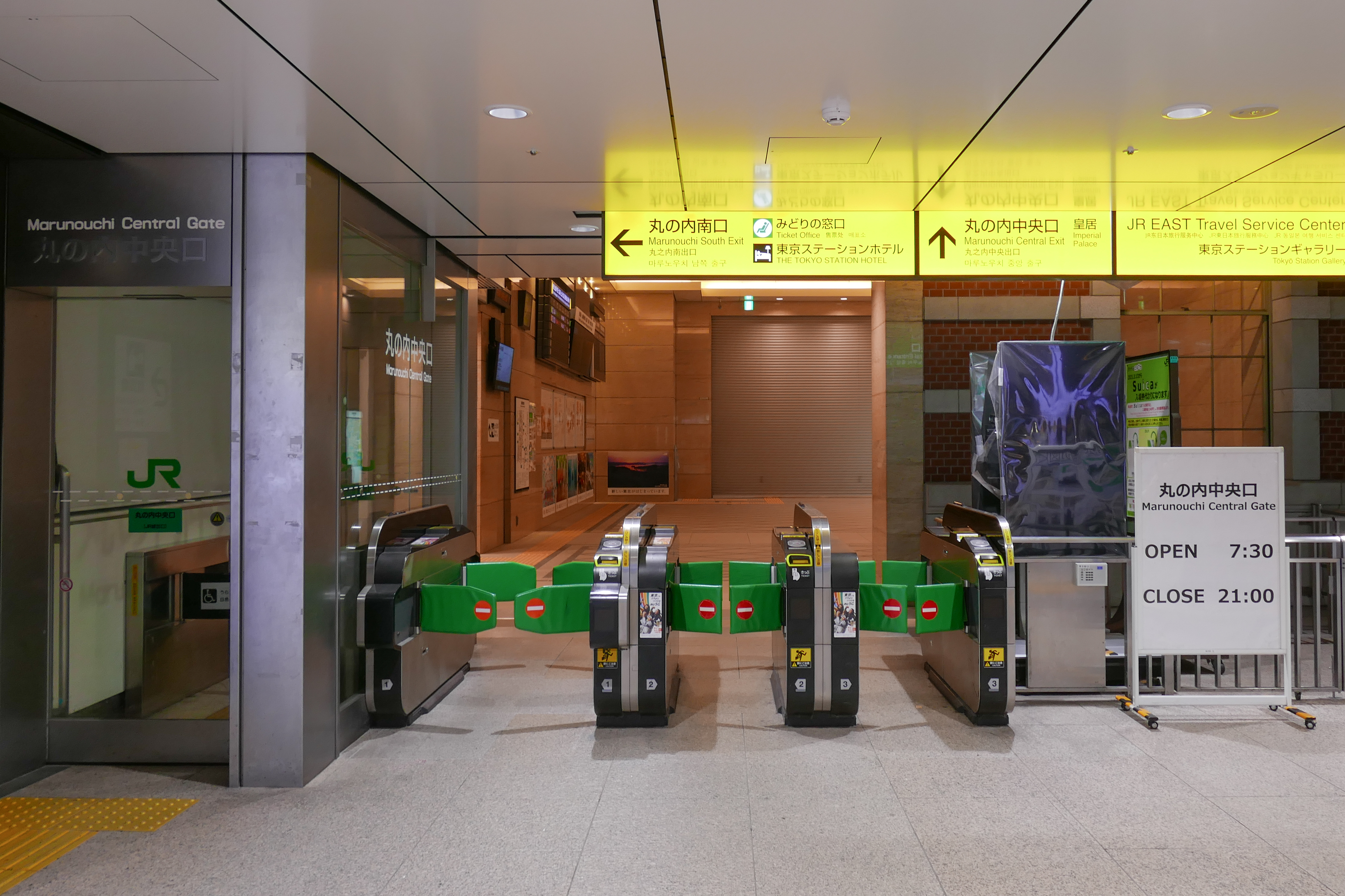
丸之內中央口閘口（2021年9月）
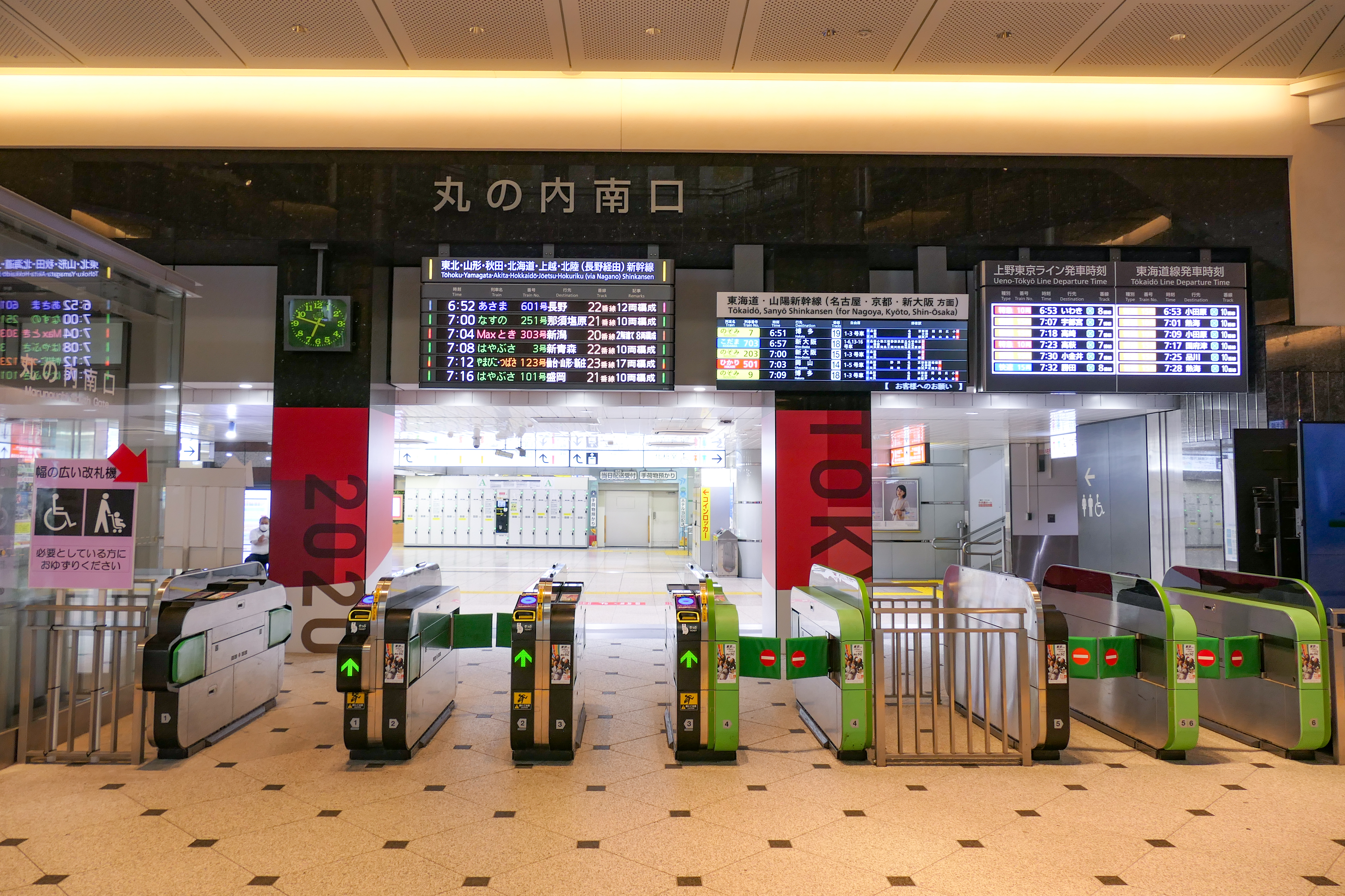
丸之內南口閘口（2021年9月）
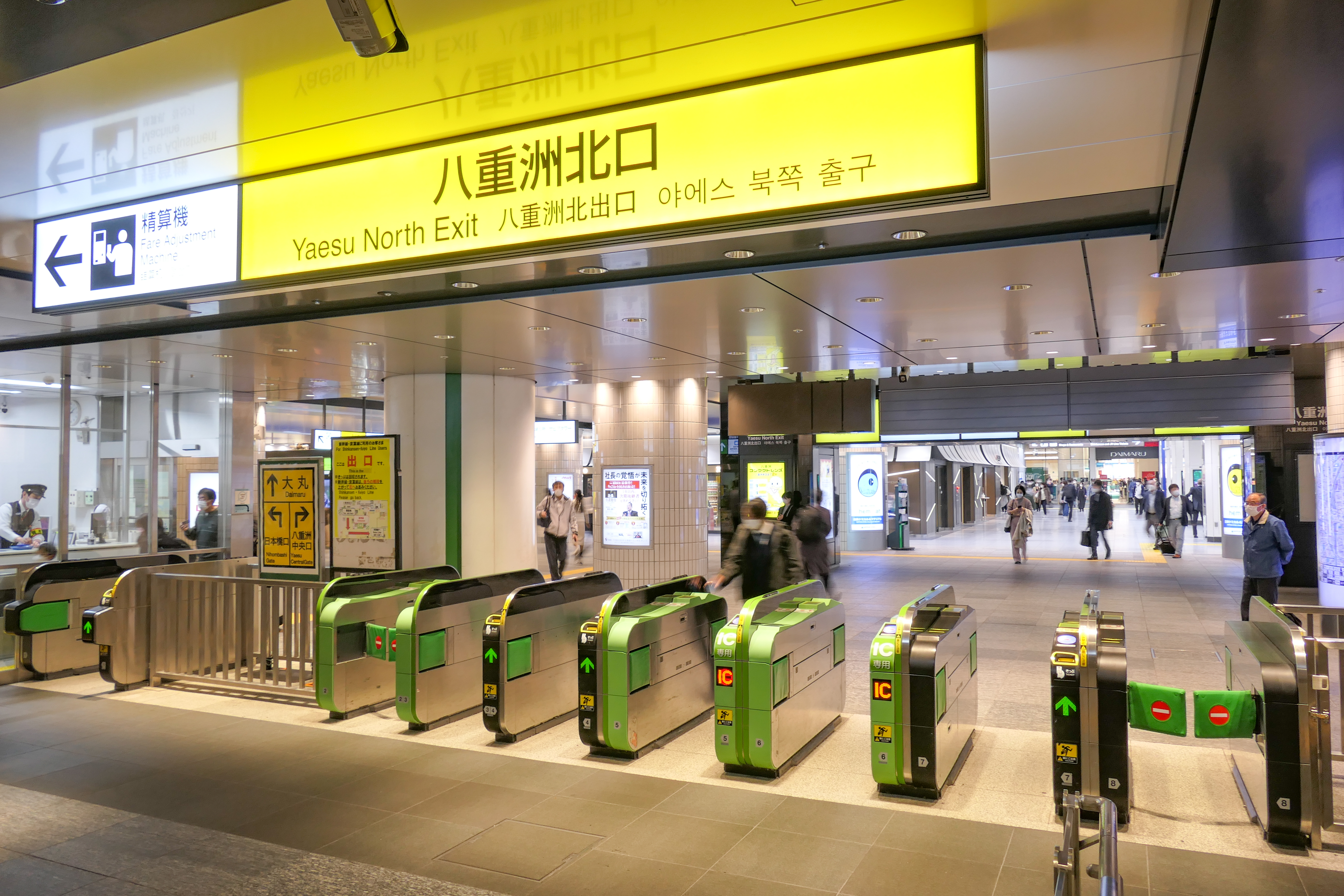
八重洲北口閘口（2021年11月）
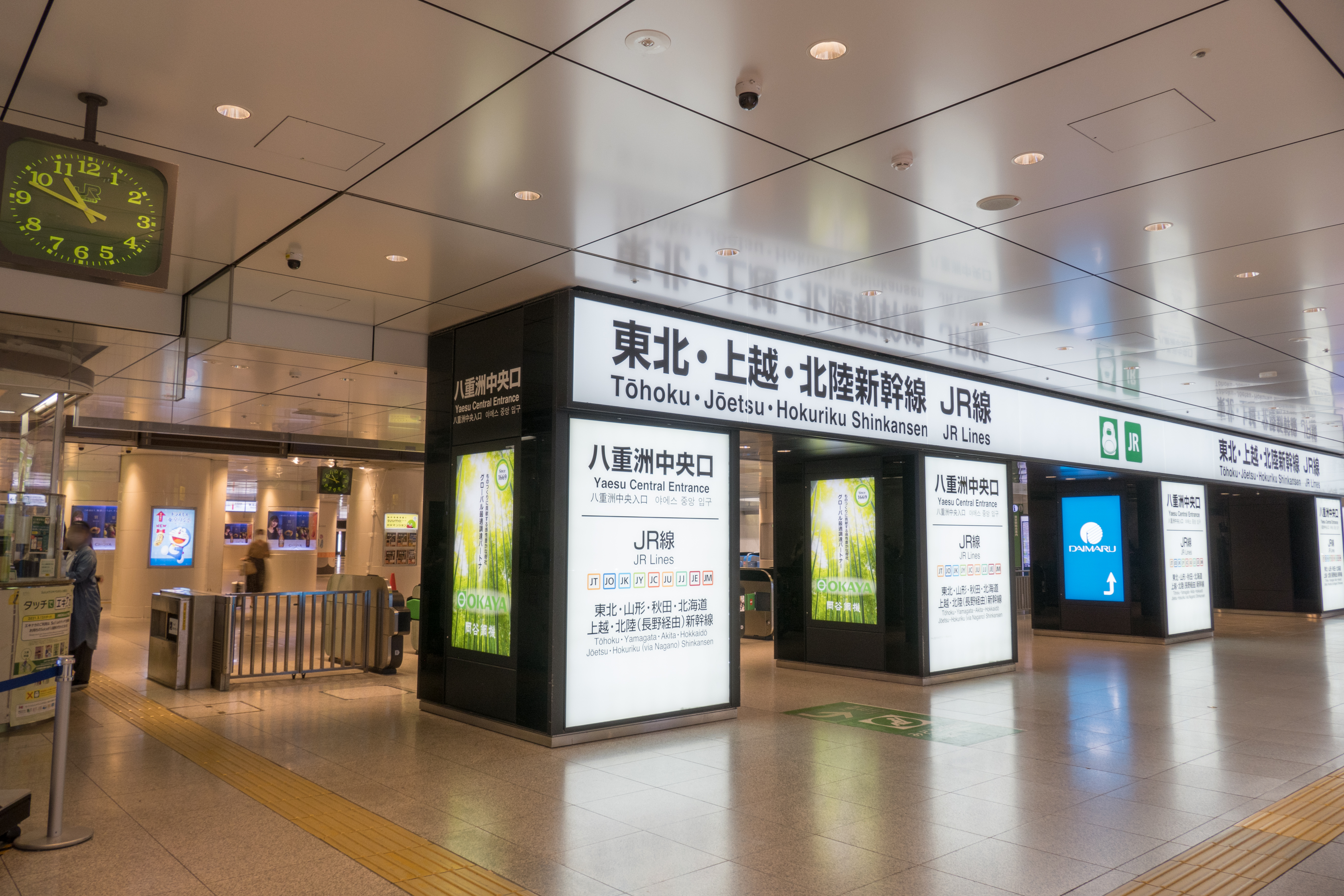
八重洲中央口閘口（2021年9月）
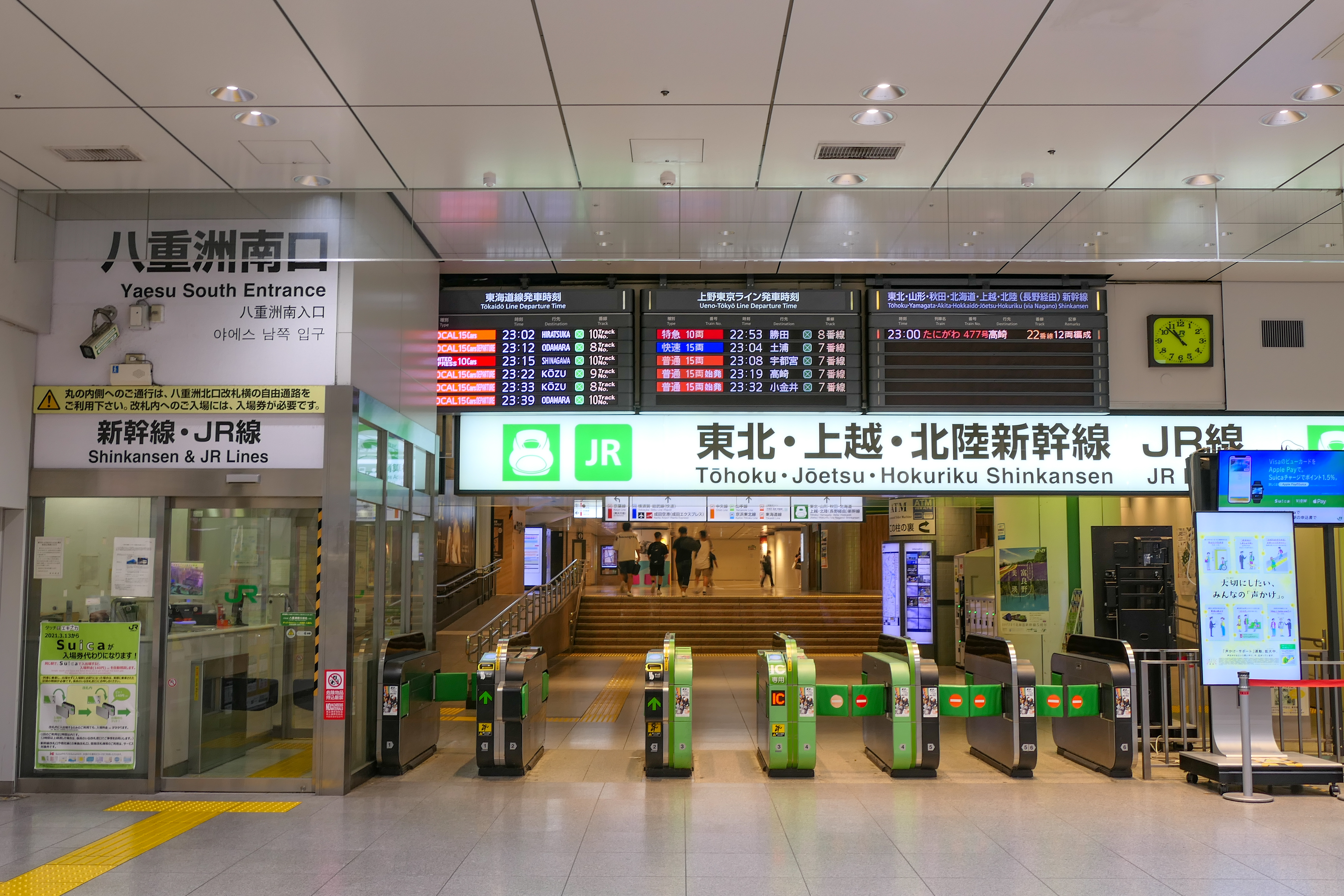
八重洲南口閘口（2021年9月）
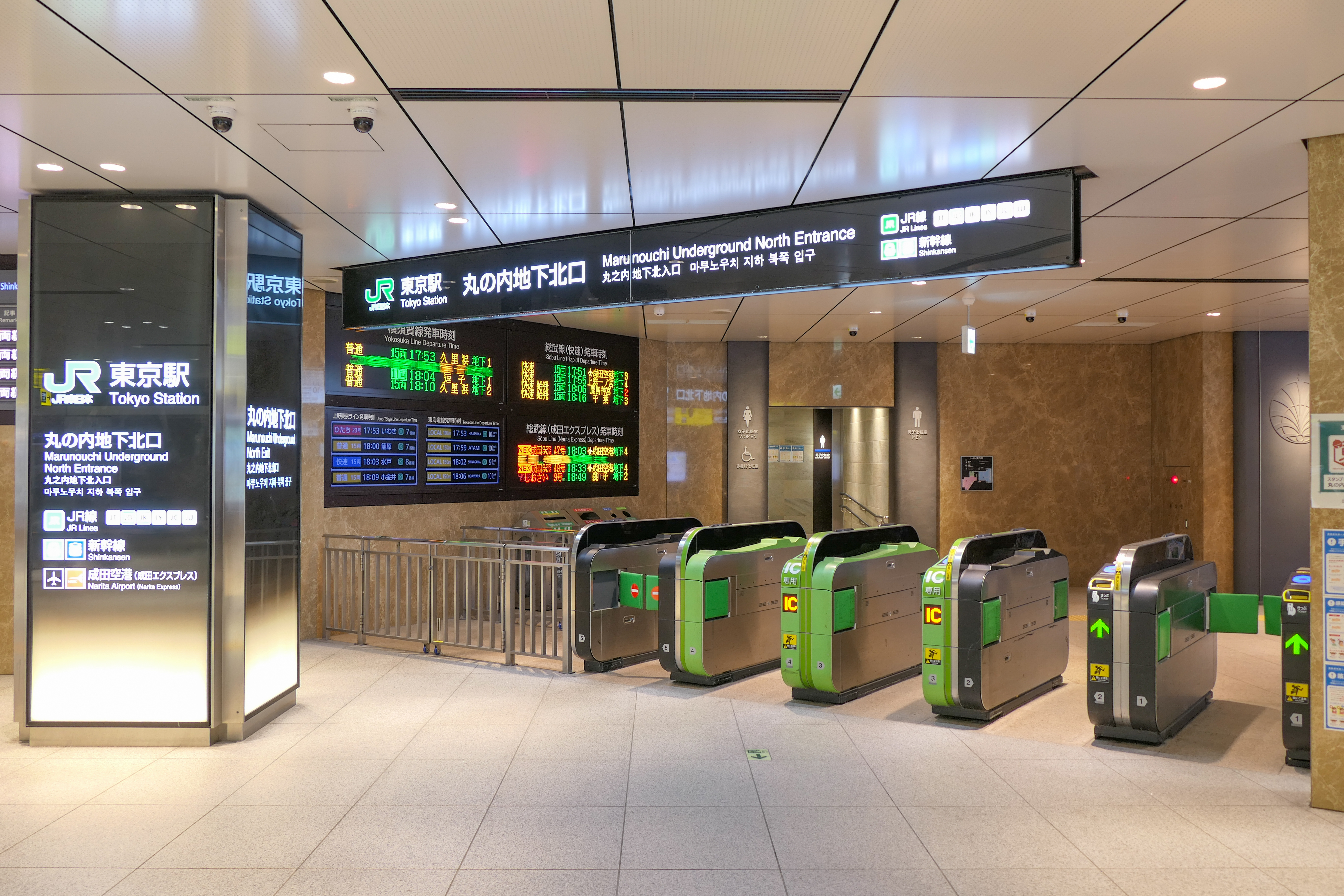
丸之內地下北口閘口（2021年11月）
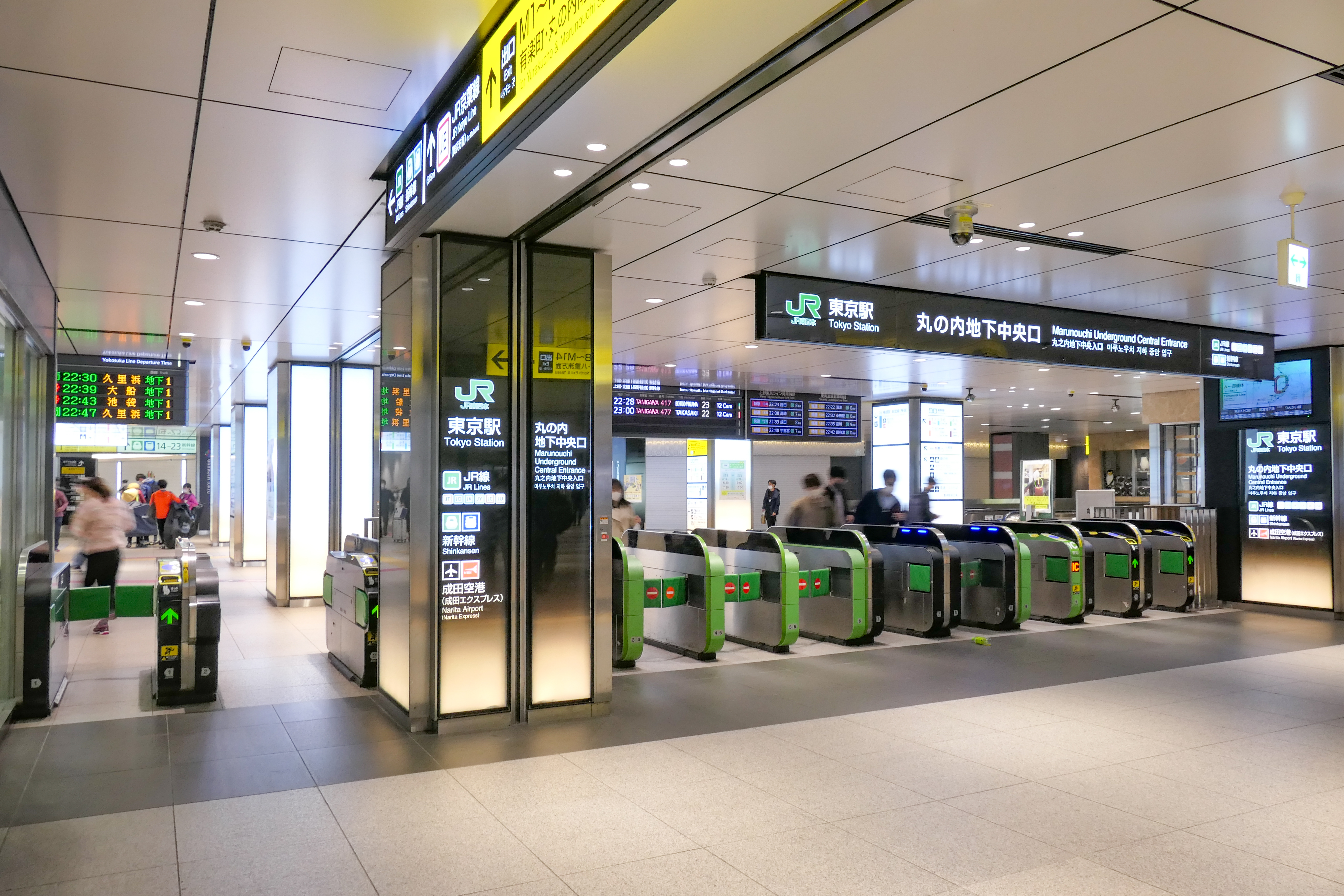
丸之內地下中央口閘口（2021年10月）
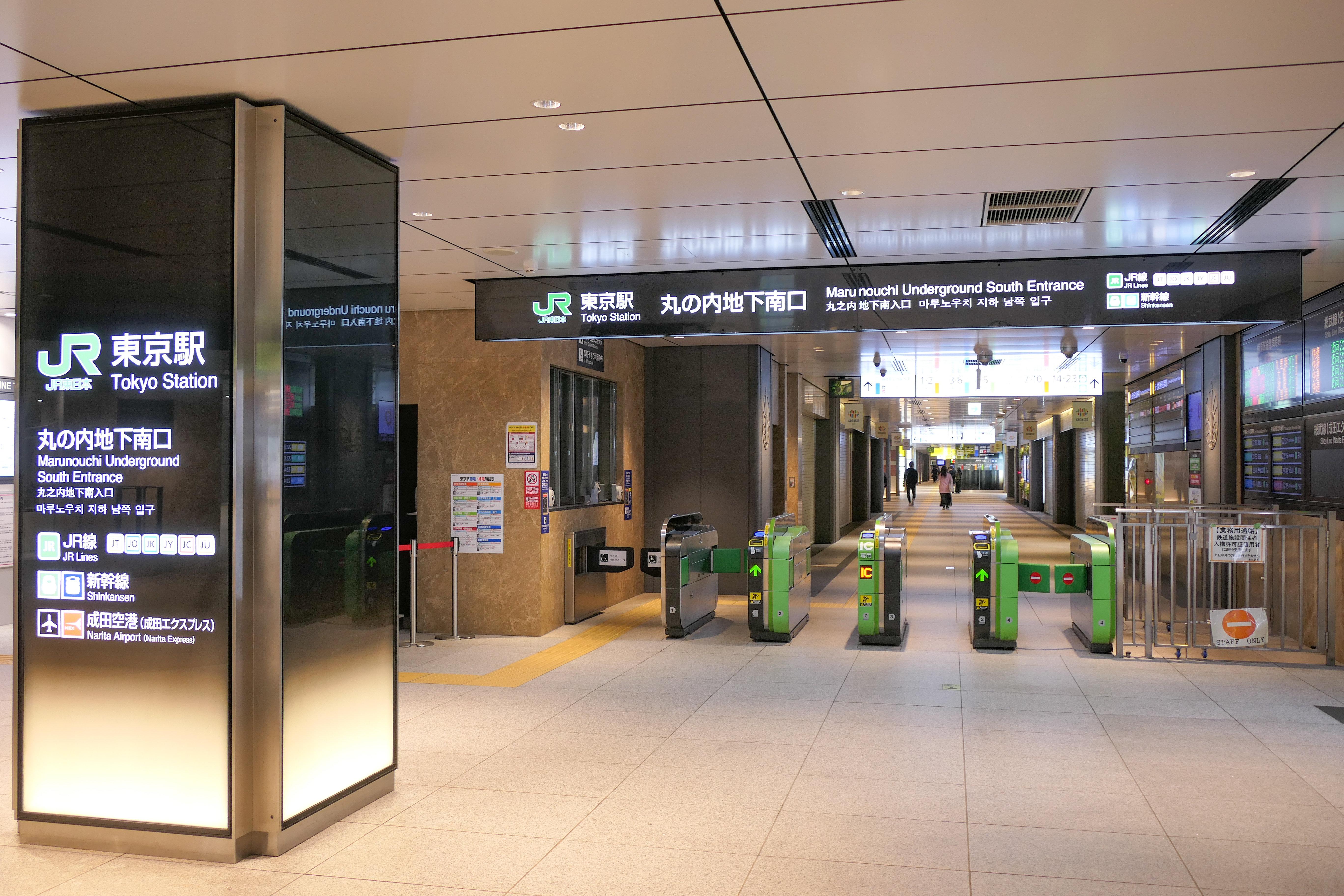
丸之內地下南口閘口（2021年10月）
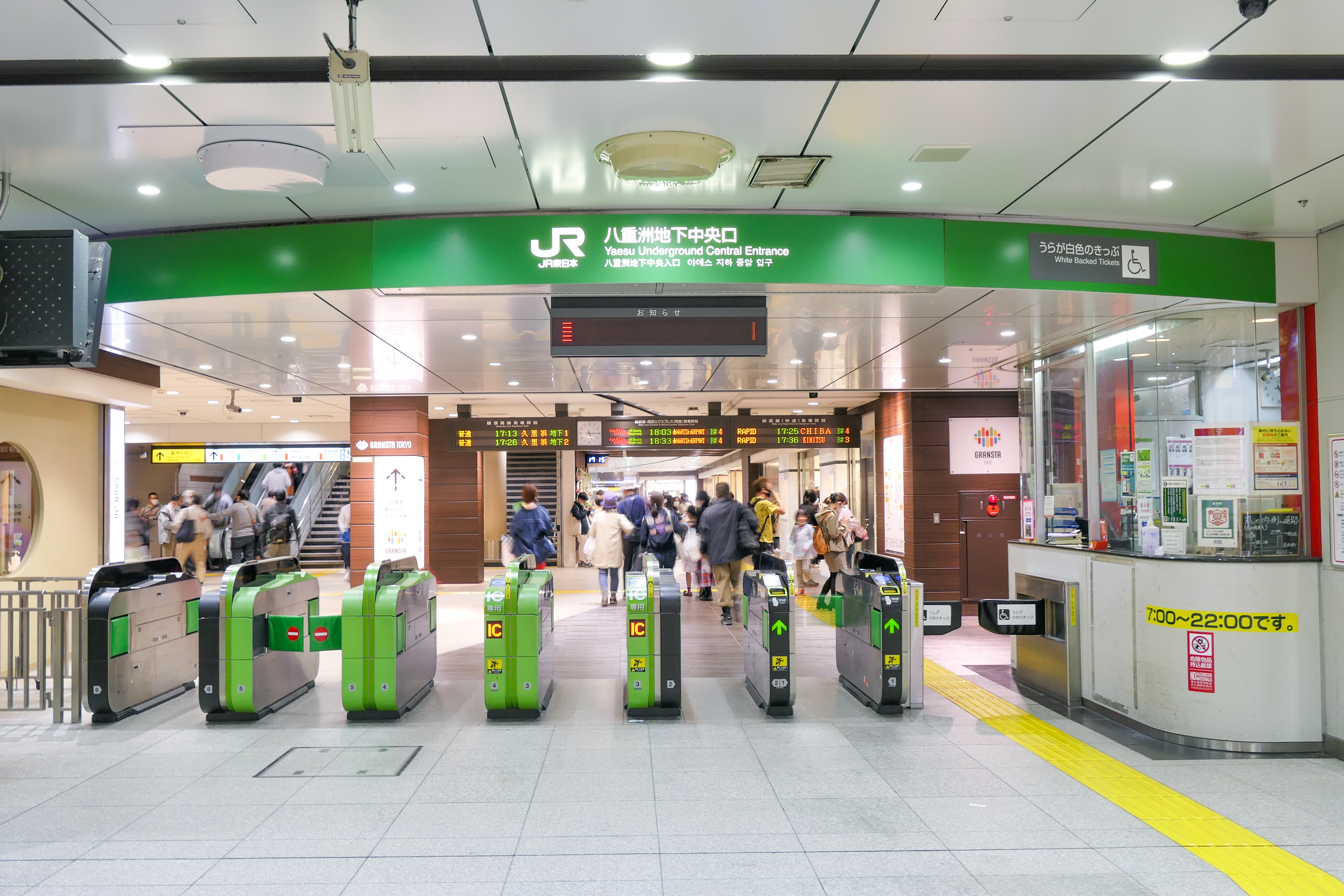
八重洲地下中央口閘口（2021年11月）
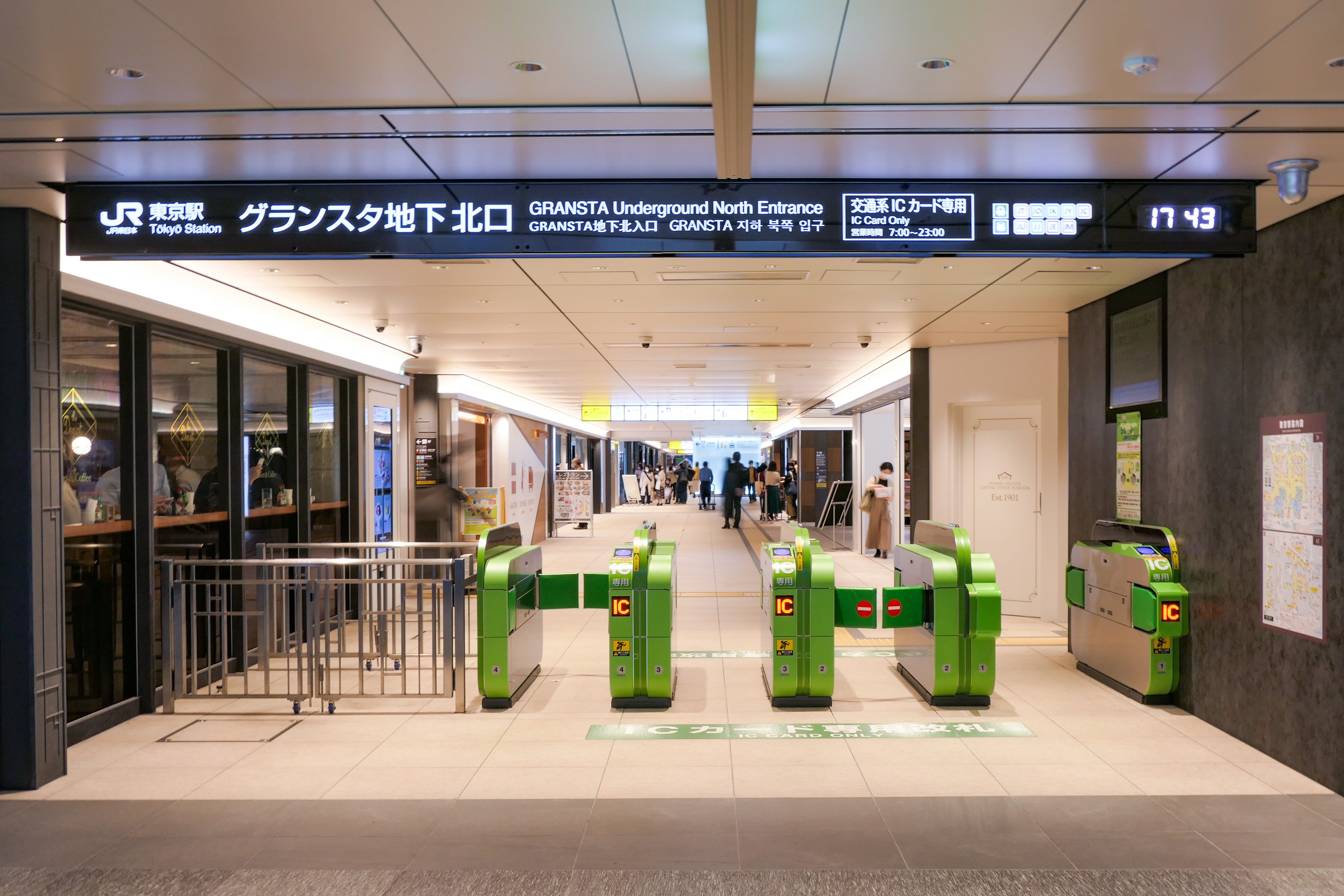
GRANSTA地下北口閘口（2021年11月）
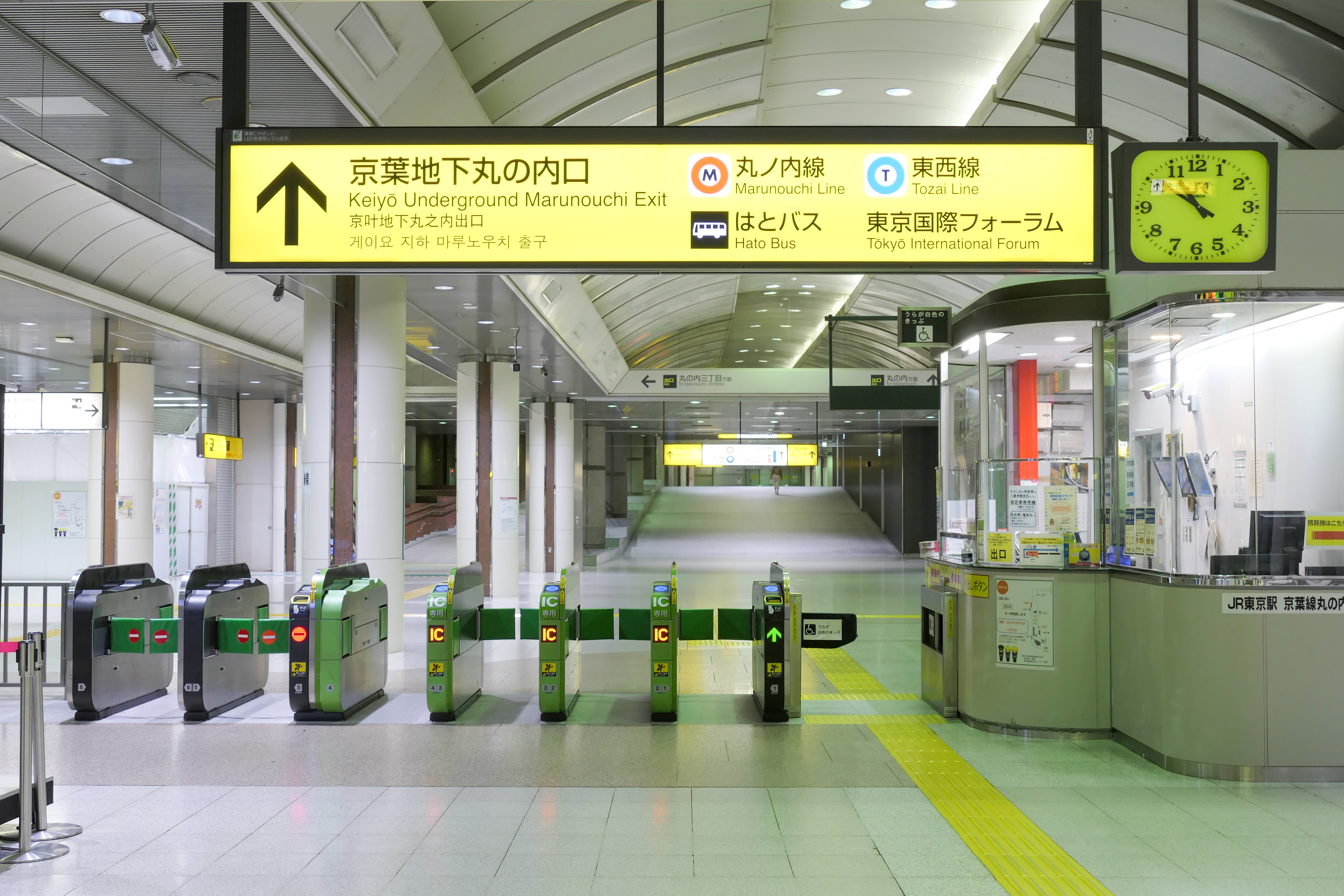
京葉地下丸之內閘口（2021年10月）
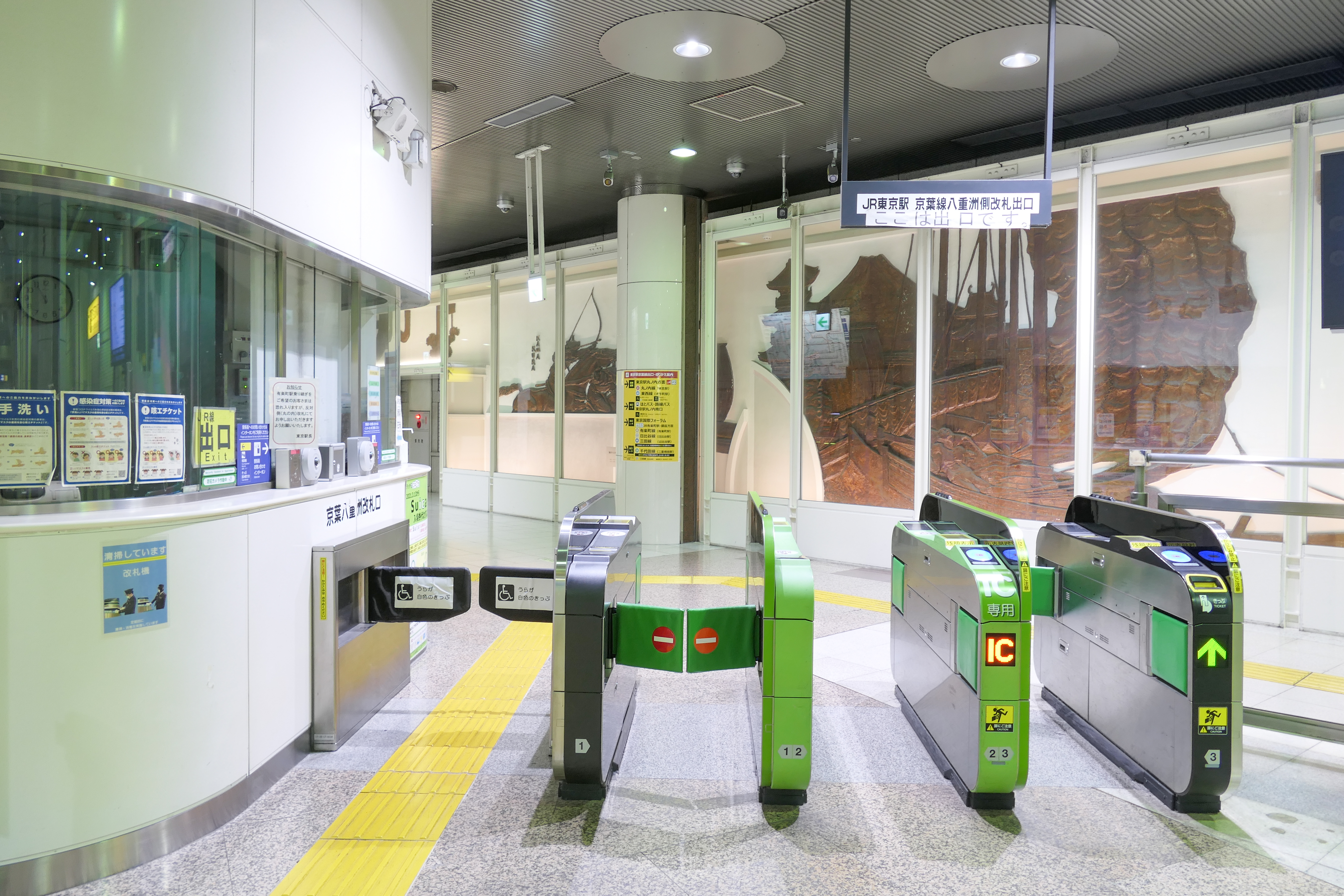
京葉地下八重洲口閘口（2021年10月）
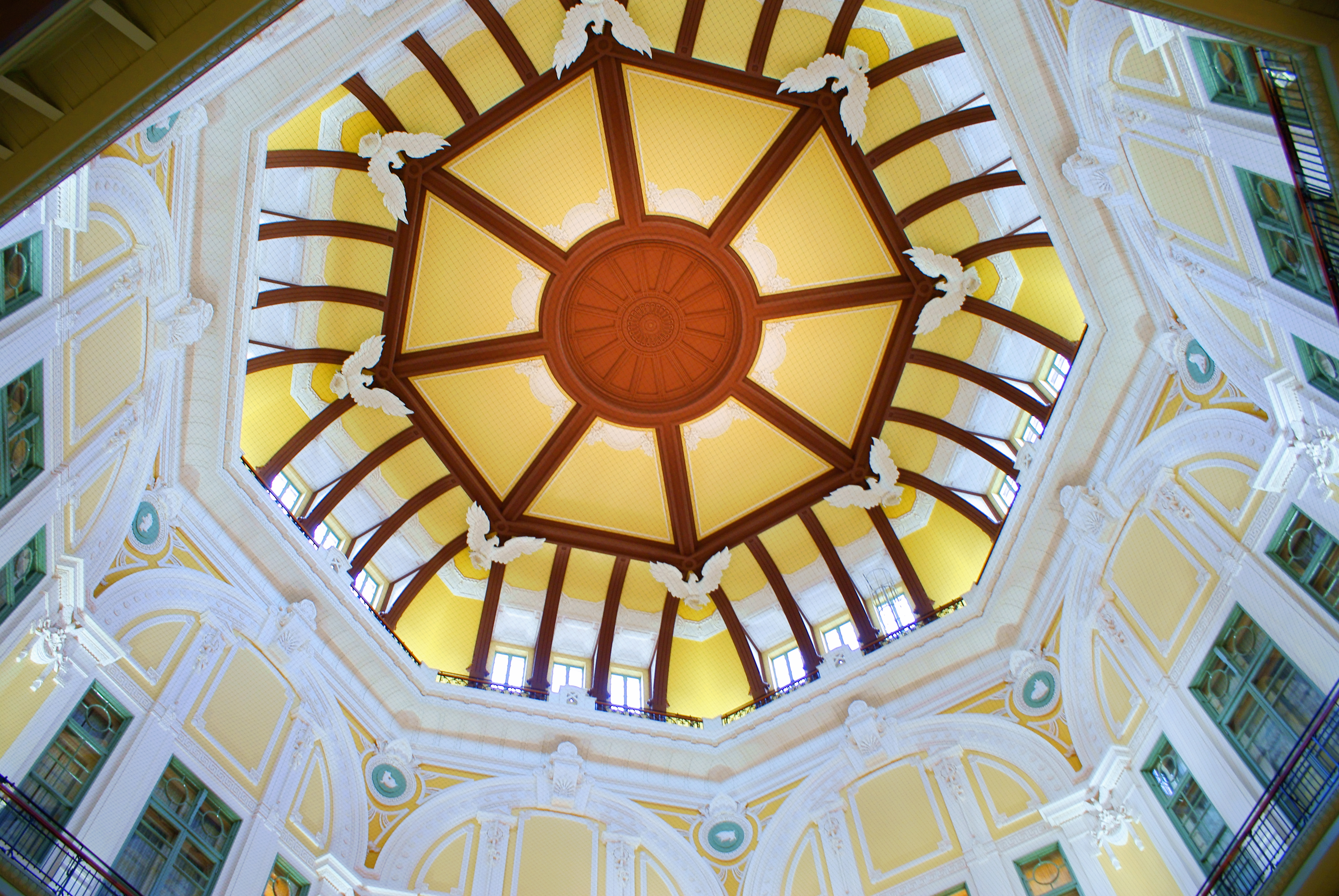
南北圓頂內浮雕 （2012年10月）
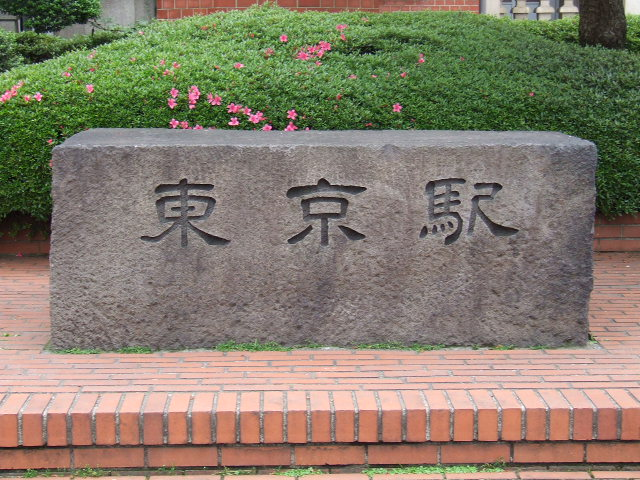
丸之內口站名牌 （2007年5月）

#### 月台
在來線高架月台（1～10號月台）
在來線部分为島式5面10線高架月台，從丸之內側起為3號月台。中央線的1、2號月台在3、4號月台上方，相當於三樓。2號月台下方為3號月台。該月台與一樓穿堂間，除了月台兩端的樓梯外，皆以長型電扶梯連結。9、10號月台的電梯可至地下1樓。南側雖有電梯，但不開放一般人使用。
5、6號月台可見保留開業當時樣貌的支柱。2014年度進行整修，更換開業時保留至今的14根支柱與屋頂。
1・2號月台設有售票機銷售中央Liner、青梅Liner的Liner券與特急「梓」號、特急「甲斐路」號的自由席特急券，7～10號月台則設有售票機銷售Suica綠色車廂券與特急「踊子」號自由席特急券（僅9、10號月台），9、10號月台另設有銷售湘南Liner普通車Liner券的自動售票機。此Liner券自動售票機與品川站等同樣投入500日圓以上現金就可自動印票。發車前1分鐘停止販售。Liner券售票機不可使用Suica等交通系IC卡。
發車音樂方面，1號月台為《JR-SH1》，2號月台為《JR-SH2-1》，3、6號月台為《JR-SH5》，4、5號月台為《JR-SH3-1》，9、10號月台為《ドリームパーク》。7、8號月台使用發車鈴。3～6號月台的發車音樂在每次播放時重複4次旋律，是東京站所獨有。2024年10月31日，在來線發車音樂全更新成新版音樂，上述音樂停止使用。

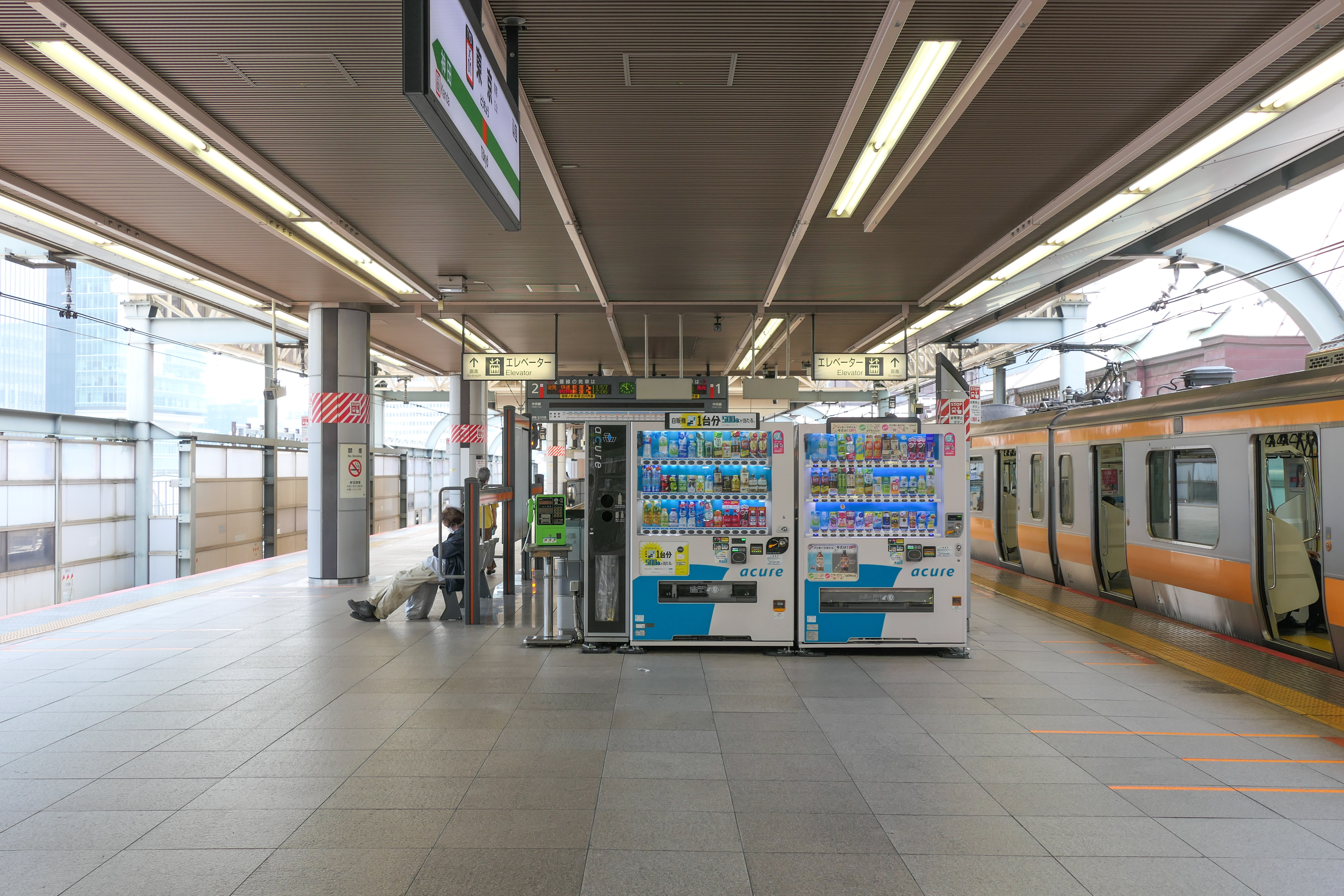
1、2號月台（2021年7月）
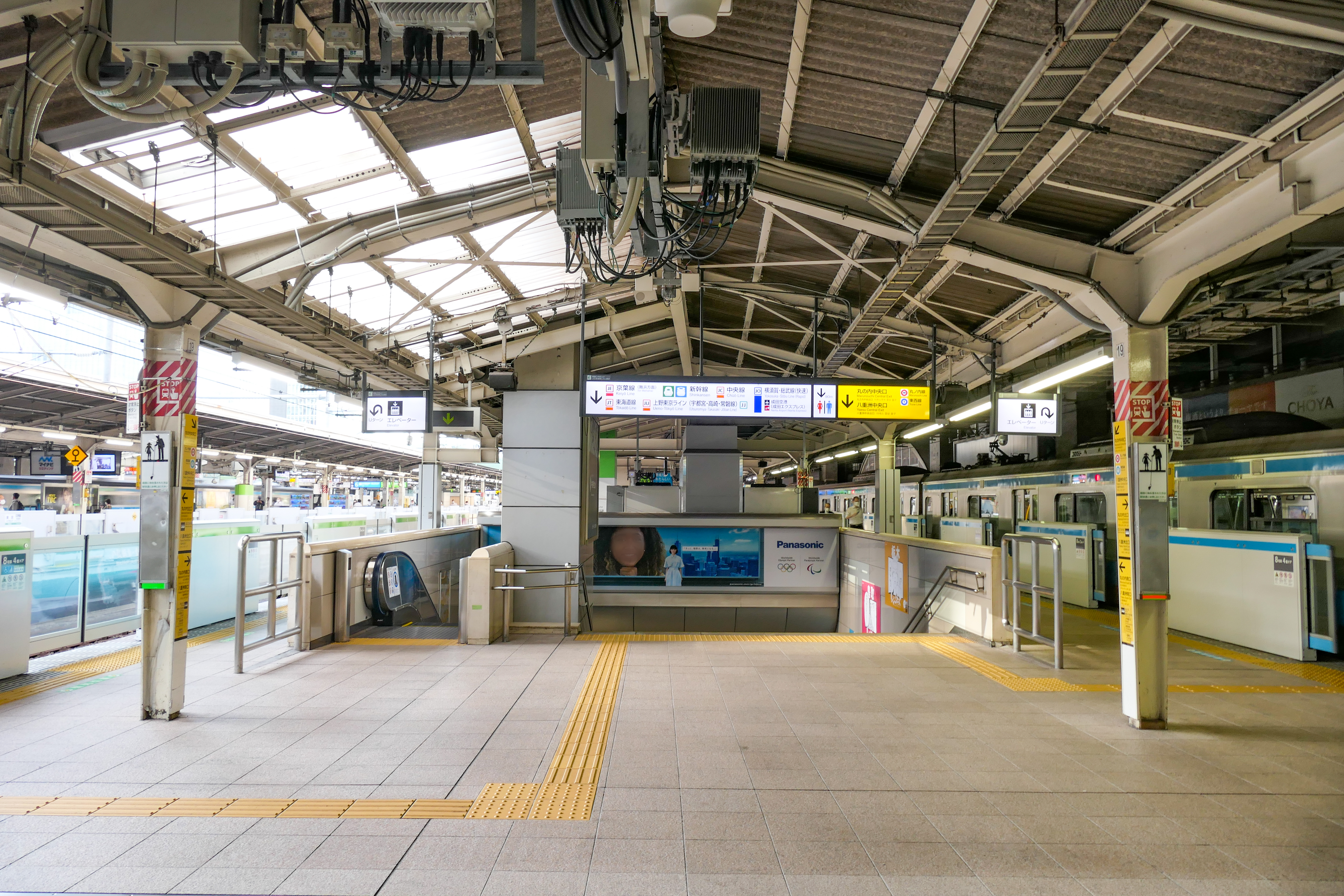
3、4號月台（2021年9月）
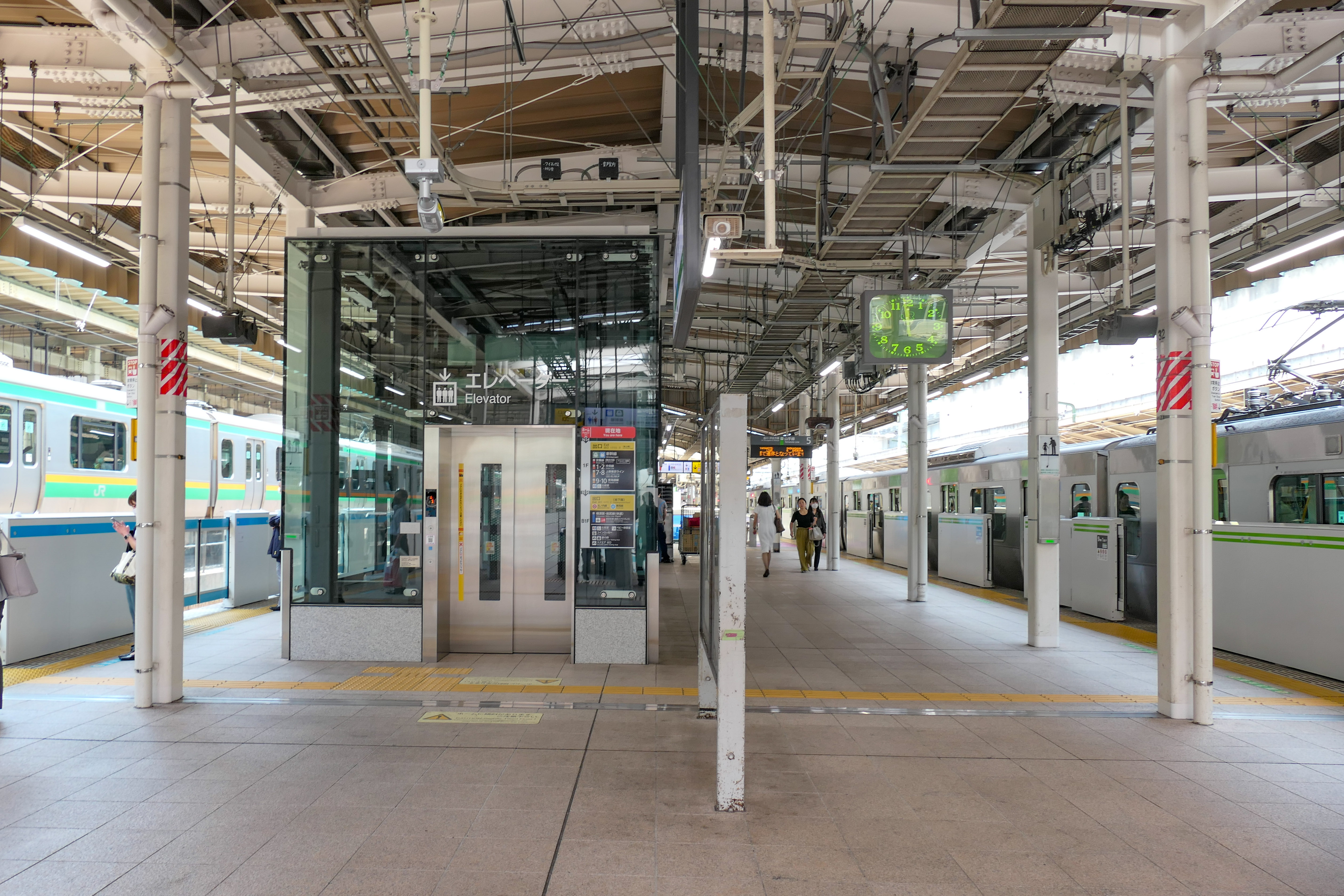
5、6號月台（2021年7月）
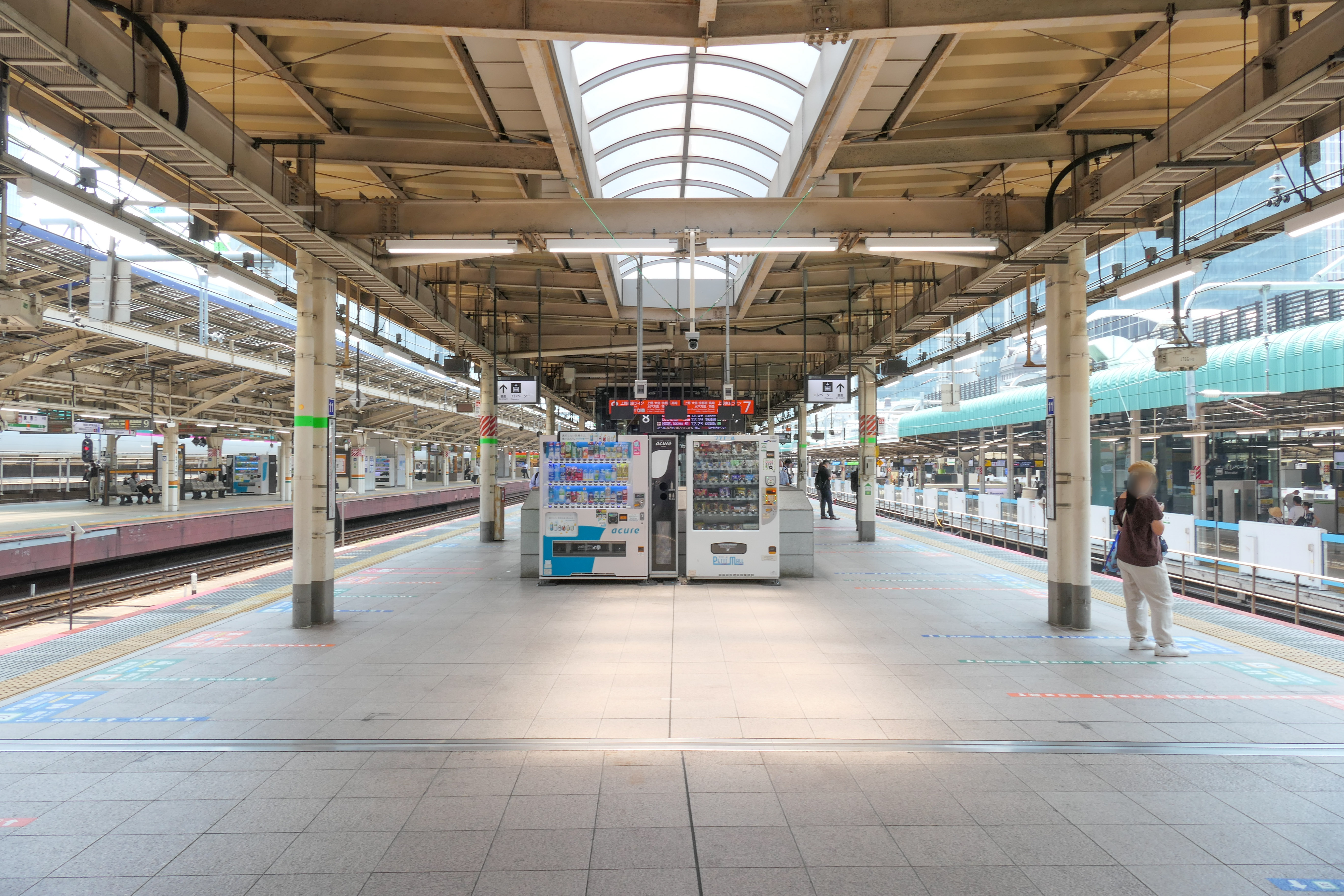
7、8號月台（2021年7月）
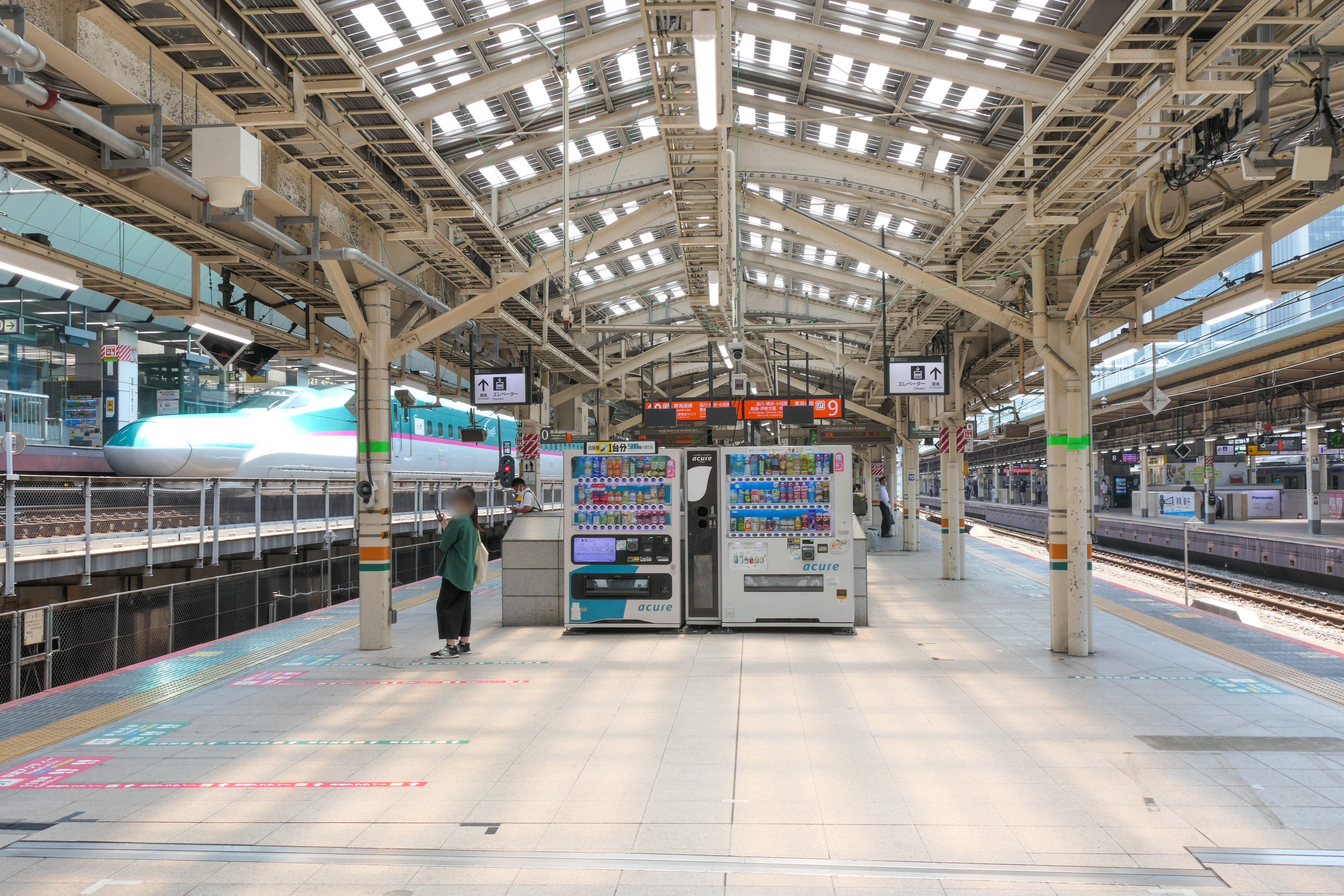
9、10號月台（2021年7月）
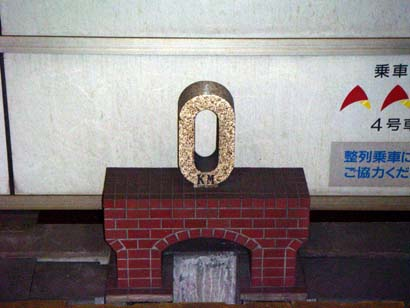
1號月台0公里標示 （2005年2月）

新幹線月台（20～23號月台）
JR东日本东京站新干线部分为島式2面4線高架月台。20號月台位於10號月台東側。最初，東北、上越新幹線延伸至本站時，僅停靠現在的22、23號月台（當時為12、13號月台），部分定期列車與臨時列車在上野站發車。但在1997年北陸新幹線高崎～長野通車後，1、2號月台在3～10號月台上的丸之內側「再高架化」，當時的9、10號月台（東海道線）重編為20、21號月台，成為現在的2面4線構造，供定期列車全列車與大半臨時列車停靠本站。1日超過300班列車停靠此2座島式月台。
能直接進入新幹線站區的剪票口只有八重洲北側的日本橋口剪票口。各月台8號車附近有電梯通往中央剪票口。另外月台中央還設有貨梯。

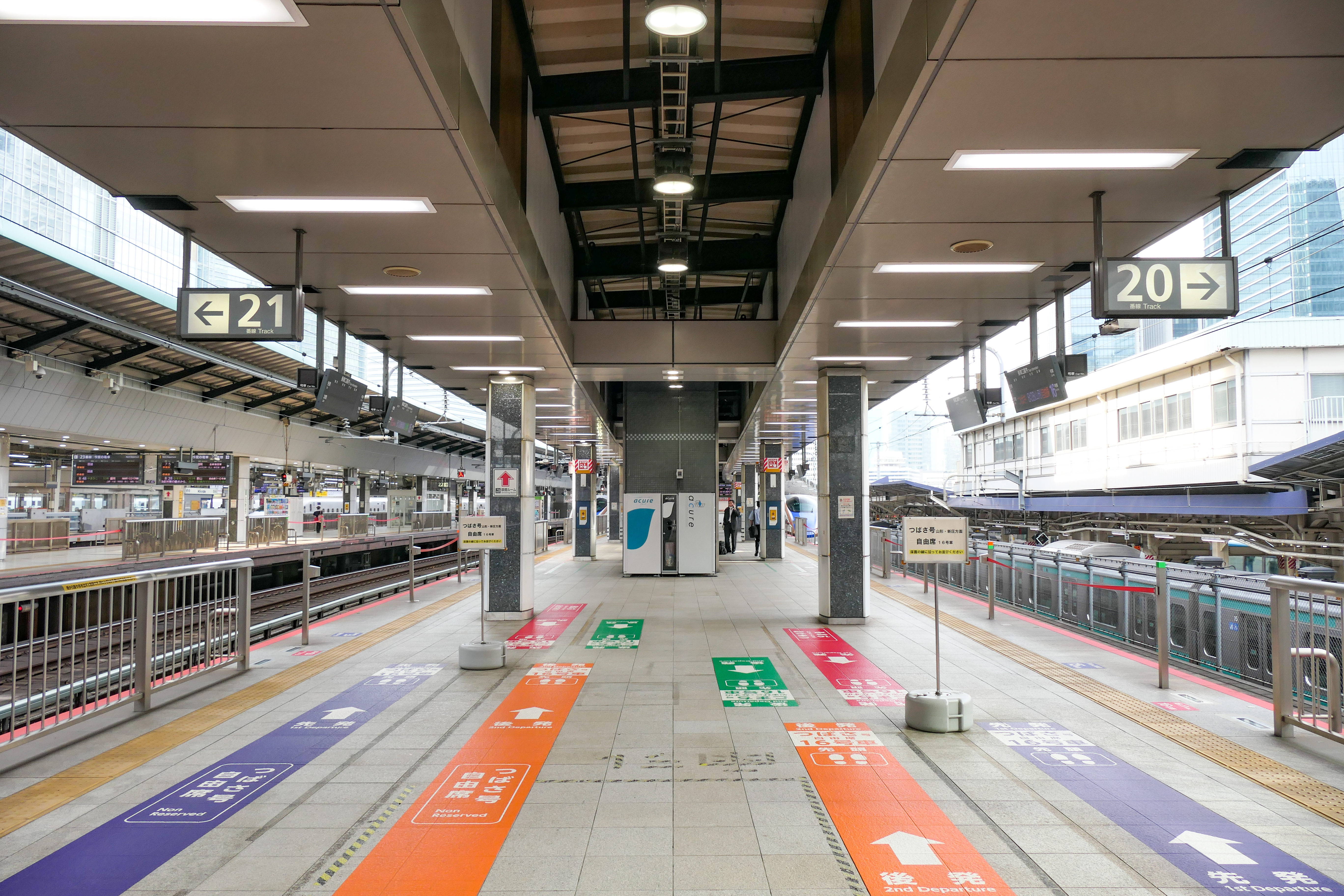
20、21號月台（2021年9月）
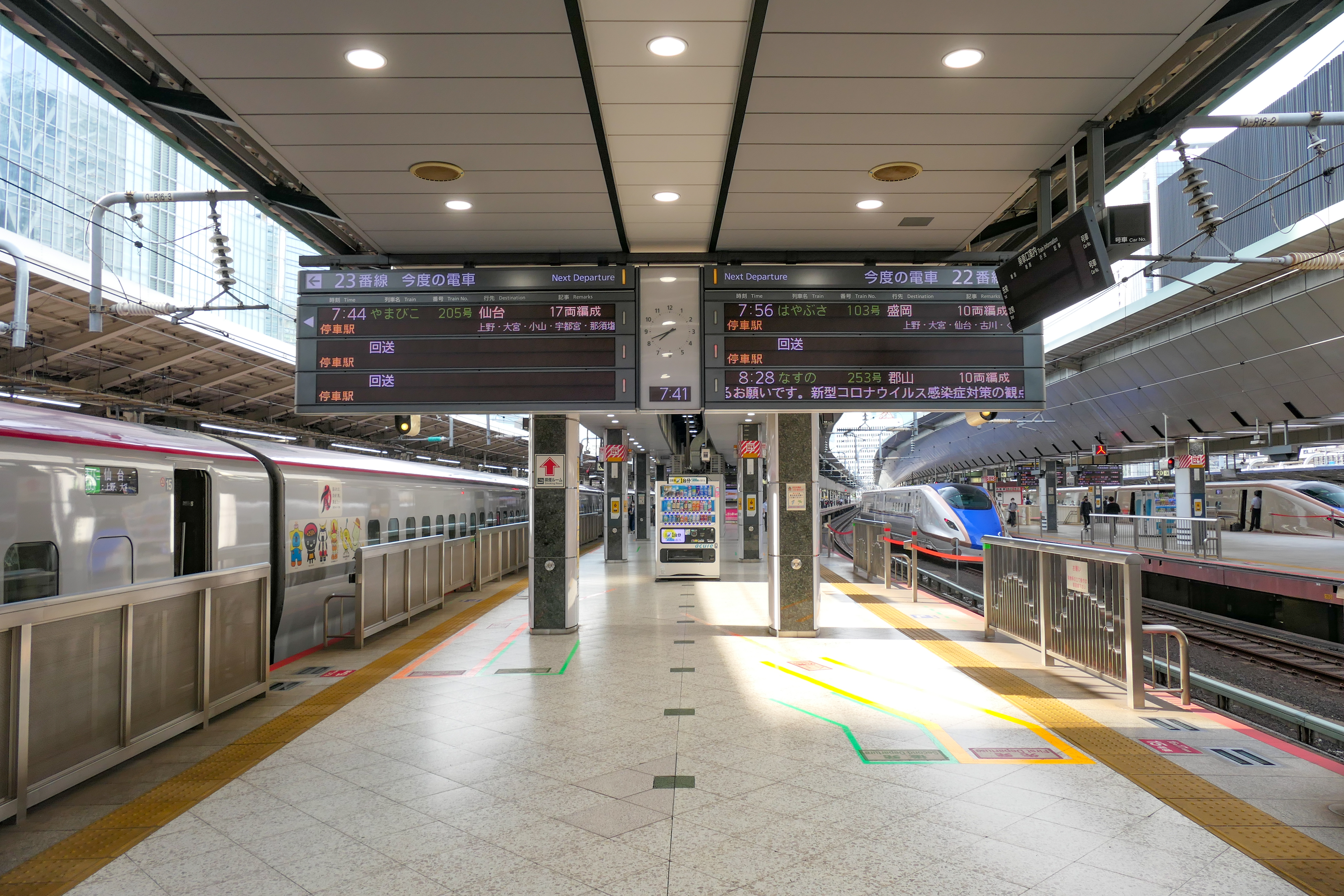
22、23號月台（2021年9月）
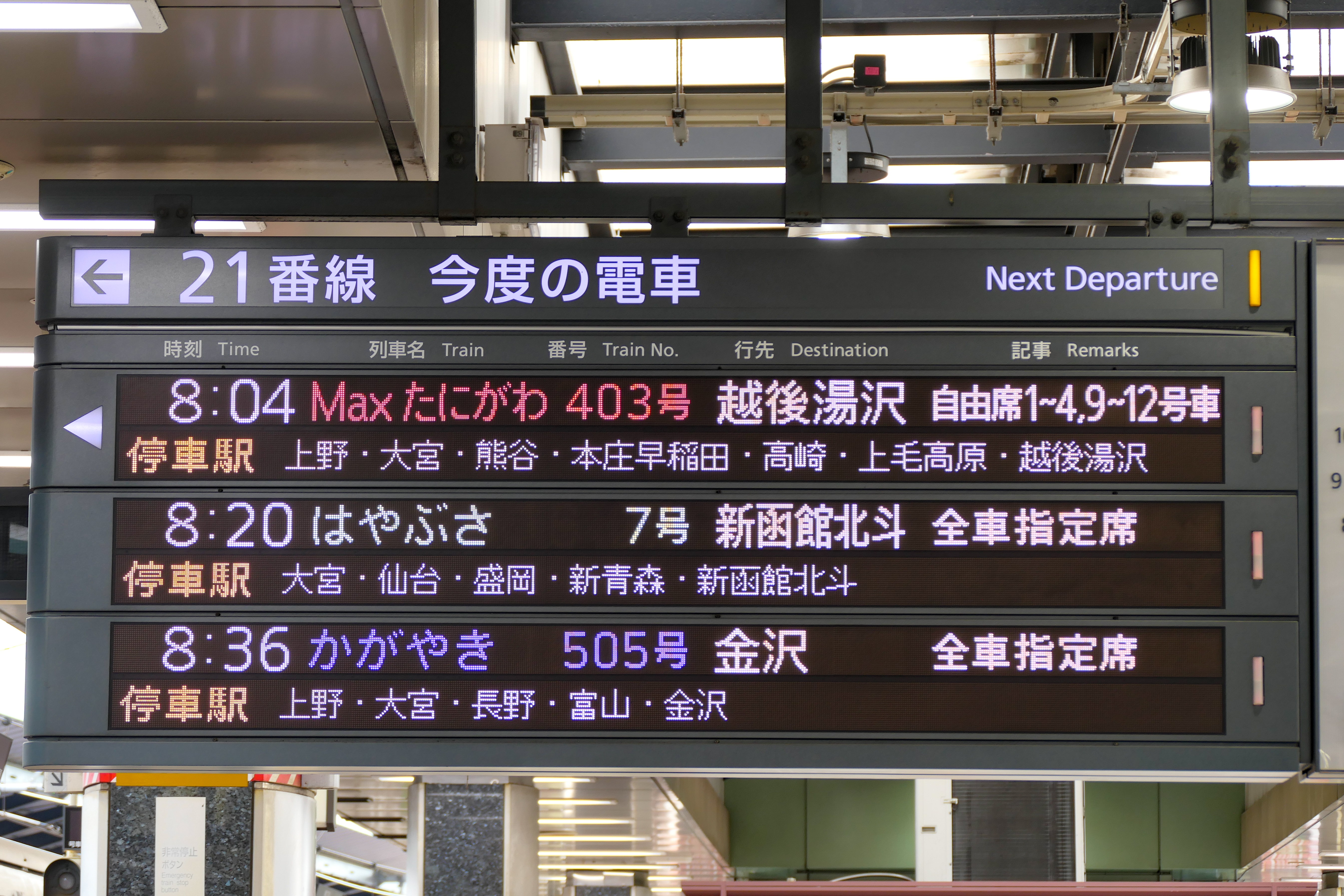
發車標（2021年9月）

總武地下月台（總武地下1～4號月台）（35°40′54″N 139°45′56″E / 35.68167°N 139.76556°E）
總武地下月台为位於地下5樓的島式2面4線地下月台。從中央通路往丸之內側下樓即可抵達，轉乘東京地下鐵丸之內線較近，要站內轉乘京葉線則距離較遠。此月台與京葉地下月台不與地上、高架月台一同編號。月台上有電梯與電扶梯通往付費區。發車音樂分別為1、2號月台的《JR-SH2》，3、4號月台的《JR-SH5》。2024年10月31日，在來線發車音樂全更新成新版音樂，上述音樂停止使用。
各月台設有Suica綠色車廂券自動售票機，安全設備在2004年2月29日由ATC-5型更新為ATS-P。
此月台在構造上有#地下水上昇問題。

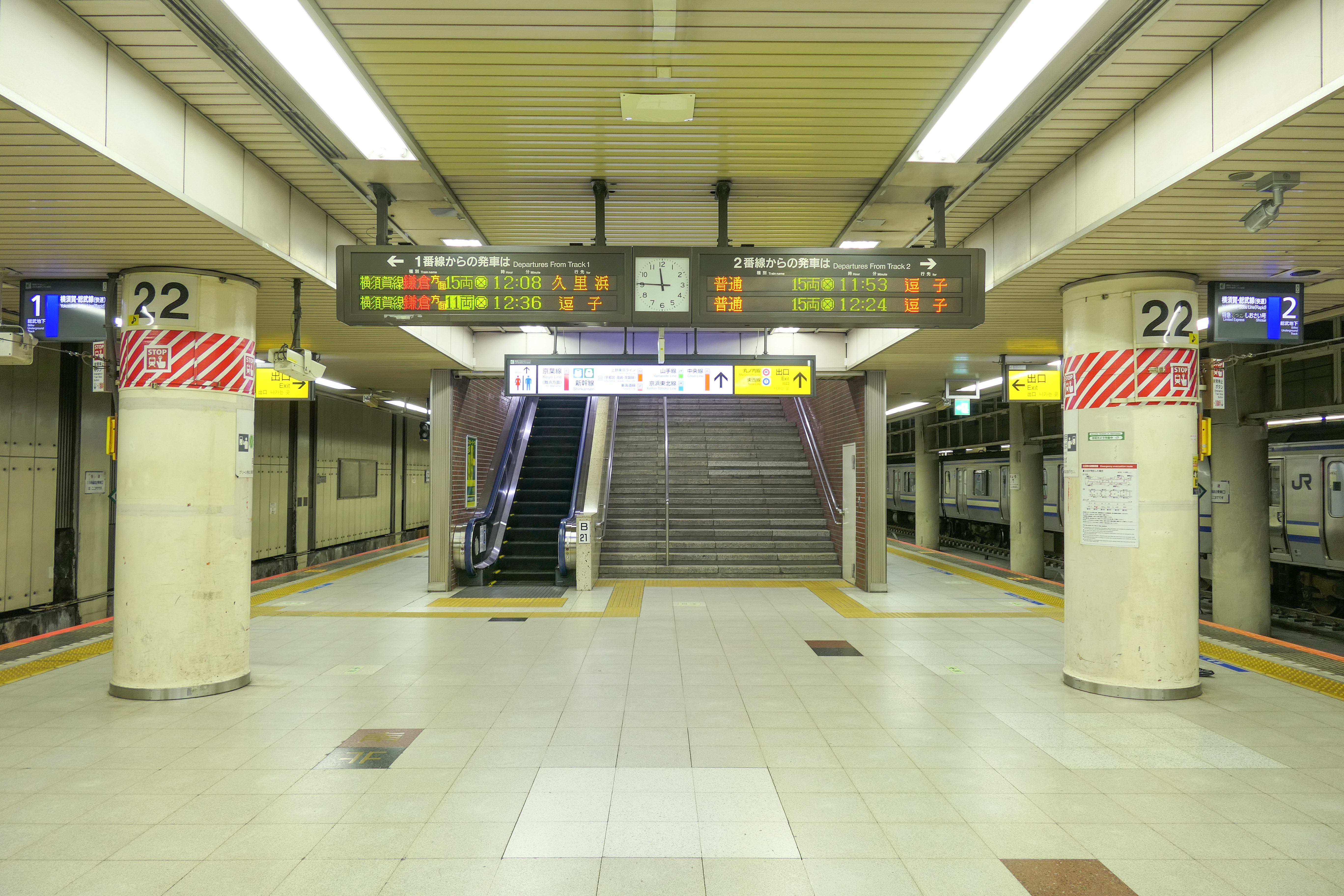
1、2號月台（2021年7月）
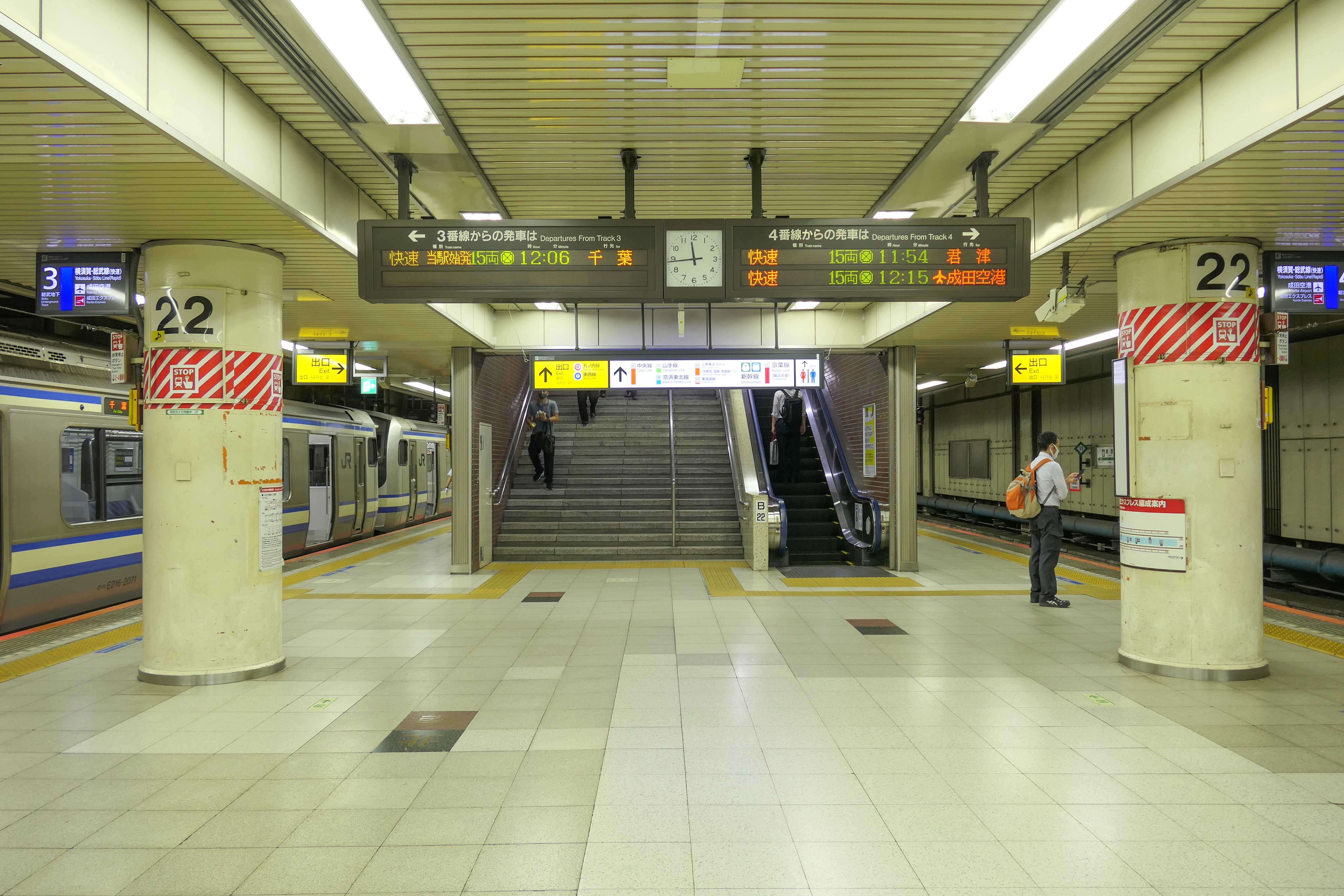
3、4號月台（2021年7月）

| ← 錦糸町、千葉 、成田機場、 蘇我 方向 | JR東日本 東京站總武地下月台 鐵道配線略圖 | → 橫濱、大船、 久里濱 方向 |
| 图例 参考文献：                       |                                          |                            |

京葉地下月台（京葉地下1～4號月台）（35°40′39″N 139°45′55″E / 35.67750°N 139.76528°E）
京葉地下月台位於地下4樓的島式2面4線地下月台。位於新幹線八重洲南轉乘口往南約500公尺處、鍛冶橋通地下，是東京站中唯一的東西向月台。地下3樓是總武地下通道，橫須賀線盾構隧道穿越都道402號下方。由於距離其他月台較遠，八重洲口側設有自動步道。
京葉線所使用的這兩座月台，原本是為了供成田新幹線（建設計畫已於1987年隨著日本國有鐵道分割、民營化而失效）使用才興建的，為了將來延伸新宿而選擇距離其他月台較遠的南側。但由於成田新幹線在沿線居民的反對之下宣告失敗，於是將現行月台等地下部分轉由京葉線使用。
1、2號月台與3、4號月台各有一座電梯。全月台的發車音樂皆為《Verde Rayo V2》。2024年10月31日，在來線發車音樂全更新成新版音樂，上述音樂停止使用。

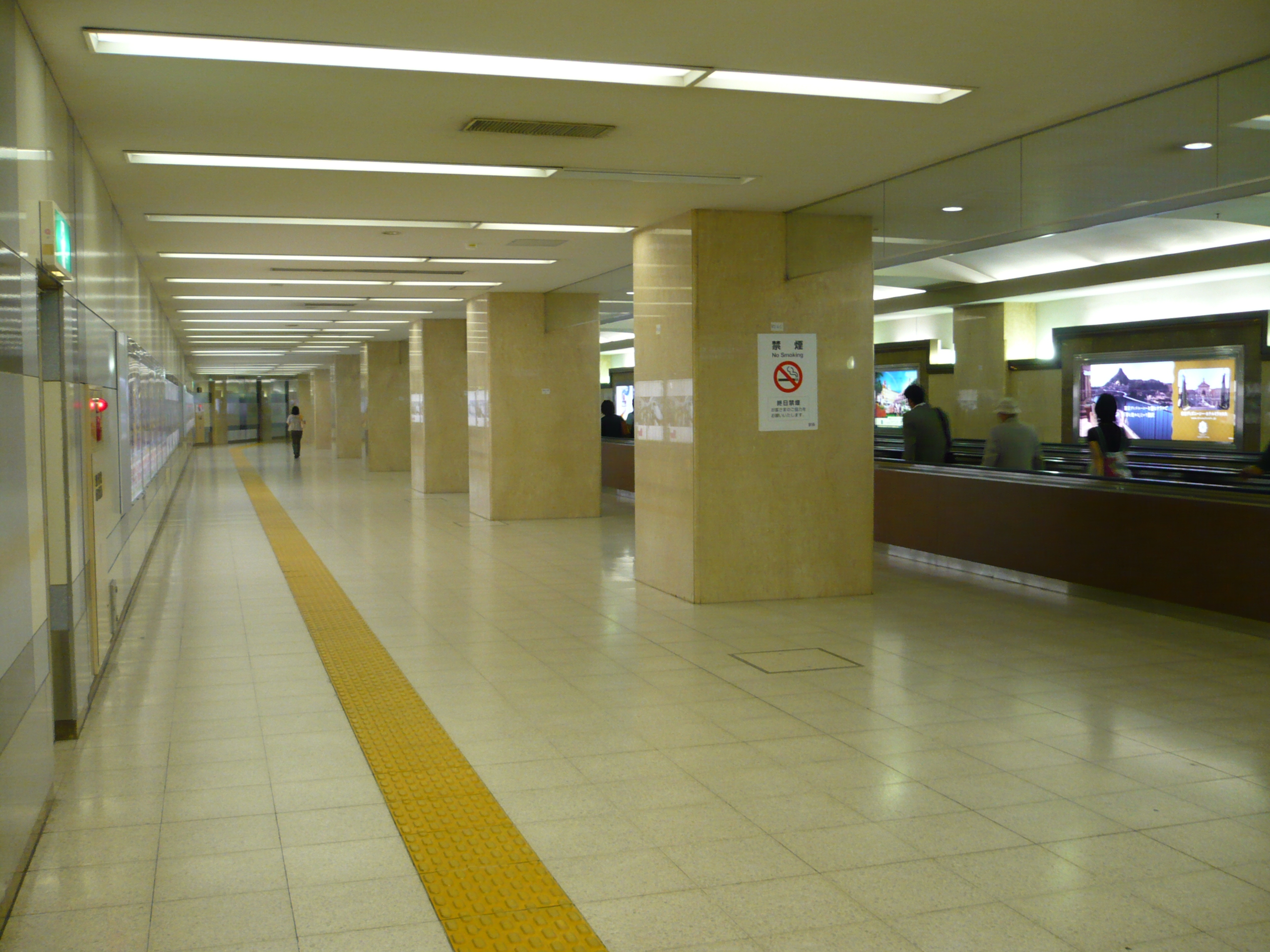
京葉地下通道（2007年7月15日）
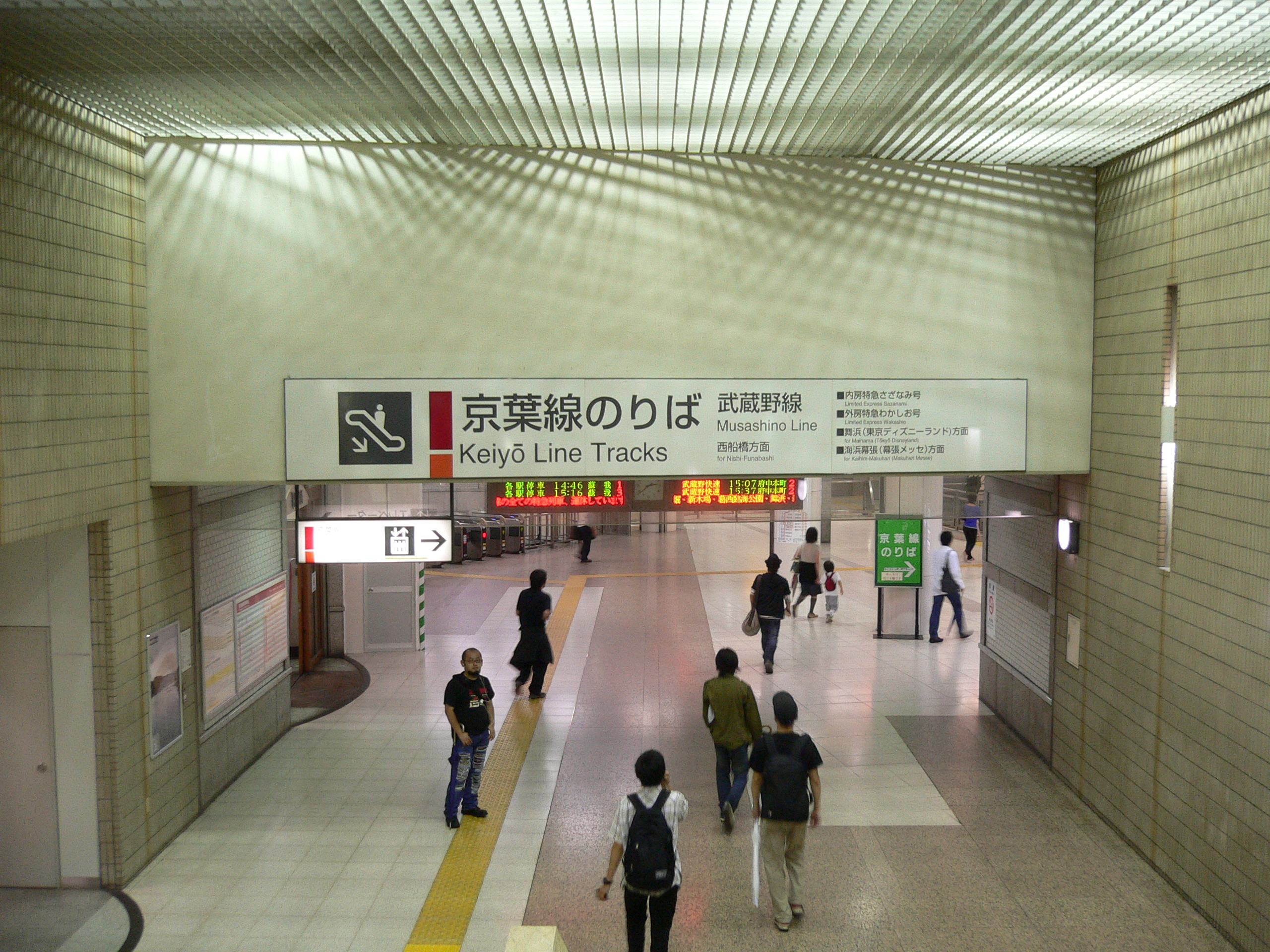
京葉線月台（2007年7月15日）
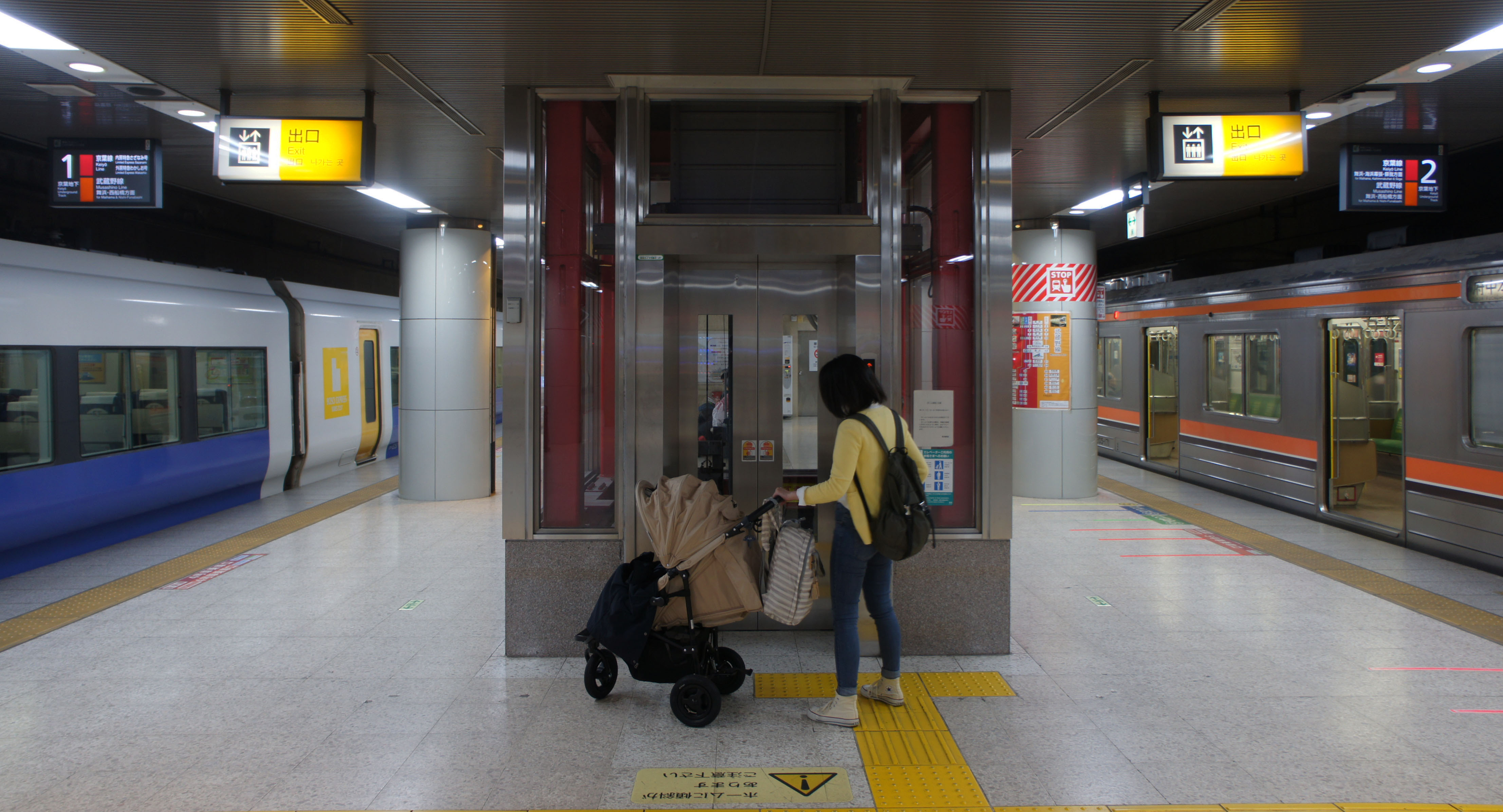
1、2號月台（2019年3月11日）
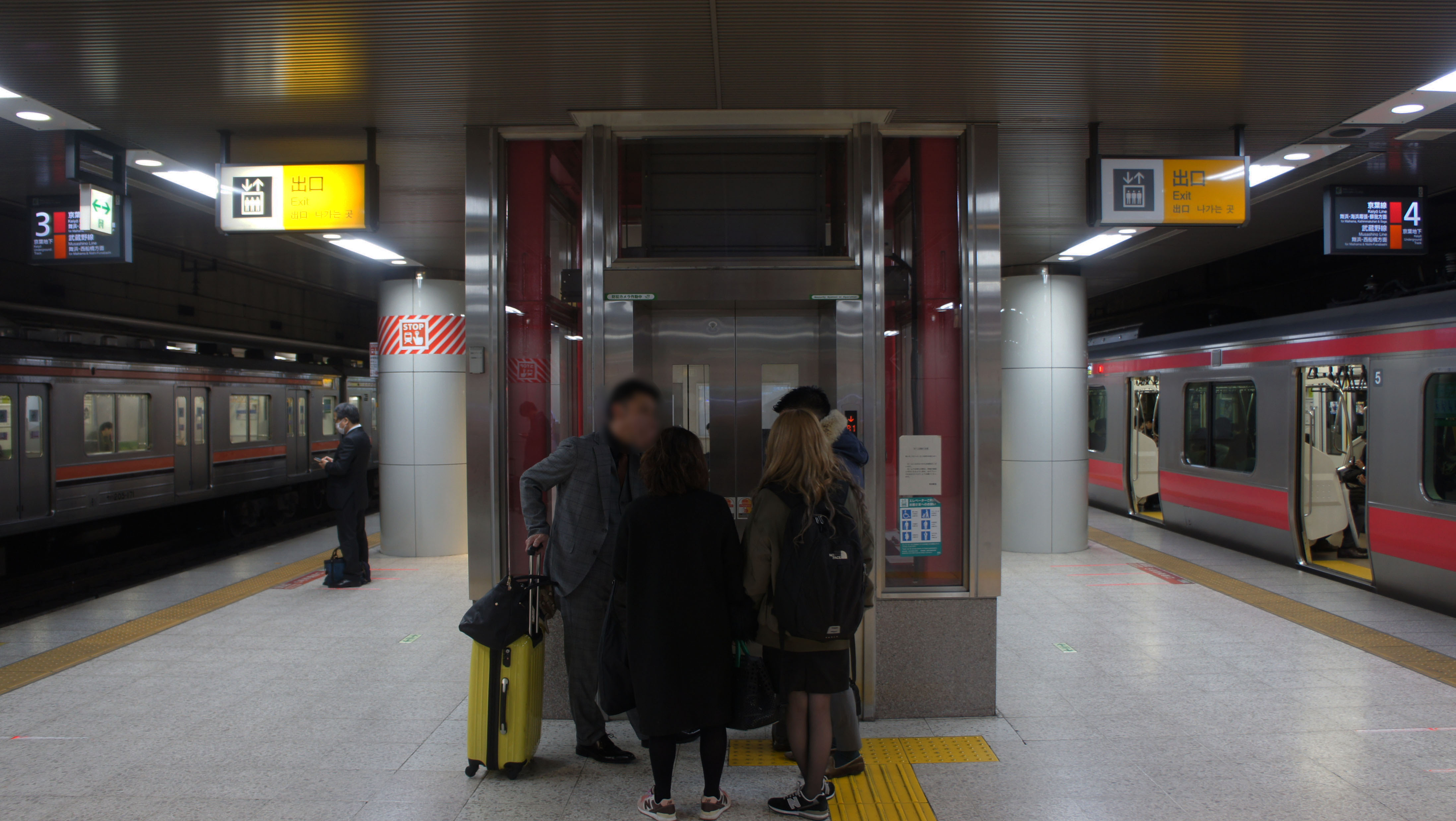
3、4號月台（2019年3月11日）
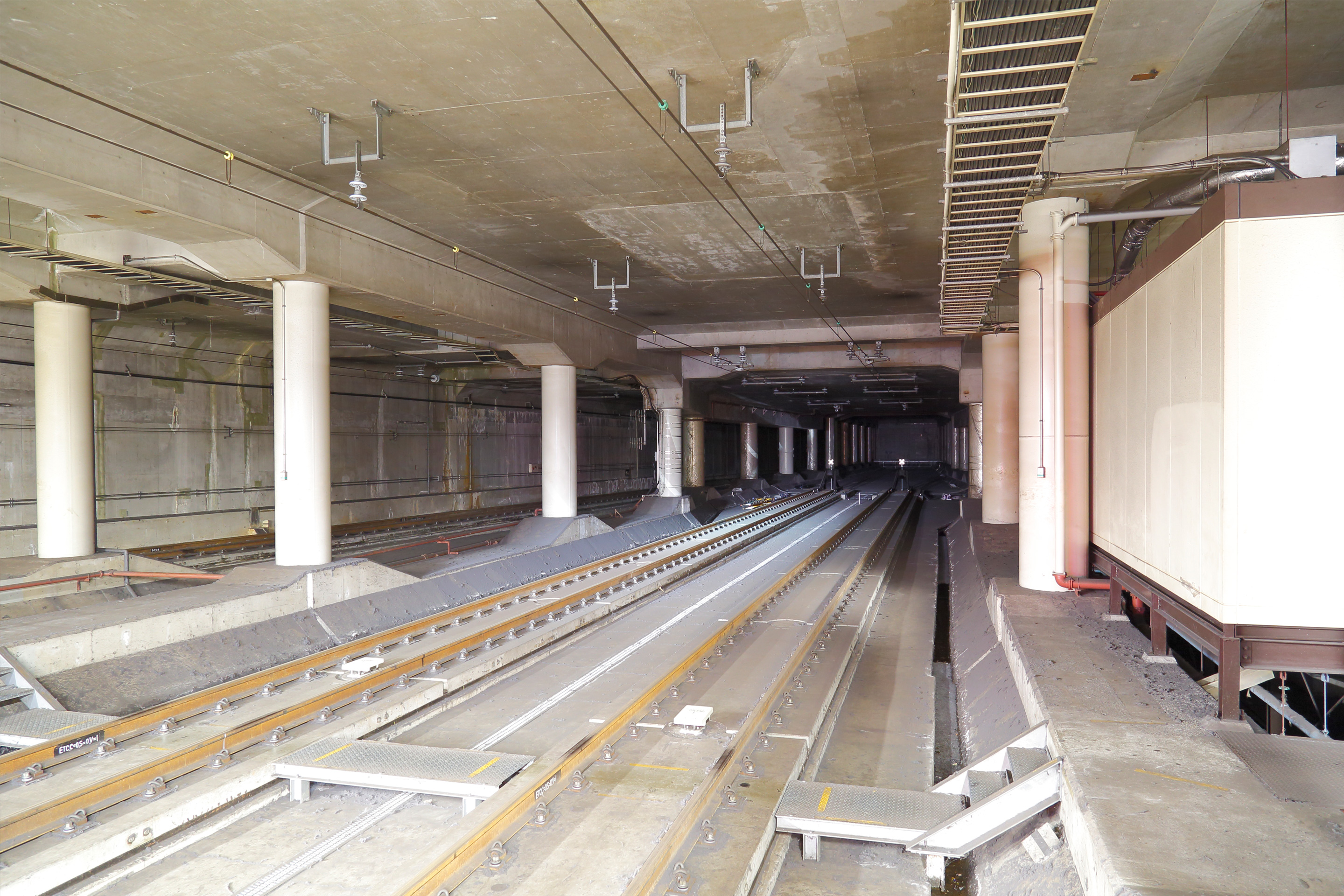
止衝擋側長時間曝光（2013年）

#### 月台配置

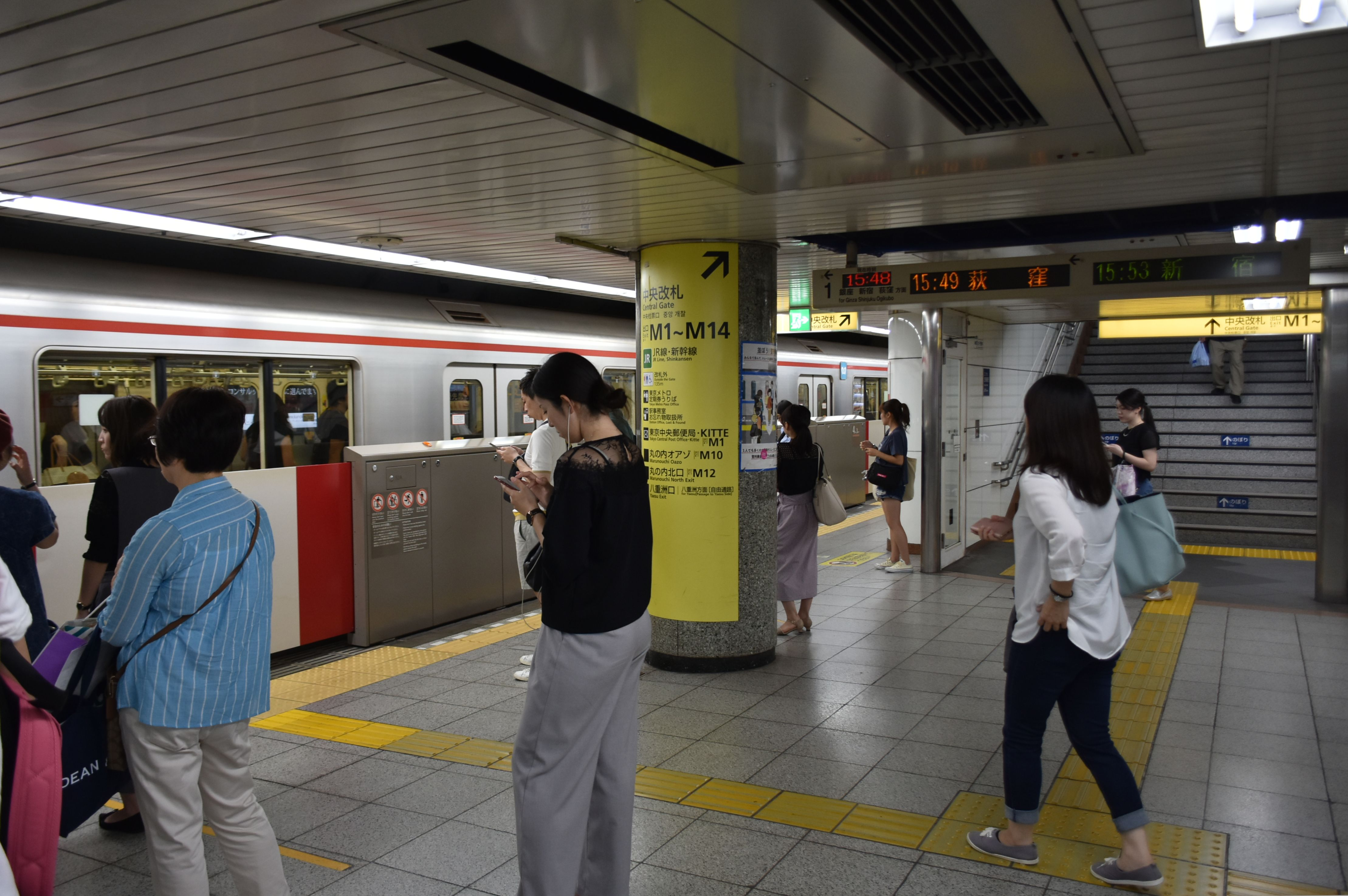
1號月台（2018年8月）
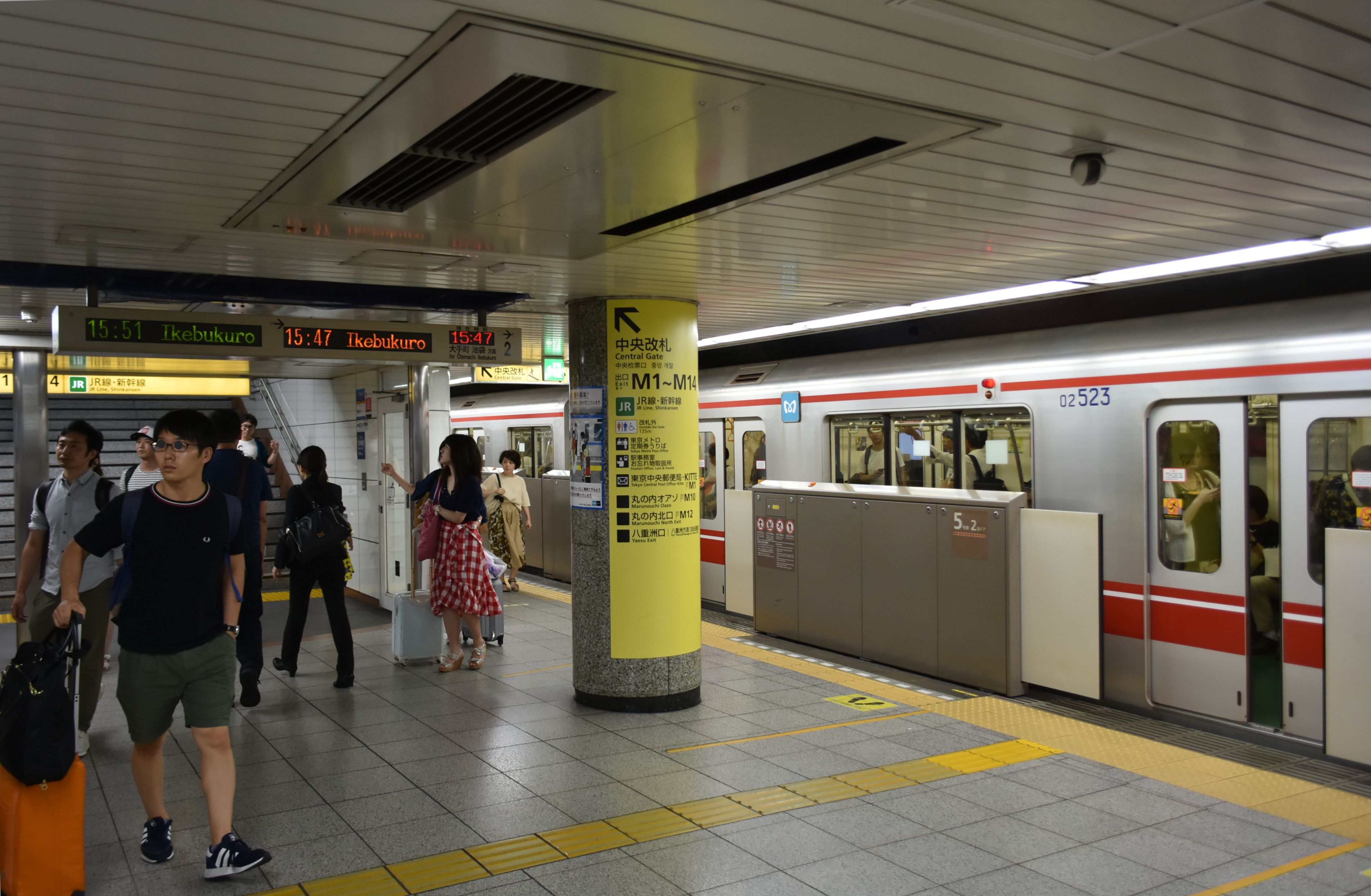
2號月台（2018年8月）

| 月台                    | 路線                                      | 方向         | 目的地 |
| ----------------------- | ----------------------------------------- | ------------ | --- |
| 在來線 高架月台         |                                           |              | |
| 1、2                    | 中央線                                    | 下行         | 御茶之水、新宿、立川、高尾方向 □特急「梓」「甲斐路」「八王子」「青梅」                                                                        |
| 3                       | 京濱東北線                                | 北行         | 上野、大宮方向 |
| 4                       | 山手線                                    | 內環         | 上野、池袋方向 |
| 5                       | 山手線                                    | 外環         | 品川、澀谷方向 |
| 6                       | 京濱東北線                                | 南行         | 蒲田、關內、大船方向 |
| 7、8                    | 上野東京線 （宇都宮、高崎線、常磐線直通） | 下行（北行） | 上野、大宮、宇都宮、高崎、水戶方向 □常磐線特急「常陸」、「常盤」                                                                              |
| 9、10                   | 東海道線 （上野東京線）                   | 下行（南行） | 品川、橫濱、小田原、熱海、伊東方向（部分於此站7、8號月台開出） □特急「踊子」、「Super View踊子」 □寢台特急「日出出雲、日出瀨戶」於9號月台開出 |
| JR東日本新幹線 高架月台 |                                           |              | |
| 20－23                  | 東北、山形、秋田、北海道新幹線            | 下行         | 宇都宮、郡山、福島、仙台、盛岡、新青森、新函館北斗、山形、新、角館、大曲、秋田方向                                                            |
| 20－23                  | 上越、北陸新幹線                          | 下行         | 高崎、越後湯澤、新潟、輕井澤、長野、敦賀方向                                                                                                  |
| 橫須賀·總武線 地底月台  |                                           |              | |
| 1、2                    | 橫須賀線                                  | 下行         | 橫濱、鎌倉、久里濱方向（部分於3、4號月台開出） □特急「潮騷」「成田特快」                                                                      |
| 3、4                    | 總武線                                    | 下行         | 市川、千葉、成田機場方向（部分於1、2號月台開出） 特急 「成田特快」                                                                            |
| 京葉線 地底月台         |                                           |              | |
| 1－4                    | 京葉線                                    | 下行（東行） | 舞濱、海濱幕張、蘇我方向 （□特急「漣」「若潮」於1、2號月台到發）                                                                              |
| 1－4                    | 武藏野線                                  | 下行（東行） | 舞濱、府中本町方向 |

（來源：JR東日本:車站構內圖 （页面存档备份，存于））
- 本項的常磐線代表色為■■、上野東京線代表色為■，實際上月台資訊僅用■代表。
- 7、8號月台發車的東海道線列車僅夜間平日2班、周六日1班。7、8號月台在標識上同時有上野東京線與東海道線，但為了避免乘客混淆，現在階梯附近的標識已用膠帶貼住「東海道線」。
- 關於上野東京線，7號月台往宇都宮線、高崎線方向，8號月台往常磐線方向及止於上野班次，9號月台為常磐線發車往品川班次，10號月台為宇都宮、高崎線發車班次（往小田原、熱海方向，部分止於品川）是較常見的分配方式，但並不是全部列車都遵循上述分配方式，因此月台資訊上並未註明。

### JR東海
JR東海站區月台為高架設計，位於JR東日本新幹線東側（八重洲側），只有東海道新幹線停靠。站區的標識、廣告等都採用JR東海的樣式。採島式月台3面6線設計。14、15號月台在設計時預定連接東北、上越新幹線，因此近神田一段向丸之內側方向彎曲，但連接計畫最終沒有實現。
JR東海直營的綠色窗口與JR東日本不同，直接標示為「新幹線、JR全線售票處」。站內也有JR東海系列的東海KIOSK。專用剪票口有八重洲剪票口以及與JR東日本新幹線並排的日本橋剪票口等。丸之內側可經由JR東日本在來線付費區進入。包含八重洲口在內的出口、站房皆屬JR東日本所有，呈現兩方共用的型態。部分剪票口沒有自動驗票閘門。
新幹線中央轉乘口、新幹線南轉乘口包含窗口業務在內已委託給東海新幹線維護執行。
站內北端可透過地下通道前往東京地下鐵東西線。

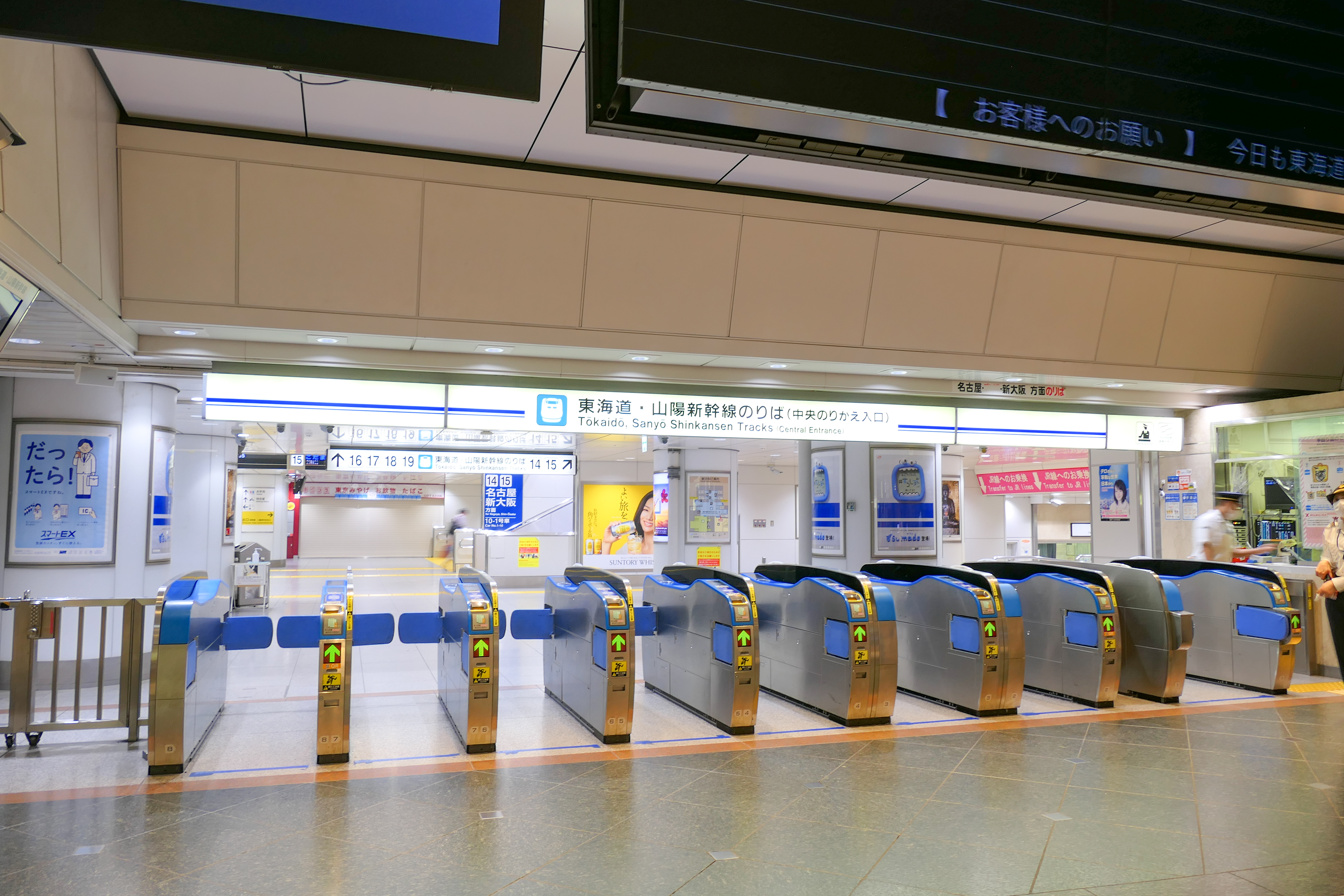
新幹線中央轉乘閘口（2021年9月）
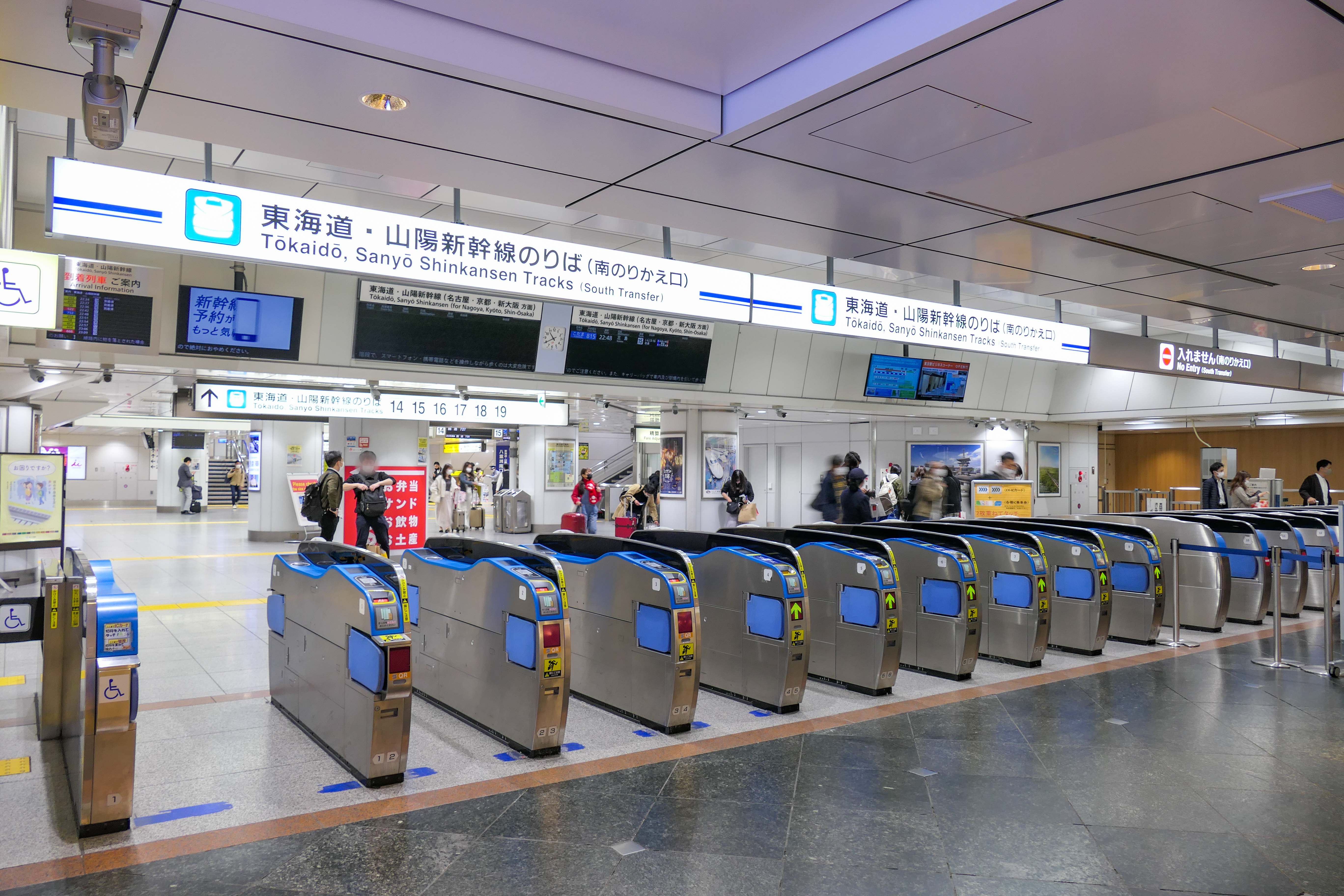
新幹線南轉乘閘口（2021年10月）
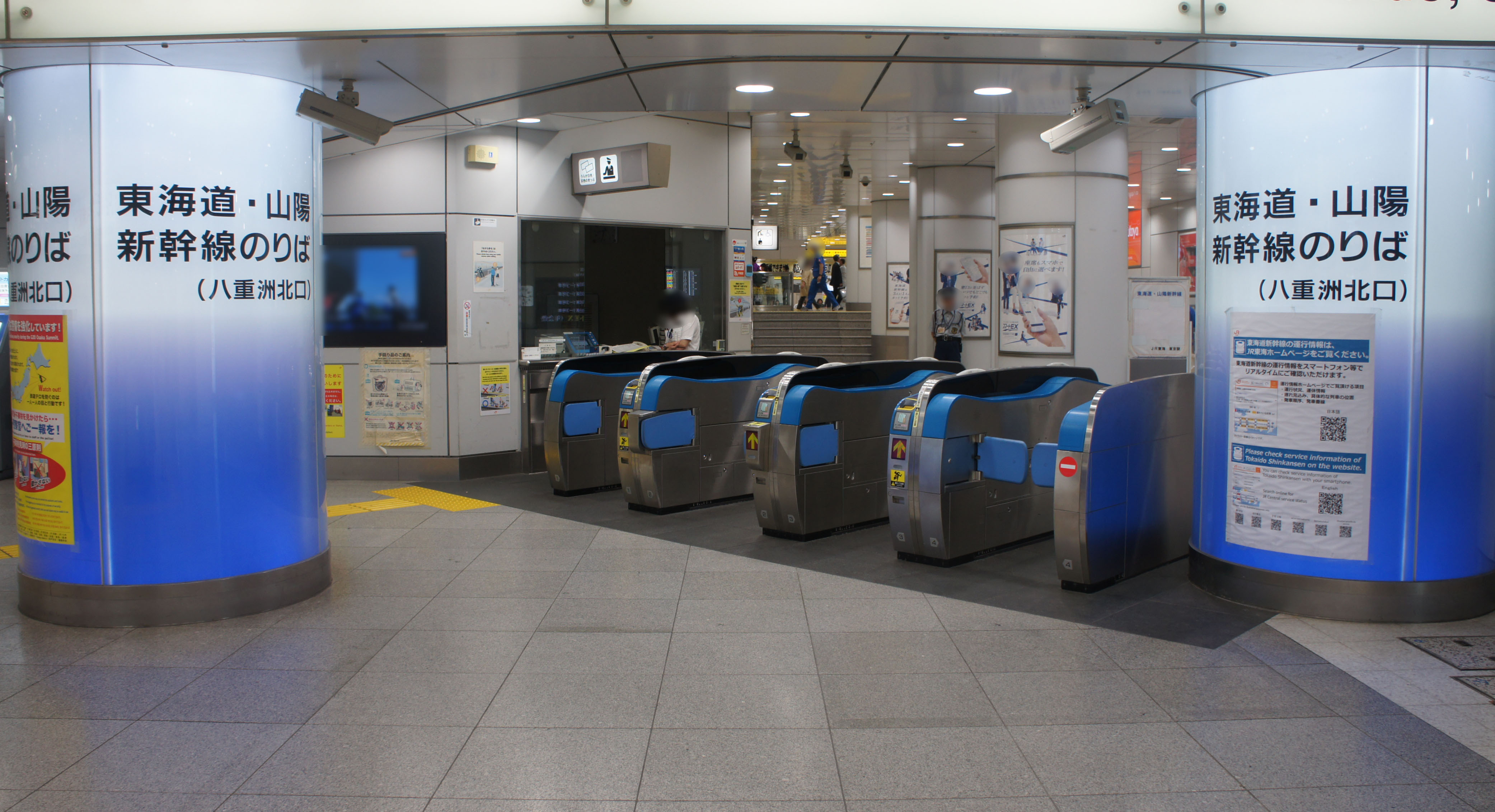
八重洲北口閘口（2019年6月）
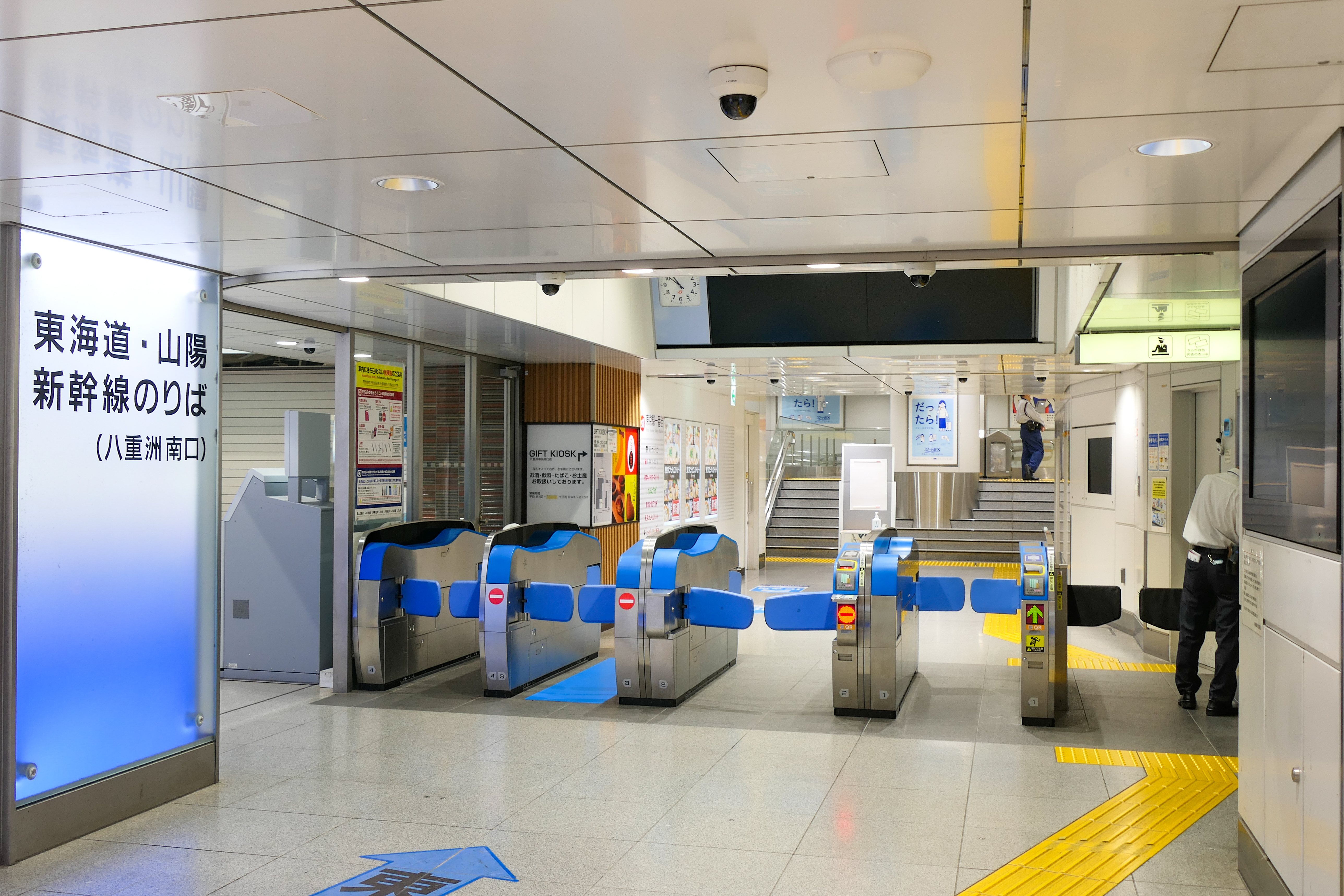
八重洲南口閘口（2021年9月）
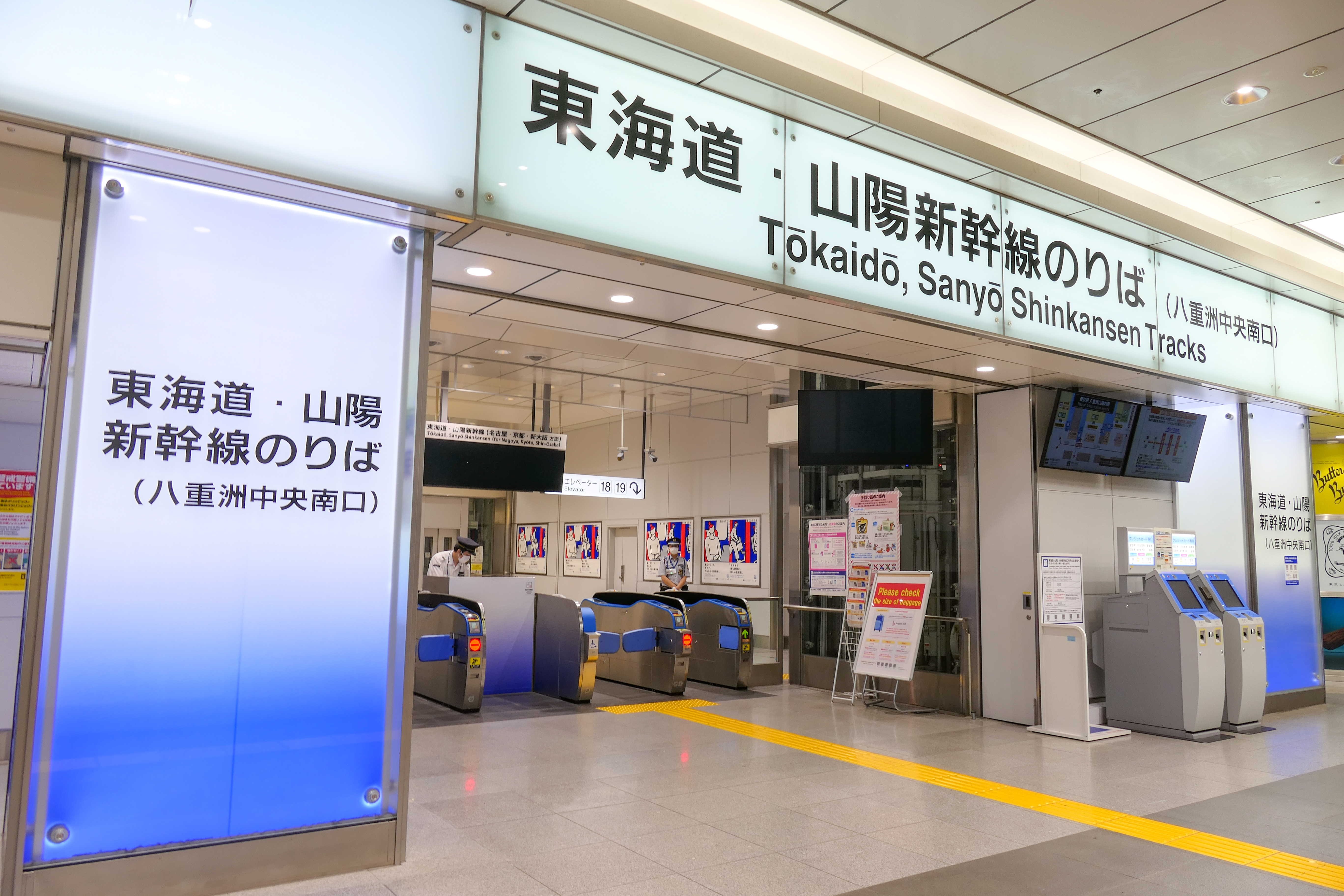
八重洲中央南口閘口（2021年9月）
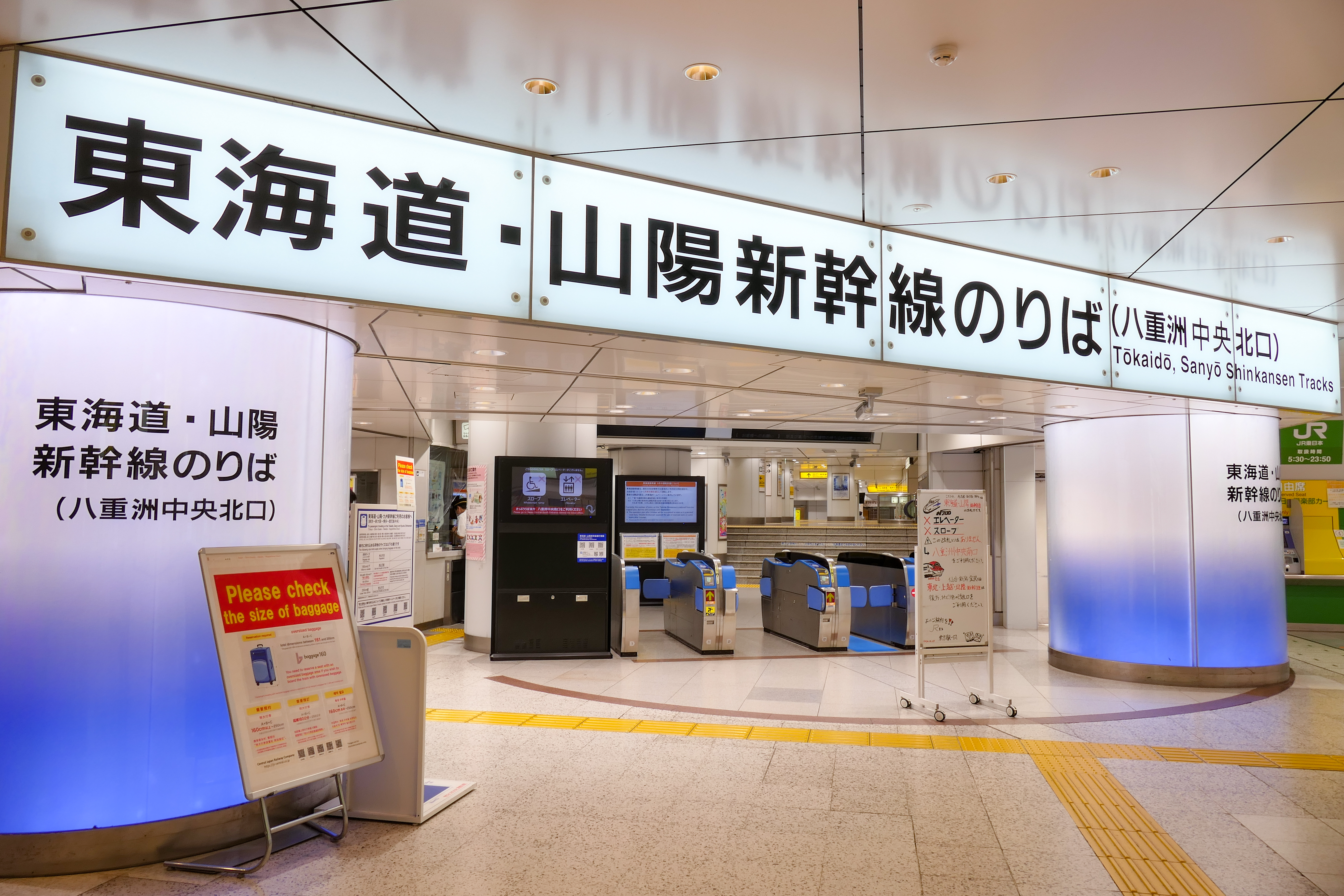
八重洲中央北口閘口（2021年9月）
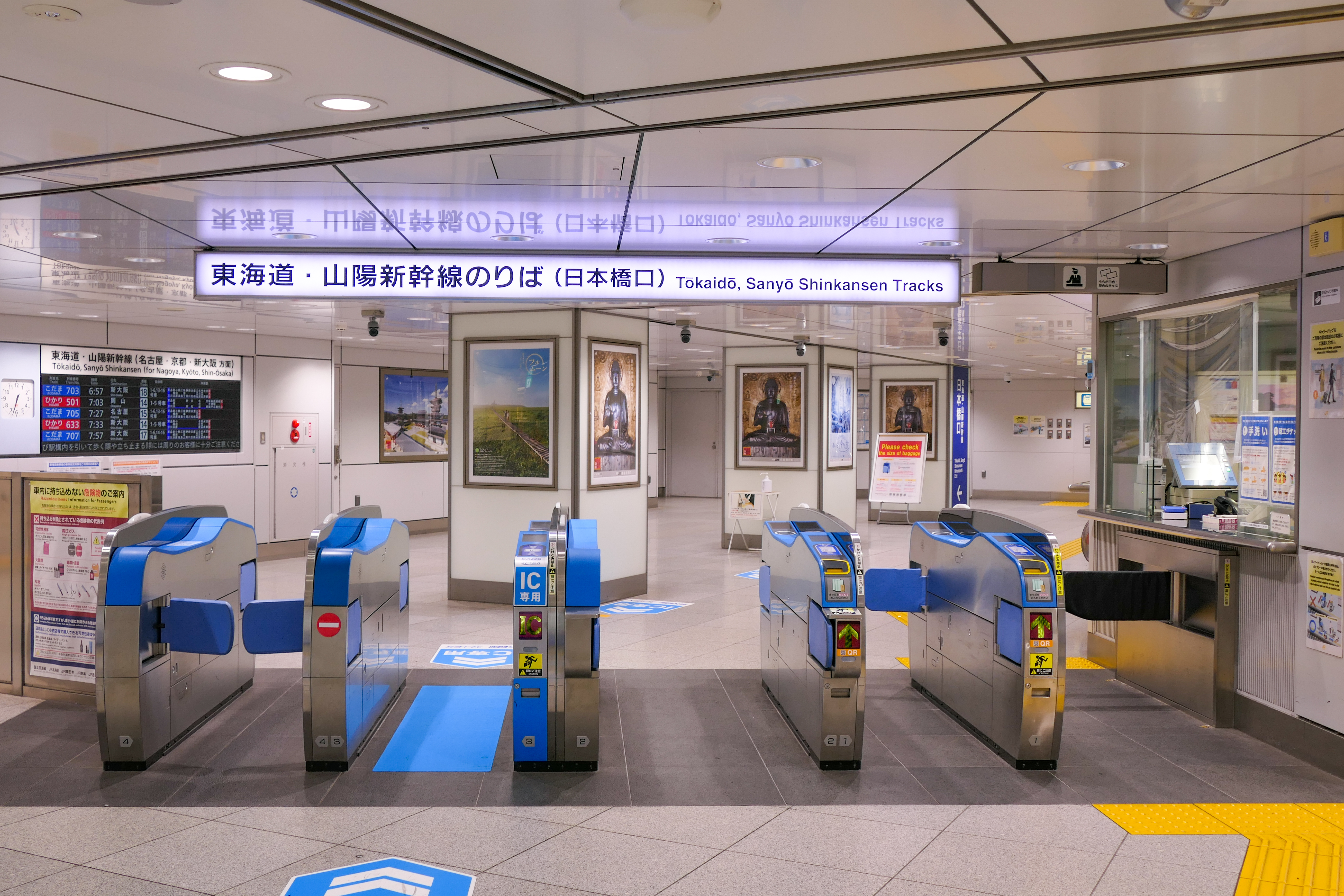
日本橋口閘口（2021年9月）
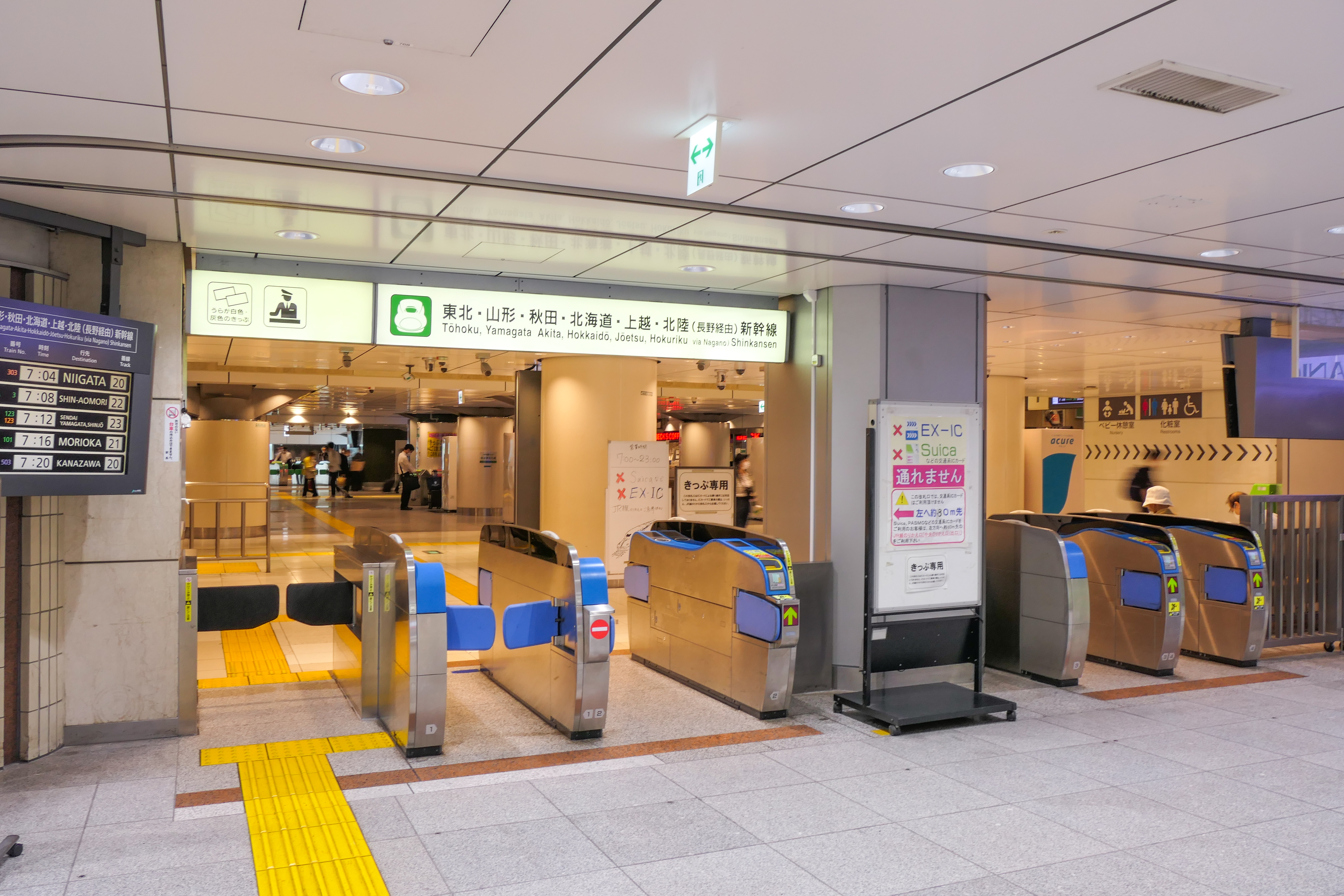
JR東日本新幹線、JR東海新幹線南轉乘閘口（2021年9月）

#### 月台配置
JR东海站区全部为新幹線月台，为島式3面6線高架月台，编号14～19號月台。14號月台在JR东日本23號月台東側。14、15號月台神田側部分往丸之內方向彎曲。該月台的彎曲形狀是計畫與東北、上越新幹線直通所設計。
14、15號月台在2008年9月17日起、16～19號月台在2008年12月12日起採用「希望號」2003年以前使用的車內始發終停用鈴聲作為發車音樂。這是JR東海首次使用發車音樂（313系搭載的車外音樂除外）；18、19號月台8號車乘車位置附近的月台中央有標示起點與方位的浮雕，同月台南端設有前日本國鐵總裁十河信二浮雕與刻上座右銘「一花開天下春」的建設碑，該月台下、中央轉乘口（新幹線付費區內）的東端牆壁上有寫上「東海道新幹線 這鐵道是結合日本國民的睿智與努力所完成」（東海道新幹線 この鉄道は日本国民の叡智と努力によって完成された）的銘版。
各剪票口、月台的發車標與資訊顯示器採用全彩LED式，各月台上亦設有全彩LED式乘車位置顯示器。剪票口上方的發車資訊顯示器，分為「希望號」專用顯示器與「光號、回聲號」共用顯示器。
直通山陽新幹線的「希望號」主要停靠16號月台。但早晨常在18號月台，中午12～13點多在17號月台，傍晚時段多在19號月台；往新大阪的「希望號」：中午前主要在15號月台，下午主要在14號月台，傍晚主要在17號月台；「回聲號」早晨主要在17號月台，午間主要在14、18號月台，傍晚主要在15、16號月台。
| 月台    | 路線                           | 目的地             |
| ------- | ------------------------------ | ------------------ |
| 14 - 19 | 東海道新幹線(與山陽新幹線直通) | 名古屋、新大阪方向 |

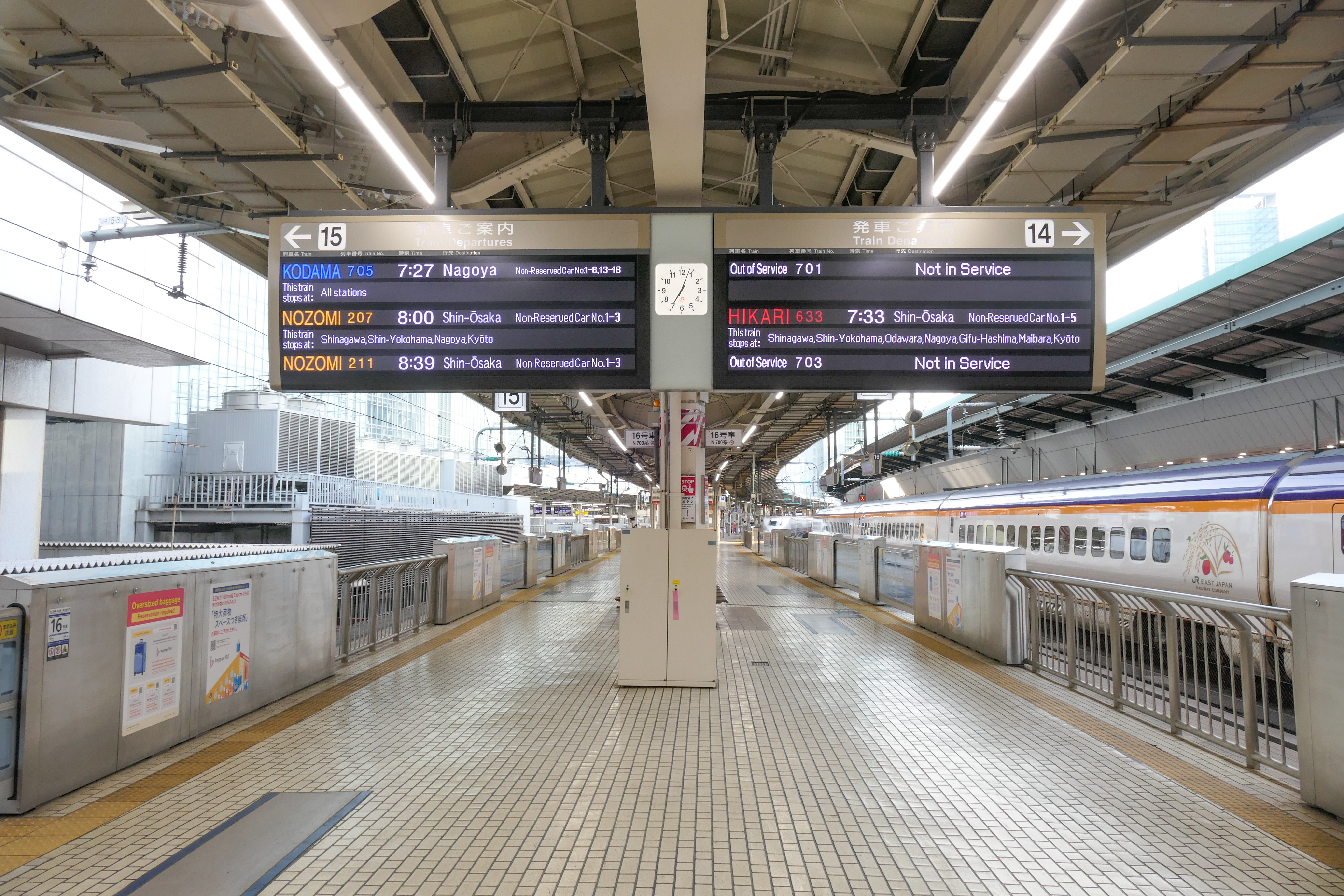
14、15號月台（2021年9月）
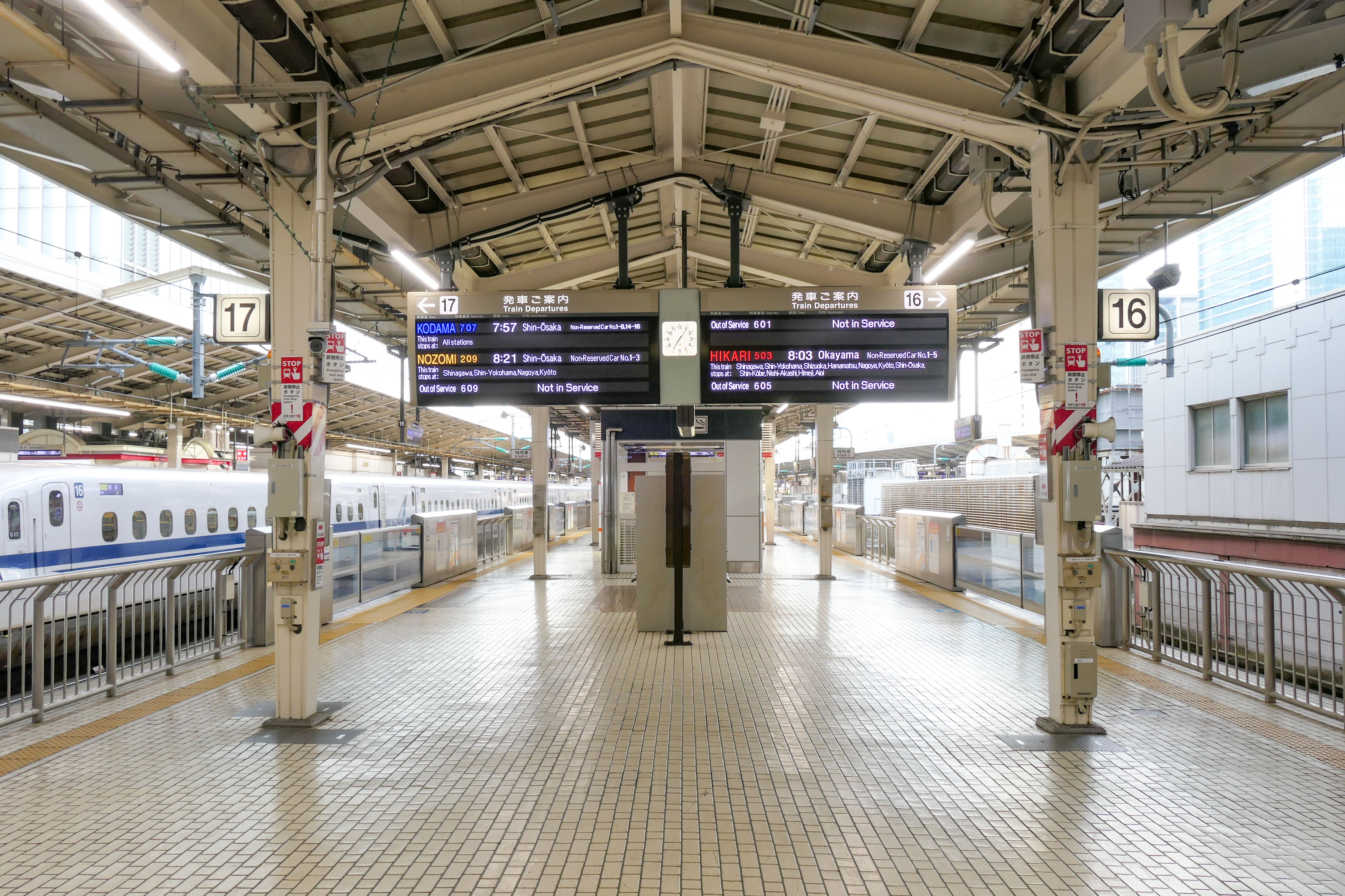
16、17號月台（2021年9月）
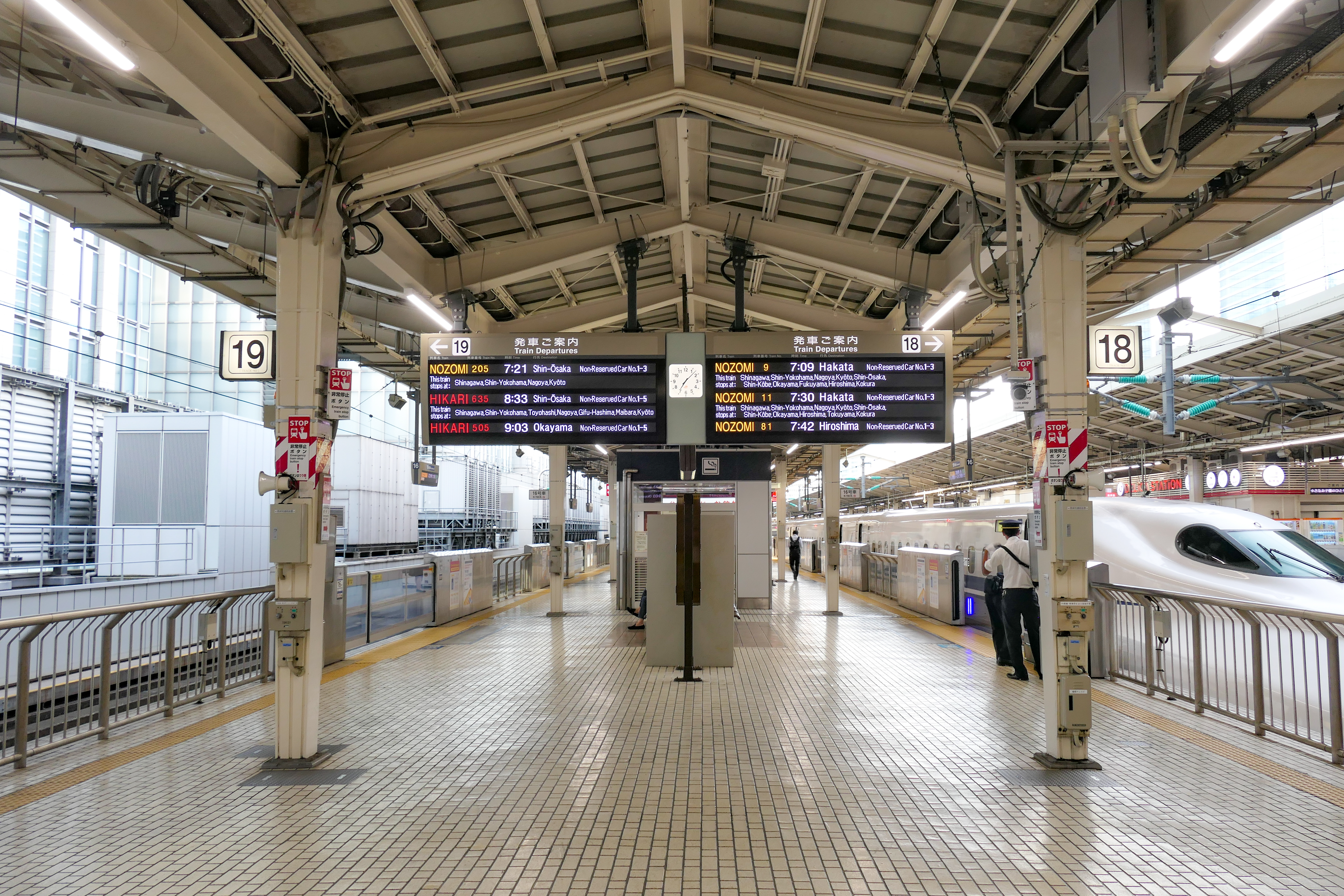
18、19號月台（2021年9月）
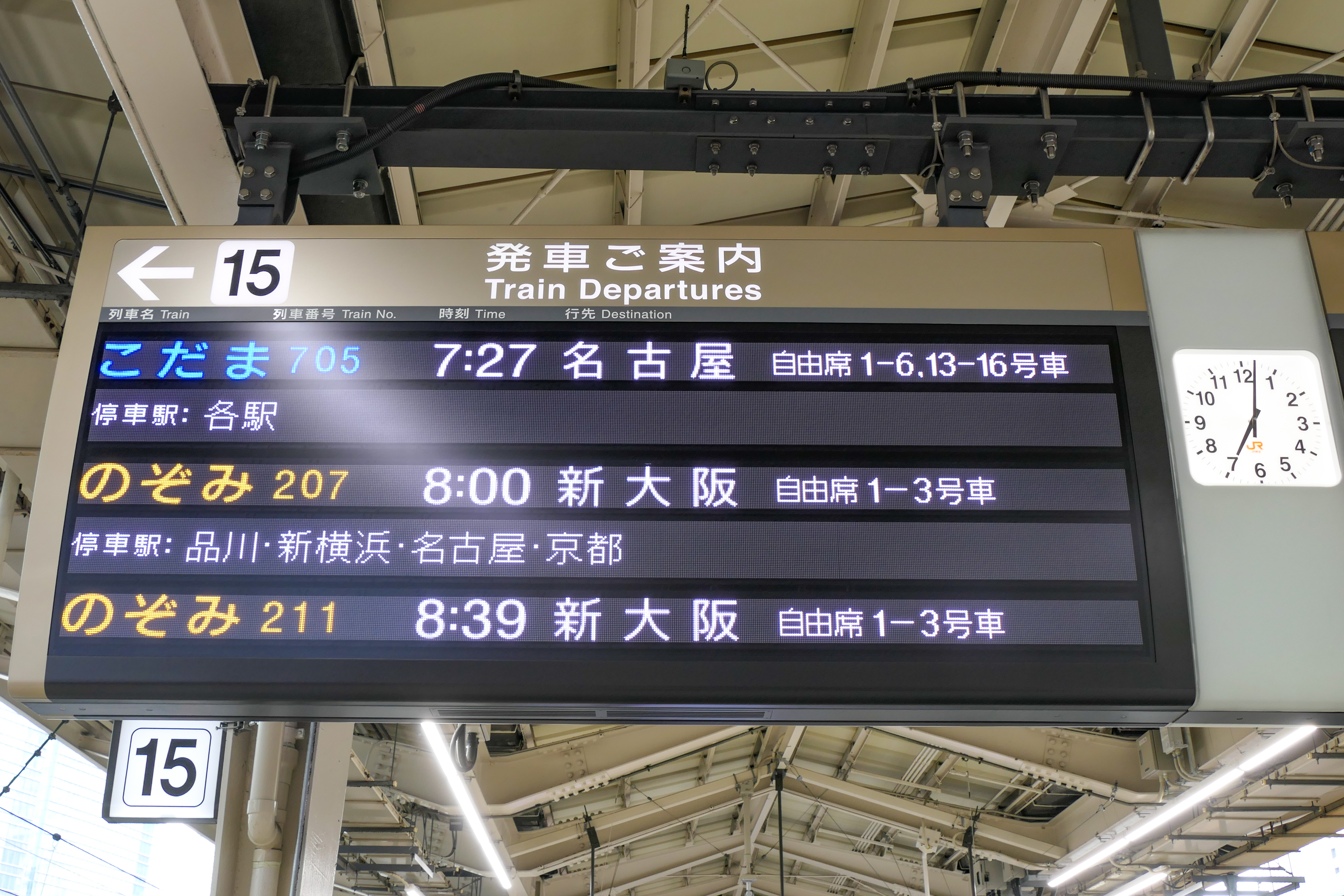
發車標（2021年9月）
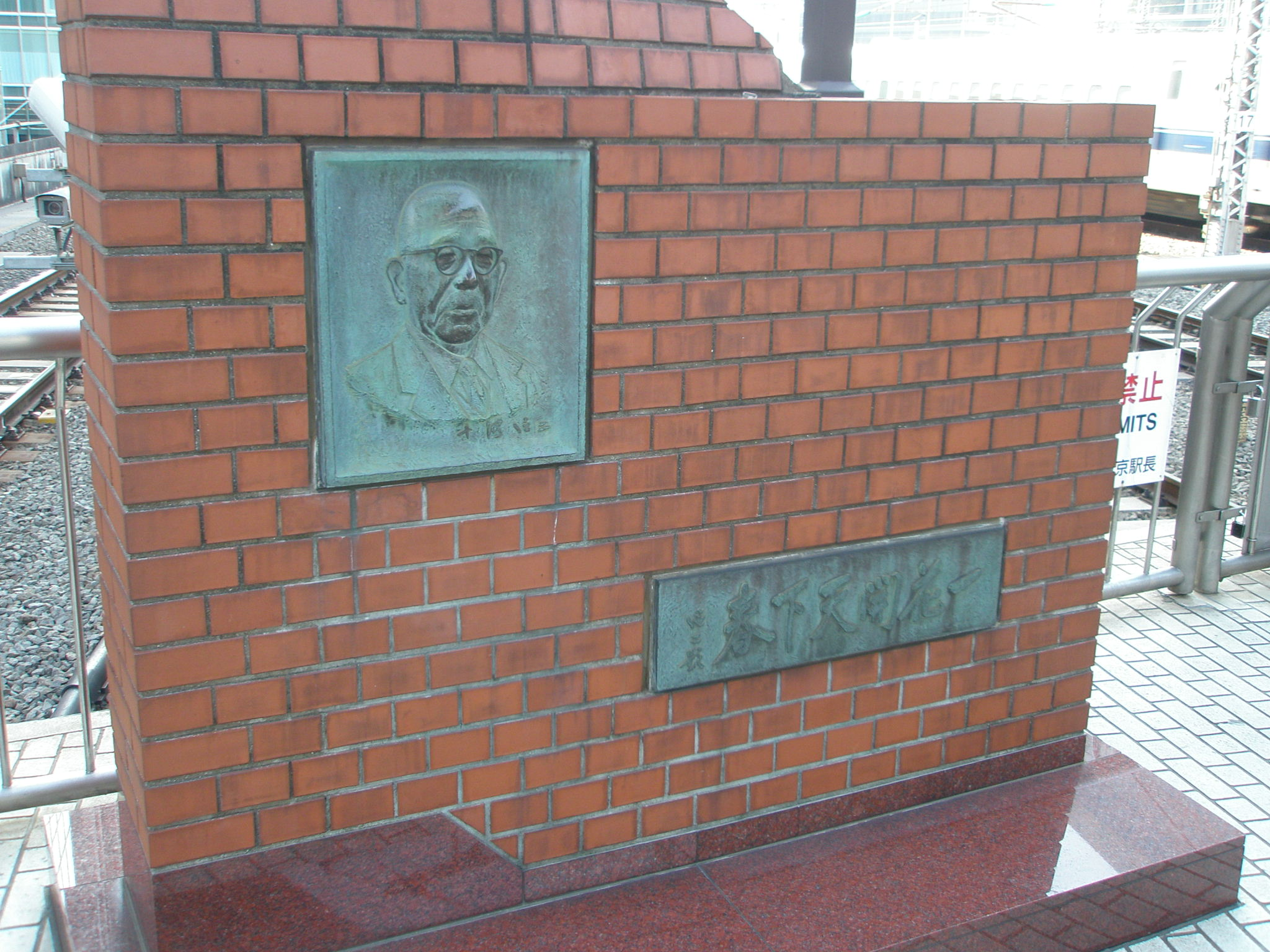
18、19號月台南端有十河信二的紀念碑

### 東京地下鐵
丸之內線的島式月台位於地下第二層，共有1座月臺、2線軌道。深度較淺。若要前往八重洲須由北側自由通道通過JR站區。1990年12月中正式導入自動驗票閘門。1993年11月，將御茶之水站的定期券售票處移至本站。
2008年春季，月台側壁加上由2名女子美術大學兼任講師所設計的藝術牆「自由行走的丸之內線」」（自由に走る丸ノ内線）。該藝術牆以「融合歷史與自然的潮流」為概念，在下方重現營團500形電車使用的銀色正弦波。

#### 月台配置
| 月台 | 路線     | 目的地               |
| ---- | -------- | -------------------- |
| 1    | 丸之內線 | 銀座、新宿、荻窪方向 |
| 2    | 丸之內線 | 大手町、池袋方向     |

（來源：東京地下鐵:構內圖 （页面存档备份，存于））
- 1號月台（2018年8月）
- 2號月台（2018年8月）

### 國鐵、JR線月台之變遷
| 時期                      | 第0月台              | 第1月台                                     | 回廠線  | 第2月台                                              | 第3月台                                                                    | 第4月台                                                                 | 第5月台                                                           | 回廠線                | 第6月台                                                           | 第7月台                           | 回廠線           | 第8月台                           | 第9月台                           |
| ------------------------- | -------------------- | ------------------------------------------- | ------- | ---------------------------------------------------- | -------------------------------------------------------------------------- | ----------------------------------------------------------------------- | ----------------------------------------------------------------- | --------------------- | ----------------------------------------------------------------- | --------------------------------- | ---------------- | --------------------------------- | --------------------------------- |
| 1914年 12月20日－         | 未設置               | 1、2號月台 ■電車線（山手線）                | ■回送線 | 3、4號月台 ■電車線（京濱線）                         | 5、6號月台 ■列車線                                                         | 7、8號月台 ■列車線                                                      | 未設置                                                            | 未設置                | 未設置                                                            | 未設置                            | 未設置           | 未設置                            | 未設置                            |
| 1919年 3月1日－           | 未設置               | 1、2號月台 ■中央本線 ■山手線                | ■回送線 | 3、4號月台 ■電車線（京濱線）                         | 5、6號月台 ■列車線                                                         | 7、8號月台 ■列車線                                                      | 未設置                                                            | 未設置                | 未設置                                                            | 未設置                            | 未設置           | 未設置                            | 未設置                            |
| 1925年 4月26日－          | 未設置               | 1、2號月台 ■中央本線                        | ■回送線 | 3、4號月台 ■京濱線 ■山手線                           | 5、6號月台 ■東海道本線到站 ■橫須賀線起訖                                   | 7、8號月台 ■東海道本線出發                                              | 未設置                                                            | 未設置                | 未設置                                                            | 未設置                            | 未設置           | 未設置                            | 未設置                            |
| 1942年 9月25日－          | 未設置               | 1、2號月台 ■中央本線                        | ■回送線 | 3、4號月台 ■京濱線 ■山手線                           | 5、6號月台 ■東海道本線到站 ■橫須賀線起訖                                   | 7、8號月台 ■東海道本線                                                  | 9、10號月台 ■東海道本線                                           | 11、12號月台 ■回送線  | 未設置                                                            | 未設置                            | 未設置           | 未設置                            | 未設置                            |
| 1953年 7月1日－           | 未設置               | 1、2號月台 ■中央本線                        | ■回送線 | 3、4號月台 ■京濱線 ■山手線                           | 5、6號月台 ■東海道本線到站 ■橫須賀線起訖                                   | 7、8號月台 ■東海道本線                                                  | 9號月台 ■東海道本線 10號月台 停止使用                             | 11、12號月台 停止使用 | 未設置                                                            | 14、15號月台 ■東海道本線          | 16號月台 ■回送線 | 未設置                            | 未設置                            |
| 1953年 9月1日－           | 未設置               | 1、2號月台 ■中央本線                        | ■回送線 | 3、4號月台 ■京濱線 ■山手線                           | 5、6號月台 ■東海道本線                                                     | 7、8號月台 停止使用                                                     | 9號月台 使用停止 10號月台 ■東海道本線                             | 11號月台 ■回送線      | 12號月台 ■東海道本線（湘南電車） 13號月台 ■橫須賀線               | 14、15號月台 ■東海道本線          | 16號月台 ■回送線 | 未設置                            | 未設置                            |
| 1953年 11月1日－          | 未設置               | 1、2號月台 ■中央本線                        | ■回送線 | 3、4號月台 ■京濱線 ■山手線                           | 5、6號月台 停止使用                                                        | 7、8號月台 停止使用                                                     | 9、10號月台 ■東海道本線                                           | 11號月台 ■回送線      | 12號月台 ■東海道本線（湘南電車） 13號月台 ■橫須賀線               | 14、15號月台 ■東海道本線          | 16號月台 ■回送線 | 未設置                            | 未設置                            |
| 1954年 3月30日－          | 未設置               | 1、2號月台 ■中央本線                        | ■回送線 | 3號月台 ■京濱東北線北行 ■山手線內回 4號月台 使用停止 | 5號月台 停止使用 6號月台 ■京濱東北線南行 ■山手線外回                       | 7、8號月台 停止使用                                                     | 9、10號月台 ■東海道本線                                           | 11號月台 ■回送線      | 12號月台 ■東海道本線（湘南電車） 13號月台 ■橫須賀線               | 14、15號月台 ■東海道本線          | 16號月台 ■回送線 | 未設置                            | 未設置                            |
| 1954年 4月15日－          | 未設置               | 1、2號月台 ■中央本線                        | ■回送線 | 3號月台 ■京濱東北線北行 ■山手線內回 4號月台 使用停止 | 5號月台 停止使用 6號月台 ■京濱東北線南行 ■山手線外回                       | 7號月台 ■常磐線 8號月台 停止使用                                        | 9、10號月台 ■東海道本線                                           | 11號月台 ■回送線      | 12號月台 ■東海道本線（湘南電車） 13號月台 ■橫須賀線               | 14、15號月台 ■東海道本線          | 16號月台 ■回送線 | 未設置                            | 未設置                            |
| 1956年 5月4日－           | 未設置               | 1、2號月台 ■中央本線                        | ■回送線 | 3號月台 ■京濱東北線北行 ■山手線內回 4號月台 使用停止 | 5號月台 ■京濱東北線南行 ■山手線外回 6號月台 停止使用                       | 7號月台 ■常磐線 8號月台 停止使用                                        | 9、10號月台 ■東海道本線                                           | 11號月台 ■回送線      | 12號月台 ■東海道本線（湘南電車） 13號月台 ■橫須賀線               | 14、15號月台 ■東海道本線          | 16號月台 ■回送線 | 未設置                            | 未設置                            |
| 1956年 11月19日－         | 未設置               | 1、2號月台 ■中央本線                        | ■回送線 | 3號月台 ■京濱東北線北行 4號月台 ■山手線內回          | 5號月台 ■山手線外回 6號月台 ■京濱東北線南行                                | 7號月台 ■東海道本線 ■東北、高崎、常磐線 8號月台 ■東海道本線             | 9、10號月台 ■東海道本線                                           | 11號月台 ■回送線      | 12號月台 ■東海道本線（湘南電車） 13號月台 ■橫須賀線               | 14、15號月台 ■東海道本線          | 16號月台 ■回送線 | 未設置                            | 未設置                            |
| 1957年 7月14日－          | 未設置               | 1、2號月台 ■中央本線                        | 廢止    | 3號月台 ■京濱東北線北行 4號月台 ■山手線內回          | 5號月台 ■山手線外回 6號月台 ■京濱東北線南行                                | 7號月台 ■東海道本線 ■東北、高崎、常磐線 8號月台 ■東海道本線             | 9、10號月台 ■東海道本線                                           | 11號月台 ■回送線      | 12號月台 ■東海道本線（湘南電車） 13號月台 ■橫須賀線               | 14、15號月台 ■東海道本線          | 16號月台 ■回送線 | 未設置                            | 未設置                            |
| 1961年 10月1日－          | 未設置               | 1、2號月台 ■中央本線                        | 廢止    | 3號月台 ■京濱東北線北行 4號月台 ■山手線內回          | 5號月台 ■山手線外回 6號月台 ■京濱東北線南行                                | 7號月台 ■東海道本線 ■東北、高崎、常磐線 8號月台 ■東海道本線（湘南電車） | 9、10號月台 ■東海道本線                                           | 11號月台 ■回送線      | 12號月台 ■東海道本線 13號月台 ■橫須賀線                           | 14、15號月台 ■東海道本線          | 16號月台 ■回送線 | 未設置                            | 未設置                            |
| 1964年 10月1日－          | 未設置               | 1、2號月台 ■中央本線                        | 廢止    | 3號月台 ■京濱東北線北行 4號月台 ■山手線內回          | 5號月台 ■山手線外回 6號月台 ■京濱東北線南行                                | 7號月台 ■東海道本線 ■東北、高崎、常磐線 8號月台 ■東海道本線（湘南電車） | 9、10號月台 ■東海道本線                                           | 11號月台 ■回送線      | 12號月台 ■東海道本線 13號月台 ■橫須賀線                           | 14、15號月台 ■東海道本線          | 16號月台 ■回送線 | 17號月台 ■東海道新幹線            | 18、19號月台 ■東海道新幹線        |
| 1965年 10月（日期不明）－ | 未設置               | 1、2號月台 ■中央本線                        | 廢止    | 3號月台 ■京濱東北線北行 4號月台 ■山手線內回          | 5號月台 ■山手線外回 6號月台 ■京濱東北線南行                                | 7號月台 ■東海道本線 ■東北、高崎、常磐線 8號月台 ■東海道本線（湘南電車） | 9、10號月台 ■東海道本線                                           | 11號月台 ■回送線      | 12號月台 ■東海道本線 13號月台 ■橫須賀線                           | 14、15號月台 ■東海道本線          | 廢止             | 17號月台 ■東海道新幹線            | 18、19號月台 ■東海道新幹線        |
| 1967年 3月10日－          | 未設置               | 1、2號月台 ■中央本線                        | 廢止    | 3號月台 ■京濱東北線北行 4號月台 ■山手線內回          | 5號月台 ■山手線外回 6號月台 ■京濱東北線南行                                | 7號月台 ■東海道本線 ■東北、高崎、常磐線 8號月台 ■東海道本線（湘南電車） | 9、10號月台 ■東海道本線                                           | 11號月台 ■回送線      | 12號月台 ■東海道本線 13號月台 ■橫須賀線                           | 14、15號月台 ■東海道本線          | 廢止             | 16、17號月台 ■東海道新幹線        | 18、19號月台 ■東海道新幹線        |
| 1972年 3月15日－          | 未設置               | 1、2號月台 ■中央本線                        | 廢止    | 3號月台 ■京濱東北線北行 4號月台 ■山手線內回          | 5號月台 ■山手線外回 6號月台 ■京濱東北線南行                                | 7號月台 ■東海道本線 ■東北、高崎、常磐線 8號月台 ■東海道本線（湘南電車） | 9、10號月台 ■東海道本線                                           | 11號月台 ■回送線      | 12號月台 ■東海道本線 13號月台 ■橫須賀線                           | 14、15號月台 ■東海道本線          | 廢止             | 16、17號月台 ■東海道、 山陽新幹線 | 18、19號月台 ■東海道、 山陽新幹線 |
| 1973年 4月1日－           | 未設置               | 1、2號月台 ■中央本線                        | 廢止    | 3號月台 ■京濱東北線北行 4號月台 ■山手線內回          | 5號月台 ■山手線外回 6號月台 ■京濱東北線南行                                | 7、8號月台 ■東海道本線（湘南電車）                                      | 9、10號月台 ■橫須賀線                                             | 11號月台 ■回送線      | 12、13號月台 ■東海道本線                                          | 廢止                              | 廢止             | 16、17號月台 ■東海道、 山陽新幹線 | 18、19號月台 ■東海道、 山陽新幹線 |
| 1975年 7月18日－          | 未設置               | 1、2號月台 ■中央本線                        | 廢止    | 3號月台 ■京濱東北線北行 4號月台 ■山手線內回          | 5號月台 ■山手線外回 6號月台 ■京濱東北線南行                                | 7、8號月台 ■東海道本線（湘南電車）                                      | 9、10號月台 ■橫須賀線                                             | 11號月台 ■回送線      | 12、13號月台 ■東海道本線                                          | 15號月台 ■東海道、 山陽新幹線     | 廢止             | 16、17號月台 ■東海道、 山陽新幹線 | 18、19號月台 ■東海道、 山陽新幹線 |
| 1979年 12月1日－          | 未設置               | 1、2號月台 ■中央本線                        | 廢止    | 3號月台 ■京濱東北線北行 4號月台 ■山手線內回          | 5號月台 ■山手線外回 6號月台 ■京濱東北線南行                                | 7、8號月台 ■東海道本線（湘南電車）                                      | 9、10號月台 ■橫須賀線                                             | 11號月台 ■回送線      | 12、13號月台 ■東海道本線                                          | 14、15號月台 ■東海道、 山陽新幹線 | 廢止             | 16、17號月台 ■東海道、 山陽新幹線 | 18、19號月台 ■東海道、 山陽新幹線 |
| 1980年 10月1日－          | 未設置               | 1、2號月台 ■中央本線                        | 廢止    | 3號月台 ■京濱東北線北行 4號月台 ■山手線內回          | 5號月台 ■山手線外回 6號月台 ■京濱東北線南行                                | 7、8號月台 ■東海道本線                                                  | 9、10號月台 ■東海道本線                                           | 11號月台 ■回送線      | 12號月台■東海道本線 13號月台 廢止                                 | 14、15號月台 ■東海道、 山陽新幹線 | 廢止             | 16、17號月台 ■東海道、 山陽新幹線 | 18、19號月台 ■東海道、 山陽新幹線 |
| 1988年 3月13日－          | 未設置               | 1、2號月台 ■中央本線                        | 廢止    | 3號月台 ■京濱東北線北行 4號月台 ■山手線內回          | 5號月台 ■山手線外回 6號月台 ■京濱東北線南行                                | 7、8號月台 ■東海道本線                                                  | 9、10號月台 ■東海道本線                                           | 廢止                  | 廢止                                                              | 14、15號月台 ■東海道、 山陽新幹線 | 廢止             | 16、17號月台 ■東海道、 山陽新幹線 | 18、19號月台 ■東海道、 山陽新幹線 |
| 1991年 6月20日－          | 未設置               | 1、2號月台 ■中央本線                        | 廢止    | 3號月台 ■京濱東北線北行 4號月台 ■山手線內回          | 5號月台 ■山手線外回 6號月台 ■京濱東北線南行                                | 7、8號月台 ■東海道本線                                                  | 9、10號月台 ■東海道本線                                           | 廢止                  | 12、13號月台 ■東北、上越新幹線                                    | 14、15號月台 ■東海道、 山陽新幹線 | 廢止             | 16、17號月台 ■東海道、 山陽新幹線 | 18、19號月台 ■東海道、 山陽新幹線 |
| 1992年 7月1日－           | 未設置               | 1、2號月台 ■中央本線                        | 廢止    | 3號月台 ■京濱東北線北行 4號月台 ■山手線內回          | 5號月台 ■山手線外回 6號月台 ■京濱東北線南行                                | 7、8號月台 ■東海道本線                                                  | 9、10號月台 ■東海道本線                                           | 廢止                  | 12、13號月台 ■東北、山形、 上越新幹線                             | 14、15號月台 ■東海道、 山陽新幹線 | 廢止             | 16、17號月台 ■東海道、 山陽新幹線 | 18、19號月台 ■東海道、 山陽新幹線 |
| 1992年 10月4日－          | 未設置               | 1、2號月台 ■中央本線                        | 廢止    | 3號月台 ■京濱東北線北行 4號月台 ■山手線內回          | 5號月台 ■山手線外回 6號月台 ■京濱東北線南行                                | 7號月台 ■東海道本線 8號月台 停止使用                                    | 9、10號月台 ■東海道本線                                           | 廢止                  | 12、13號月台 ■東北、山形、 上越新幹線                             | 14、15號月台 ■東海道、 山陽新幹線 | 廢止             | 16、17號月台 ■東海道、 山陽新幹線 | 18、19號月台 ■東海道、 山陽新幹線 |
| 1993年 7月4日－           | 未設置               | 1、2號月台 ■中央本線                        | 廢止    | 3號月台 ■京濱東北線北行 4號月台 ■山手線內回          | 5號月台 ■山手線外回 6號月台 ■京濱東北線南行                                | 7號月台 ■東海道本線 8號月台（臨時） ■東海道本線                         | 9號月台 停止使用 10號月台 ■東海道本線                             | 廢止                  | 12、13號月台 ■東北、山形、 上越新幹線                             | 14、15號月台 ■東海道、 山陽新幹線 | 廢止             | 16、17號月台 ■東海道、 山陽新幹線 | 18、19號月台 ■東海道、 山陽新幹線 |
| 1994年 4月10日－          | 未設置               | 1、2號月台 ■中央本線                        | 廢止    | 3號月台 ■京濱東北線北行 4號月台 ■山手線內回          | 5號月台 ■山手線外回 6號月台 ■京濱東北線南行                                | 7號月台 ■東海道本線 8號月台（臨時） ■東海道本線                         | 9號月台（臨時） ■東海道本線 10號月台 廢止                         | 廢止                  | 12、13號月台 ■東北、山形、 上越新幹線                             | 14、15號月台 ■東海道、 山陽新幹線 | 廢止             | 16、17號月台 ■東海道、 山陽新幹線 | 18、19號月台 ■東海道、 山陽新幹線 |
| 1995年 7月2日－           | 1、2號月台 ■中央本線 | 舊1、2號月台 停止使用                       | 廢止    | 3號月台 ■京濱東北線北行 4號月台 ■山手線內回          | 5號月台 ■山手線外回 6號月台 ■京濱東北線南行                                | 7號月台 ■東海道本線 8號月台（臨時） ■東海道本線                         | 9號月台（臨時） ■東海道本線 10號月台 廢止                         | 廢止                  | 12、13號月台 ■東北、山形、 上越新幹線                             | 14、15號月台 ■東海道、 山陽新幹線 | 廢止             | 16、17號月台 ■東海道、 山陽新幹線 | 18、19號月台 ■東海道、 山陽新幹線 |
| 1995年 10月29日－         | 1、2號月台 ■中央本線 | 3號月台 ■京濱東北線北行 舊2號月台 停止使用  | 廢止    | 舊3號月台 停止使用 4號月台 ■山手線內回               | 5號月台 ■山手線外回 6號月台 ■京濱東北線南行                                | 7號月台 ■東海道本線 8號月台（臨時） ■東海道本線                         | 9號月台（臨時） ■東海道本線 10號月台 廢止                         | 廢止                  | 12、13號月台 ■東北、山形、 上越新幹線                             | 14、15號月台 ■東海道、 山陽新幹線 | 廢止             | 16、17號月台 ■東海道、 山陽新幹線 | 18、19號月台 ■東海道、 山陽新幹線 |
| 1995年 11月5日－          | 1、2號月台 ■中央本線 | 3號月台 ■京濱東北線北行 4號月台 ■山手線內回 | 廢止    | 舊3、4號月台 停止使用                                | 5號月台 ■山手線外回 6號月台 ■京濱東北線南行                                | 7號月台 ■東海道本線 8號月台（臨時） ■東海道本線                         | 9號月台（臨時） ■東海道本線 10號月台 廢止                         | 廢止                  | 12、13號月台 ■東北、山形、 上越新幹線                             | 14、15號月台 ■東海道、 山陽新幹線 | 廢止             | 16、17號月台 ■東海道、 山陽新幹線 | 18、19號月台 ■東海道、 山陽新幹線 |
| 1995年 12月17日－         | 1、2號月台 ■中央本線 | 3號月台 ■京濱東北線北行 4號月台 ■山手線內回 | 廢止    | 5號月台 ■山手線外回 舊4號月台 停止使用               | 舊5號月台 停止使用 6號月台 ■京濱東北線南行                                 | 7號月台 ■東海道本線 8號月台（臨時） ■東海道本線                         | 9號月台（臨時） ■東海道本線 10號月台 廢止                         | 廢止                  | 12、13號月台 ■東北、山形、 上越新幹線                             | 14、15號月台 ■東海道、 山陽新幹線 | 廢止             | 16、17號月台 ■東海道、 山陽新幹線 | 18、19號月台 ■東海道、 山陽新幹線 |
| 1995年 12月24日－         | 1、2號月台 ■中央本線 | 3號月台 ■京濱東北線北行 4號月台 ■山手線內回 | 廢止    | 5號月台 ■山手線外回 6號月台 ■京濱東北線南行          | 舊5、6號月台 停止使用                                                      | 7號月台 ■東海道本線 8號月台（臨時） ■東海道本線                         | 9號月台（臨時） ■東海道本線 10號月台 廢止                         | 廢止                  | 12、13號月台 ■東北、山形、 上越新幹線                             | 14、15號月台 ■東海道、 山陽新幹線 | 廢止             | 16、17號月台 ■東海道、 山陽新幹線 | 18、19號月台 ■東海道、 山陽新幹線 |
| 1996年 6月23日－          | 1、2號月台 ■中央本線 | 3號月台 ■京濱東北線北行 4號月台 ■山手線內回 | 廢止    | 5號月台 ■山手線外回 6號月台 ■京濱東北線南行          | 7、8號月台 ■東海道本線                                                     | 9號月台 ■東海道本線 10號月台（臨時） 停止使用                           | 廢止                                                              | 廢止                  | 12、13號月台 ■東北、山形、 上越新幹線                             | 14、15號月台 ■東海道、 山陽新幹線 | 廢止             | 16、17號月台 ■東海道、 山陽新幹線 | 18、19號月台 ■東海道、 山陽新幹線 |
| 1997年 3月1日－           | 1、2號月台 ■中央本線 | 3號月台 ■京濱東北線北行 4號月台 ■山手線內回 | 廢止    | 5號月台 ■山手線外回 6號月台 ■京濱東北線南行          | 7、8號月台 ■東海道本線                                                     | 9號月台 使用停止 10號月台 ■東海道本線                                   | 廢止                                                              | 廢止                  | 12、13號月台 ■東北、山形、 上越新幹線                             | 14、15號月台 ■東海道、 山陽新幹線 | 廢止             | 16、17號月台 ■東海道、 山陽新幹線 | 18、19號月台 ■東海道、 山陽新幹線 |
| 1997年 9月7日－           | 1、2號月台 ■中央本線 | 3號月台 ■京濱東北線北行 4號月台 ■山手線內回 | 廢止    | 5號月台 ■山手線外回 6號月台 ■京濱東北線南行          | 7、8號月台 ■東海道本線                                                     | 9、10號月台 ■東海道本線                                                 | 廢止                                                              | 廢止                  | 12、13號月台 ■東北、山形、 上越新幹線                             | 14、15號月台 ■東海道、 山陽新幹線 | 廢止             | 16、17號月台 ■東海道、 山陽新幹線 | 18、19號月台 ■東海道、 山陽新幹線 |
| 1997年 10月1日－          | 1、2號月台 ■中央本線 | 3號月台 ■京濱東北線北行 4號月台 ■山手線內回 | 廢止    | 5號月台 ■山手線外回 6號月台 ■京濱東北線南行          | 7、8號月台 ■東海道本線                                                     | 9、10號月台 ■東海道本線                                                 | 20、21號月台 ■上越、長野新幹線                                    | 廢止                  | 22、23號月台 ■東北、山形、 秋田新幹線                             | 14、15號月台 ■東海道、 山陽新幹線 | 廢止             | 16、17號月台 ■東海道、 山陽新幹線 | 18、19號月台 ■東海道、 山陽新幹線 |
| 2005年 12月10日－         | 1、2號月台 ■中央本線 | 3號月台 ■京濱東北線北行 4號月台 ■山手線內回 | 廢止    | 5號月台 ■山手線外回 6號月台 ■京濱東北線南行          | 7、8號月台 ■東海道本線                                                     | 9、10號月台 ■東海道本線                                                 | 20、21號月台 ■東北、山形、秋田、 上越、長野新幹線                 | 廢止                  | 22、23號月台 ■東北、山形、秋田、 上越、長野新幹線                 | 14、15號月台 ■東海道、 山陽新幹線 | 廢止             | 16、17號月台 ■東海道、 山陽新幹線 | 18、19號月台 ■東海道、 山陽新幹線 |
| 2015年 3月14日－          | 1、2號月台 ■中央本線 | 3號月台 ■京濱東北線北行 4號月台 ■山手線內回 | 廢止    | 5號月台 ■山手線外回 6號月台 ■京濱東北線南行          | 7、8號月台 ■上野東京線 （■宇都宮、■高崎、■常磐線） ■東海道本線（部分列車） | 9、10號月台 ■東海道本線                                                 | 20、21號月台 ■東北、山形、秋田、 上越、北陸（經長野）新幹線       | 廢止                  | 22、23號月台 ■東北、山形、秋田、 上越、北陸（經長野）新幹線       | 14、15號月台 ■東海道、 山陽新幹線 | 廢止             | 16、17號月台 ■東海道、 山陽新幹線 | 18、19號月台 ■東海道、 山陽新幹線 |
| 2016年 3月26日－          | 1、2號月台 ■中央本線 | 3號月台 ■京濱東北線北行 4號月台 ■山手線內回 | 廢止    | 5號月台 ■山手線外回 6號月台 ■京濱東北線南行          | 7、8號月台 ■上野東京線 （■宇都宮、■高崎、■常磐線） ■東海道本線（部分列車） | 9、10號月台 ■東海道本線                                                 | 20、21號月台 ■東北、山形、秋田、北海道 上越、北陸（經長野）新幹線 | 廢止                  | 22、23號月台 ■東北、山形、秋田、北海道 上越、北陸（經長野）新幹線 | 14、15號月台 ■東海道、 山陽新幹線 | 廢止             | 16、17號月台 ■東海道、 山陽新幹線 | 18、19號月台 ■東海道、 山陽新幹線 |

## 利用狀況
東京站開行的列車班次約4,000班，居於全日本首位。由於新幹線乘車券與特別急行券單價較高的緣故，主要作為新幹線、特急列車等長距離列車出發與到達據點的東京站，來自於旅客乘車的收入額同樣也是日本第一。
作為東京的表玄關，上車人次在JR東日本中位居第3位，包含大阪站（JR西日本）在內則名列第4位。
2013年度各公司總計之上下車人次約120萬人，次於新宿站、澀谷站、池袋站、梅田站、橫濱站、北千住站高居世界第7位。
- JR東日本
  - 2019年度1日平均上車人次為462,589人[使用人數 1]。
該公司全部車站中僅次於新宿站、池袋站位居第3位。1996年度至2011年度為止排名JR東日本第5位，2011年度以後隨著本站復原工程與丸之內周邊再開發，使用人數大幅上升，2012年度與2013年度分別超越橫濱站與澀谷站。但此數值不包含JR線內的轉乘人次。
  - 2017年度新幹線1日平均上車人次為78,618人[使用人數 2]。
- JR東海
  - 2017年度1日平均上車人次為101,138人[使用人數 3]。
高居該公司（402個車站）第2位（第1是名古屋站，第3位是新大阪站），並且是東海道新幹線所有單獨車站中第一位。
- 東京地下鐵
  - 2017年度1日平均上下車人次為211,558人[使用人數 4]。
該公司（179站）中次於豐洲站位居第10位。1965年度達到高峰後逐漸下降，1979年度至1992年度再次上升。之後持續減少，2001年度起再度增加，2013年度創下過去最高紀錄。

### 各年度1日平均上下車人次
各年度1日平均上下車人次如下表（只限東京地下鐵）。
| 年度               | 營團 / 東京地下鐵  | 營團 / 東京地下鐵 |
| 年度               | 1日平均 上下車人次 | 增長率            |
| ------------------ | ------------------ | ----------------- |
| 1999年（平成11年） | 146,042            |                   |
| 2000年（平成12年） | 141,057            | −3.4%             |
| 2001年（平成13年） | 136,345            | −3.3%             |
| 2002年（平成14年） | 139,034            | 2.0%              |
| 2003年（平成15年） | 139,249            | 0.2%              |
| 2004年（平成16年） | 136,876            | −1.7%             |
| 2005年（平成17年） | 138,446            | 1.1%              |
| 2006年（平成18年） | 140,486            | 1.5%              |
| 2007年（平成19年） | 150,865            | 7.4%              |
| 2008年（平成20年） | 155,922            | 3.4%              |
| 2009年（平成21年） | 155,326            | −0.4%             |
| 2010年（平成22年） | 156,008            | 0.4%              |
| 2011年（平成23年） | 156,736            | 0.5%              |
| 2012年（平成24年） | 169,152            | 7.9%              |
| 2013年（平成25年） | 181,208            | 7.1%              |
| 2014年（平成26年） | 186,459            | 2.9%              |
| 2015年（平成27年） | 196,687            | 5.5%              |
| 2016年（平成28年） | 204,287            | 3.9%              |
| 2017年（平成29年） | 211,558            | 3.6%              |
| 2018年（平成30年） | 218,275            | 3.2%              |

各年度1日平均上車人次如下表。
| 年度               | 國鐵   | 來源              |
| ------------------ | ------ | ----------------- |
| 1914年（大正03年） | 5,423  | [ 東京府統計 1 ]  |
| 1915年（大正04年） | 5,707  | [ 東京府統計 2 ]  |
| 1916年（大正05年） | 6,561  | [ 東京府統計 3 ]  |
| 1919年（大正08年） | 13,367 | [ 東京府統計 4 ]  |
| 1920年（大正09年） | 17,620 | [ 東京府統計 5 ]  |
| 1922年（大正11年） | 25,976 | [ 東京府統計 6 ]  |
| 1923年（大正12年） | 35,440 | [ 東京府統計 7 ]  |
| 1924年（大正13年） | 43,709 | [ 東京府統計 8 ]  |
| 1925年（大正14年） | 45,399 | [ 東京府統計 9 ]  |
| 1926年（昭和元年） | 50,432 | [ 東京府統計 10 ] |
| 1927年（昭和02年） | 55,707 | [ 東京府統計 11 ] |
| 1928年（昭和03年） | 64,321 | [ 東京府統計 12 ] |
| 1929年（昭和04年） | 68,292 | [ 東京府統計 13 ] |
| 1930年（昭和05年） | 69,034 | [ 東京府統計 14 ] |
| 1931年（昭和06年） | 65,572 | [ 東京府統計 15 ] |
| 1932年（昭和07年） | 63,282 | [ 東京府統計 16 ] |
| 1933年（昭和08年） | 64,315 | [ 東京府統計 17 ] |
| 1934年（昭和09年） | 66,082 | [ 東京府統計 18 ] |
| 1935年（昭和10年） | 68,950 | [ 東京府統計 19 ] |

| 年度               | 國鐵 / JR東日本 | 國鐵 / JR東海 | 營團   | 來源              |
| ------------------ | --------------- | ------------- | ------ | ----------------- |
| 1953年（昭和28年） | 207,922         | 未開業        | 未開業 | [ 東京都統計 1 ]  |
| 1954年（昭和29年） | 224,318         | 未開業        | 未開業 | [ 東京都統計 2 ]  |
| 1955年（昭和30年） | 258,159         | 未開業        | 未開業 | [ 東京都統計 3 ]  |
| 1956年（昭和31年） | 275,133         | 未開業        | 22,393 | [ 東京都統計 4 ]  |
| 1957年（昭和32年） | 289,150         | 未開業        | 26,979 | [ 東京都統計 5 ]  |
| 1958年（昭和33年） | 296,571         | 未開業        | 29,656 | [ 東京都統計 6 ]  |
| 1959年（昭和34年） | 307,724         | 未開業        | 39,799 | [ 東京都統計 7 ]  |
| 1960年（昭和35年） | 333,563         | 未開業        | 42,160 | [ 東京都統計 8 ]  |
| 1961年（昭和36年） | 356,030         | 未開業        | 54,301 | [ 東京都統計 9 ]  |
| 1962年（昭和37年） | 377,652         | 未開業        | 64,689 | [ 東京都統計 10 ] |
| 1963年（昭和38年） | 387,634         | 未開業        | 69,753 | [ 東京都統計 11 ] |
| 1964年（昭和39年） | 393,219         |               | 73,563 | [ 東京都統計 12 ] |
| 1965年（昭和40年） | 396,330         |               | 74,104 | [ 東京都統計 13 ] |
| 1966年（昭和41年） | 402,597         |               | 72,997 | [ 東京都統計 14 ] |
| 1967年（昭和42年） | 410,881         |               | 72,813 | [ 東京都統計 15 ] |
| 1968年（昭和43年） | 401,261         |               | 70,570 | [ 東京都統計 16 ] |
| 1969年（昭和44年） | 337,051         |               | 69,635 | [ 東京都統計 17 ] |
| 1970年（昭和45年） | 342,619         |               | 69,132 | [ 東京都統計 18 ] |
| 1971年（昭和46年） | 352,109         |               | 67,932 | [ 東京都統計 19 ] |
| 1972年（昭和47年） | 369,134         |               | 65,770 | [ 東京都統計 20 ] |
| 1973年（昭和48年） | 388,567         |               | 67,523 | [ 東京都統計 21 ] |
| 1974年（昭和49年） | 395,863         |               | 66,430 | [ 東京都統計 22 ] |
| 1975年（昭和50年） | 379,623         |               | 63,699 | [ 東京都統計 23 ] |
| 1976年（昭和51年） | 379,540         |               | 61,792 | [ 東京都統計 24 ] |
| 1977年（昭和52年） | 365,830         |               | 62,923 | [ 東京都統計 25 ] |
| 1978年（昭和53年） | 358,871         |               | 60,088 | [ 東京都統計 26 ] |
| 1979年（昭和54年） | 350,866         |               | 59,956 | [ 東京都統計 27 ] |
| 1980年（昭和55年） | 341,655         |               | 60,586 | [ 東京都統計 28 ] |
| 1981年（昭和56年） | 332,575         |               | 61,863 | [ 東京都統計 29 ] |
| 1982年（昭和57年） | 328,789         |               | 62,104 | [ 東京都統計 30 ] |
| 1983年（昭和58年） | 329,910         |               | 63,224 | [ 東京都統計 31 ] |
| 1984年（昭和59年） | 338,282         |               | 65,027 | [ 東京都統計 32 ] |
| 1985年（昭和60年） | 329,677         |               | 64,244 | [ 東京都統計 33 ] |
| 1986年（昭和61年） | 337,219         |               | 65,408 | [ 東京都統計 34 ] |
| 1987年（昭和62年） | 328,423         |               | 66,872 | [ 東京都統計 35 ] |
| 1988年（昭和63年） | 352,416         |               | 68,742 | [ 東京都統計 36 ] |
| 1989年（平成元年） | 367,611         |               | 68,912 | [ 東京都統計 37 ] |
| 1990年（平成02年） | 394,055         |               | 73,288 | [ 東京都統計 38 ] |
| 1991年（平成03年） | 418,858         |               | 76,041 | [ 東京都統計 39 ] |
| 1992年（平成04年） | 423,052         |               | 76,356 | [ 東京都統計 40 ] |
| 1993年（平成05年） | 420,852         |               | 76,332 | [ 東京都統計 41 ] |
| 1994年（平成06年） | 406,841         |               | 75,227 | [ 東京都統計 42 ] |
| 1995年（平成07年） | 399,609         |               | 74,336 | [ 東京都統計 43 ] |
| 1996年（平成08年） | 394,115         |               | 73,630 | [ 東京都統計 44 ] |
| 1997年（平成09年） | 386,534         |               | 72,107 | [ 東京都統計 45 ] |
| 1998年（平成10年） | 382,129         |               | 71,989 | [ 東京都統計 46 ] |
| 1999年（平成11年） | 376,960         |               | 69,055 | [ 東京都統計 47 ] |
| 2000年（平成12年） | 372,611         |               | 67,351 | [ 東京都統計 48 ] |

| 年度               | JR東日本 | JR東日本 | JR東日本 | JR東日本 | JR東海  | 營團 / 東京地下鐵 | 來源              |
| 年度               | 在來線   | 在來線   | 在來線   | 新幹線   | JR東海  | 營團 / 東京地下鐵 | 來源              |
| 年度               | 定期外   | 定期     | 合計     | 新幹線   | JR東海  | 營團 / 東京地下鐵 | 來源              |
| ------------------ | -------- | -------- | -------- | -------- | ------- | ----------------- | ----------------- |
| 2001年（平成13年） |          |          | 368,967  |          |         | 66,940            | [ 東京都統計 49 ] |
| 2002年（平成14年） |          |          | 374,922  |          |         | 67,526            | [ 東京都統計 50 ] |
| 2003年（平成15年） |          |          | 369,025  |          | 98,227  | 67,557            | [ 東京都統計 51 ] |
| 2004年（平成16年） |          |          | 371,113  |          | 107,479 | 67,397            | [ 東京都統計 52 ] |
| 2005年（平成17年） |          |          | 379,350  |          | 92,220  | 68,019            | [ 東京都統計 53 ] |
| 2006年（平成18年） |          |          | 382,242  |          | 92,205  | 68,677            | [ 東京都統計 54 ] |
| 2007年（平成19年） |          |          | 396,152  |          |         | 74,279            | [ 東京都統計 55 ] |
| 2008年（平成20年） |          |          | 394,135  |          |         | 75,627            | [ 東京都統計 56 ] |
| 2009年（平成21年） |          |          | 384,024  |          |         | 75,307            | [ 東京都統計 57 ] |
| 2010年（平成22年） |          |          | 381,704  |          | 83,000  | 75,992            | [ 東京都統計 58 ] |
| 2011年（平成23年） |          |          | 380,997  |          | 84,000  | 76,175            | [ 東京都統計 59 ] |
| 2012年（平成24年） | 189,621  | 212,655  | 402,277  | 70,675   | 89,000  | 82,233            | [ 東京都統計 60 ] |
| 2013年（平成25年） | 196,897  | 219,011  | 415,908  | 73,652   | 93,354  | 87,871            | [ 東京都統計 61 ] |
| 2014年（平成26年） | 198,079  | 219,742  | 417,822  | 72,774   | 93,000  | 90,608            | [ 東京都統計 62 ] |
| 2015年（平成27年） | 207,248  | 227,385  | 434,633  | 77,677   | 97,000  | 95,970            | [ 東京都統計 63 ] |
| 2016年（平成28年） | 209,286  | 230,268  | 439,554  | 77,699   | 98,000  | 99,707            | [ 東京都統計 64 ] |
| 2017年（平成29年） | 216,373  | 236,176  | 452,549  | 78,618   | 101,138 | 103,156           | [ 東京都統計 65 ] |
| 2018年（平成30年） | 224,973  | 242,191  | 467,165  | 79,991   | 104,451 | 106,463           | [ 東京都統計 66 ] |
| 2019年（令和元年） | 214,154  | 248,434  | 462,589  | 75,004   |         |                   |                   |

### 備註
1. ↑  1914年12月20日開業。開業日起至1915年3月31日為止合計102日間集計數據。
2. 1 2  東京都統計年鑑未記載JR東海（東海道新幹線）上車人次資料。
3. ↑  1956年7月20日開業。開業日起至1957年3月31日為止共255日間的統計資料。

## 車站周邊

### 丸之內口

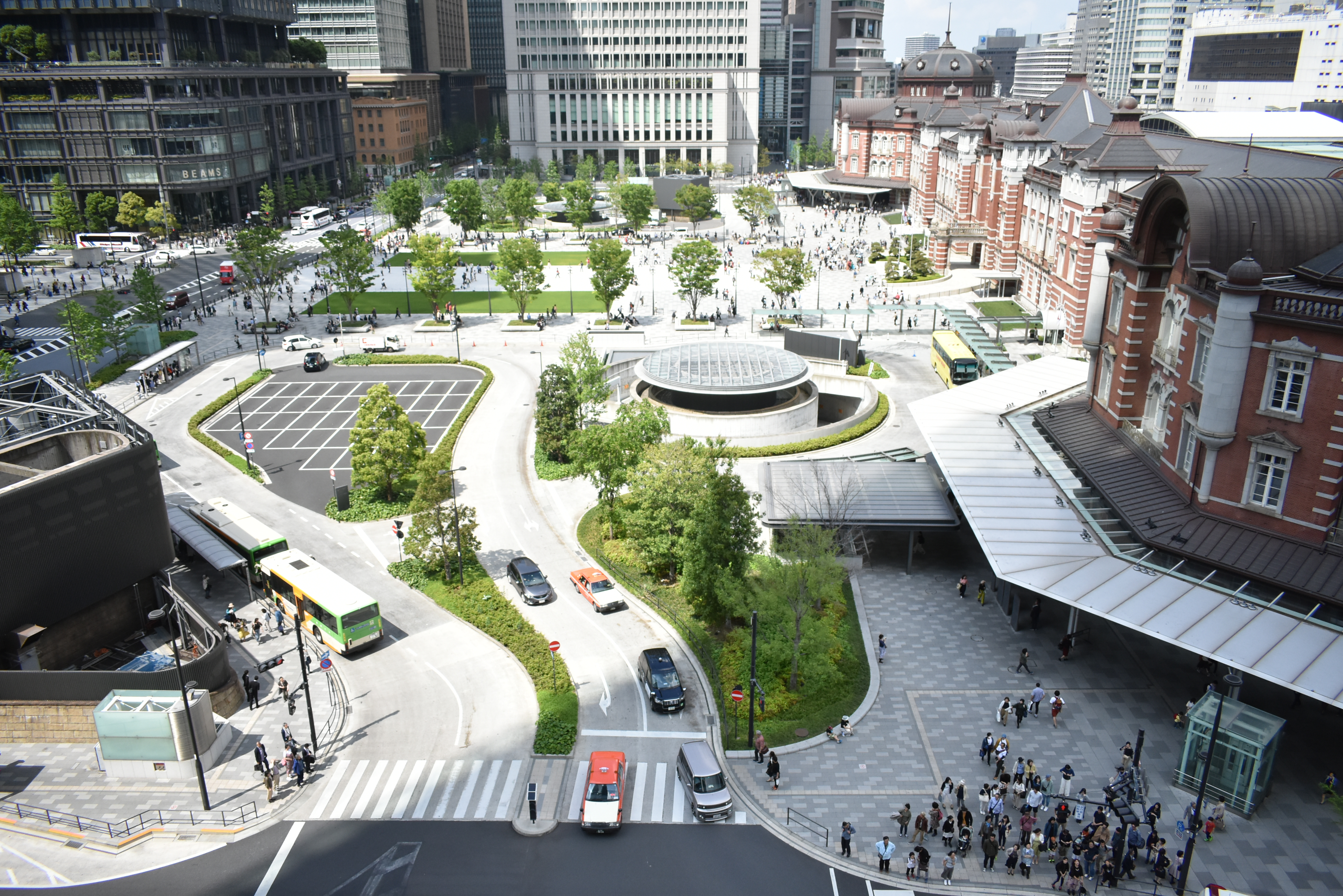
東京站丸之內口前（2019年5月）

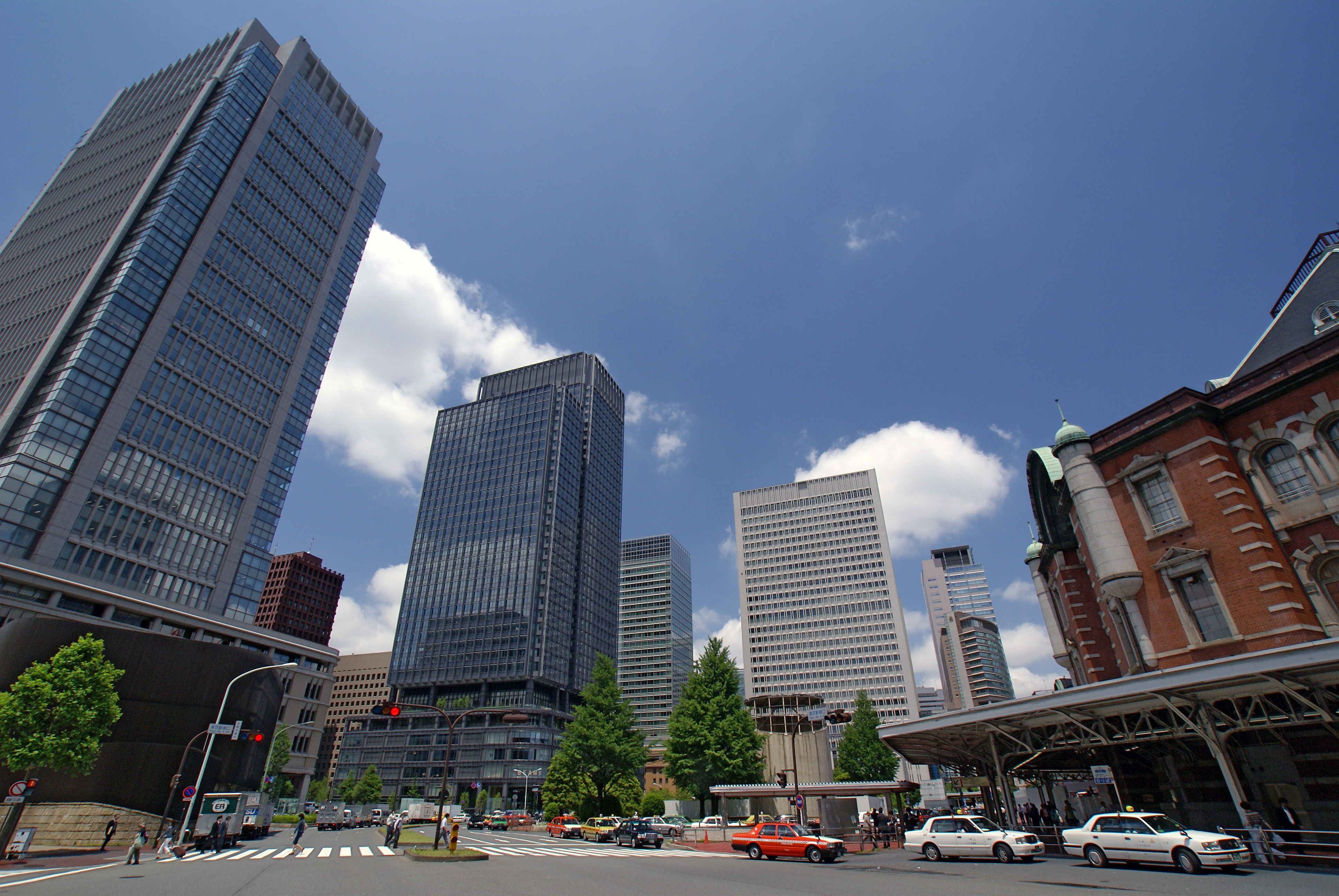
東京站丸之內口與摩天大樓群
（2007年6月）

丸之內側站房周圍緊臨歷史性與代表性兼具的丸之內商業區，近年來持續進行局部再開發。沿著丸之內中央口正前方的行幸通西行，即可到達皇居外苑。丸之內側站房的西北邊，則為眾多大型企業總部、金融機構匯集的大手町。丸之內北口與南口前方，皆有東京都交通局都營巴士轉運站；另外也有前往成田機場的「Airport Limousine」（利木津巴士）路線，繞行於皇居、銀座和丸之內的「SKY BUS 東京」（スカイバス東京），丸之內區域免費循環巴士「丸之內Shuttle」（丸の内シャトル），以及乘車處設於南口南側的定期觀光巴士「HATO BUS」（はとバス）。
丸之內側站房除了作為車站設施用途的一樓之外，二樓還設有同樣歷史悠久的東京車站飯店（東京ステーションホテル），著名作家如江戶川亂步、川端康成與松本清張都曾投宿於此。同樓層接近丸之內中央口處另外也設有東京車站畫廊（東京ステーションギャラリー），由東日本鐵道文化財團負責經營。旅館與畫廊在丸之內側站房復舊工程期間暫停營業或開放，至2012年復舊工程完成後重新恢復運作。
日本天皇前往東京車站搭乘火車時，都會從皇居出發坐車到丸之內口進入車站。另外，各國駐日大使抵達日本履新後，會由外務省安排從東京車站丸之內口搭乘宮內廳準備的皇家馬車或轎車進入皇居，向天皇呈遞到任國書。
- 東京車站飯店（東京ステーションホテル，Tokyo Station Hotel）（丸之內口站房內）
- 東京皇宮飯店（パレスホテル，Palace Hotel）
- 皇居
- 丸之內大廈（丸大樓）
- 新丸之內大廈（新丸大樓）
- 丸之內Oazo（日语：丸の内オアゾ）
  - 丸善（日语：丸善）書店丸之內總店
  - 丸之內酒店（日语：丸ノ内ホテル）（Marunouchi Hotel）
- JP塔
  - 東京中央郵局
  - KITTE（日语：KITTE）
- 東京國際論壇
- 明治生命館
- 大手町辦公大樓街

### 八重洲口

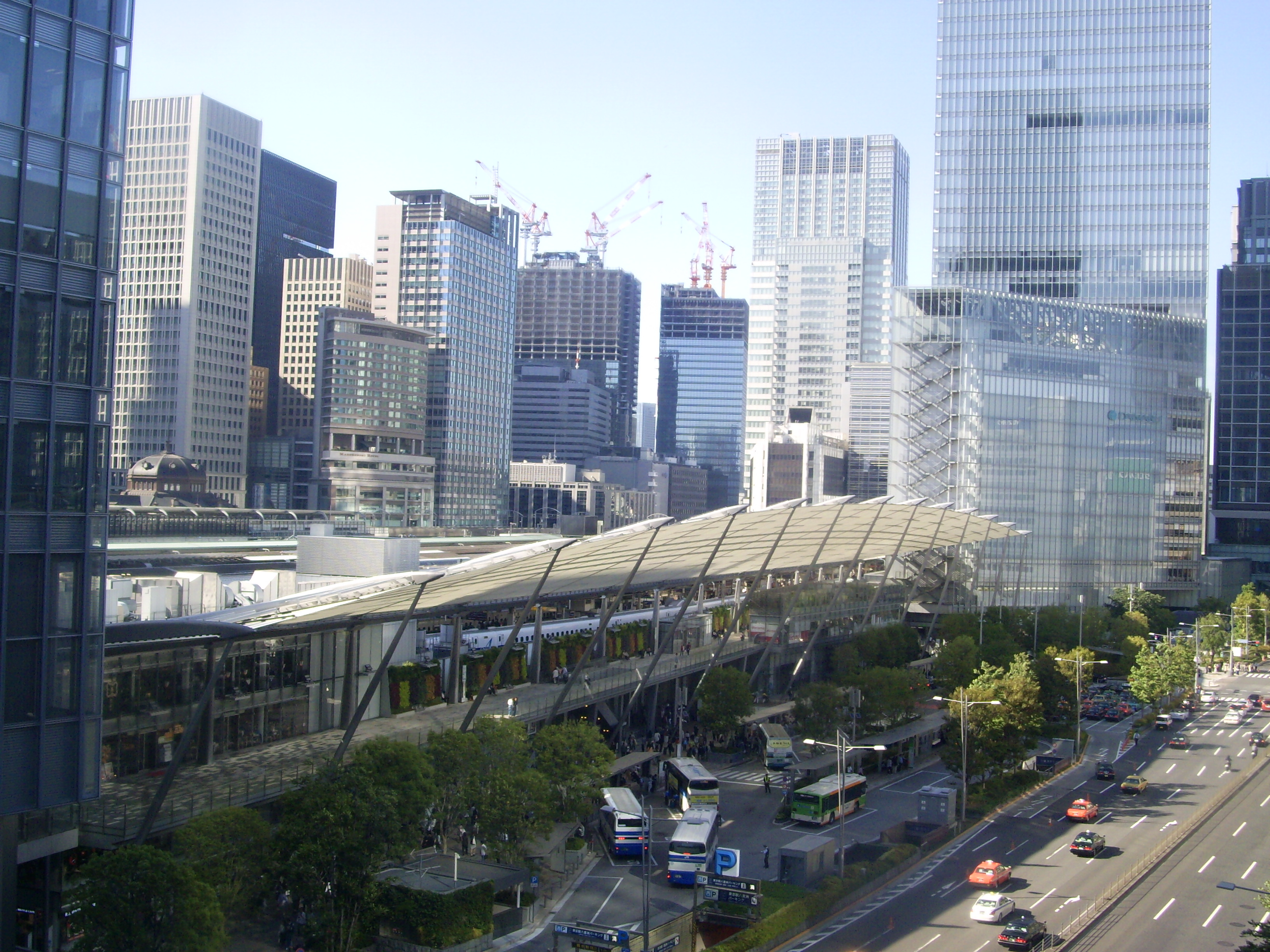
從八重洲書城遠眺東京站八重洲口

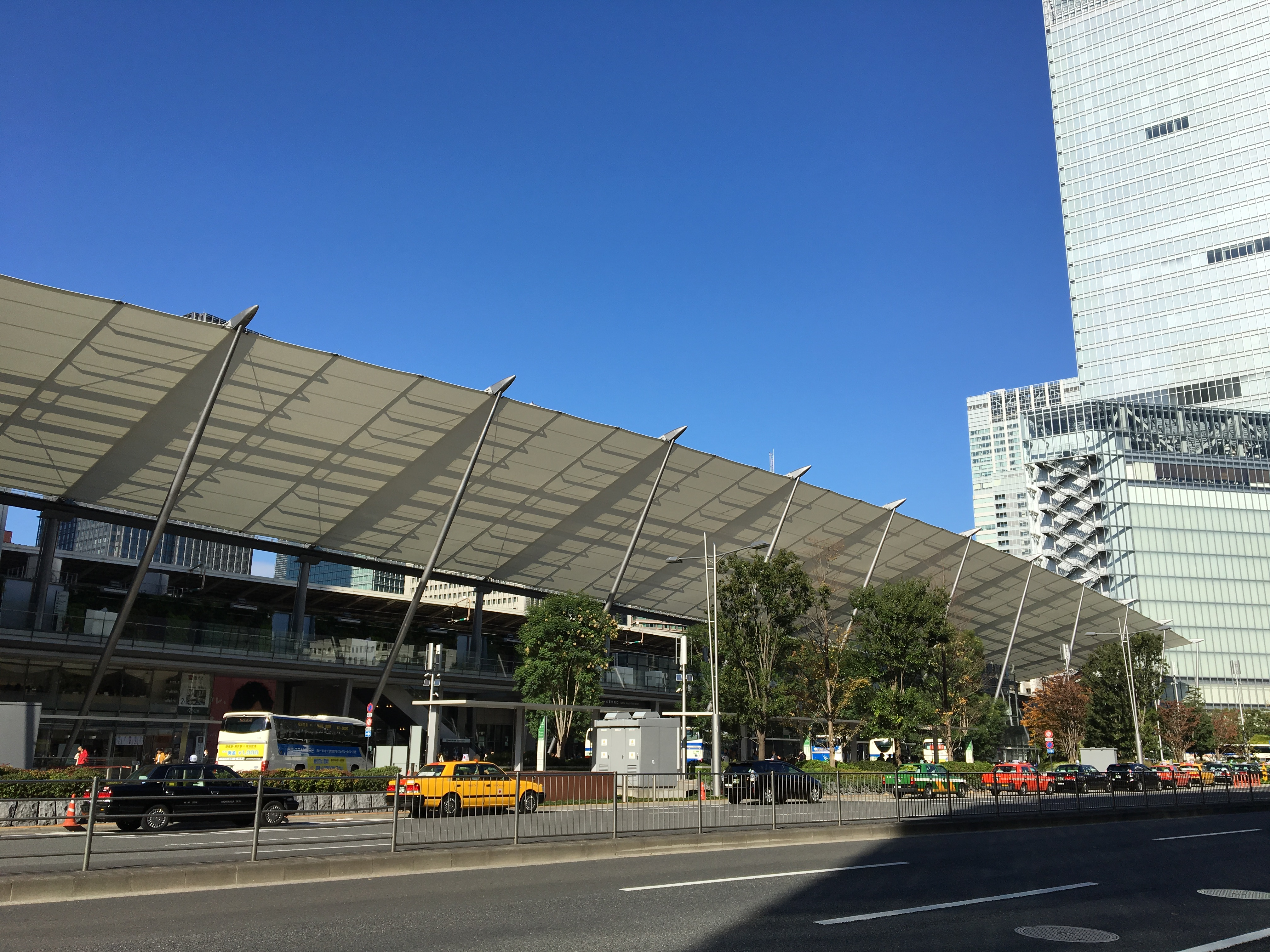
東京站八重洲口（GranRoof）

八重洲口周邊是東京站高速巴士路線的發車集中地。八重洲南口前設有「東京站JR高速巴士總站」（東京駅JR高速バスターミナル），為東京站起讫的長距離JR巴士路線之總站；其他的巴士業者，則分散在八重洲中央口交叉口、八重洲北口（鐵鋼大樓）、鍛冶橋停車場等3大地點。此外，也有前往成田機場、羽田機場和東京城市航空總站（T-CAT）的「利木津巴士」路線。八重洲北口北側則有繞行至日本橋區域的免費循環巴士「Metro link 日本橋」（メトロリンク日本橋）。
八重洲口原建有車站大樓，稱為「鐵道會館」，一樓與地下一樓除了作為車站設施用途的空間以外，部份剩餘空間連同二樓以上所有樓層，皆以租賃方式出租給大丸百貨供其進駐；其他剩餘空間則設置商店街（地下一樓的「東京站一番街」）和多個美食街。隨著八重洲口再開發計畫的展開，鐵道會館在2007年10月31日停止使用，並拆除改建為綜合設施「GranTokyo」（又譯為「大東京大廈」），分為43層的北塔與42層的南塔，兩棟大樓之間另以樓高4層的平台式建築「GranRoof」相接。
- GranTokyo南塔（グラントウキョウサウスタワー）
- GranTokyo北塔（グラントウキョウノースタワー）
  - 大丸東京店 - 原位於鐵道會館內，2012年10月5日在GranTokyo北塔重新開幕。
- 東京站一番街（日语：東京駅一番街）
  - 東京吉祥物一條街（日语：東京キャラクターストリート）
  - 東京拉麵一條街（日语：東京ラーメンストリート）
- 八重洲地下街
- 北町奉行所遺址
- GranAge（グランアージュ）
- 山田電機Concept LABI TOKYO
- 八重洲書城（日语：八重洲ブックセンター）（；總店）

### 日本橋口

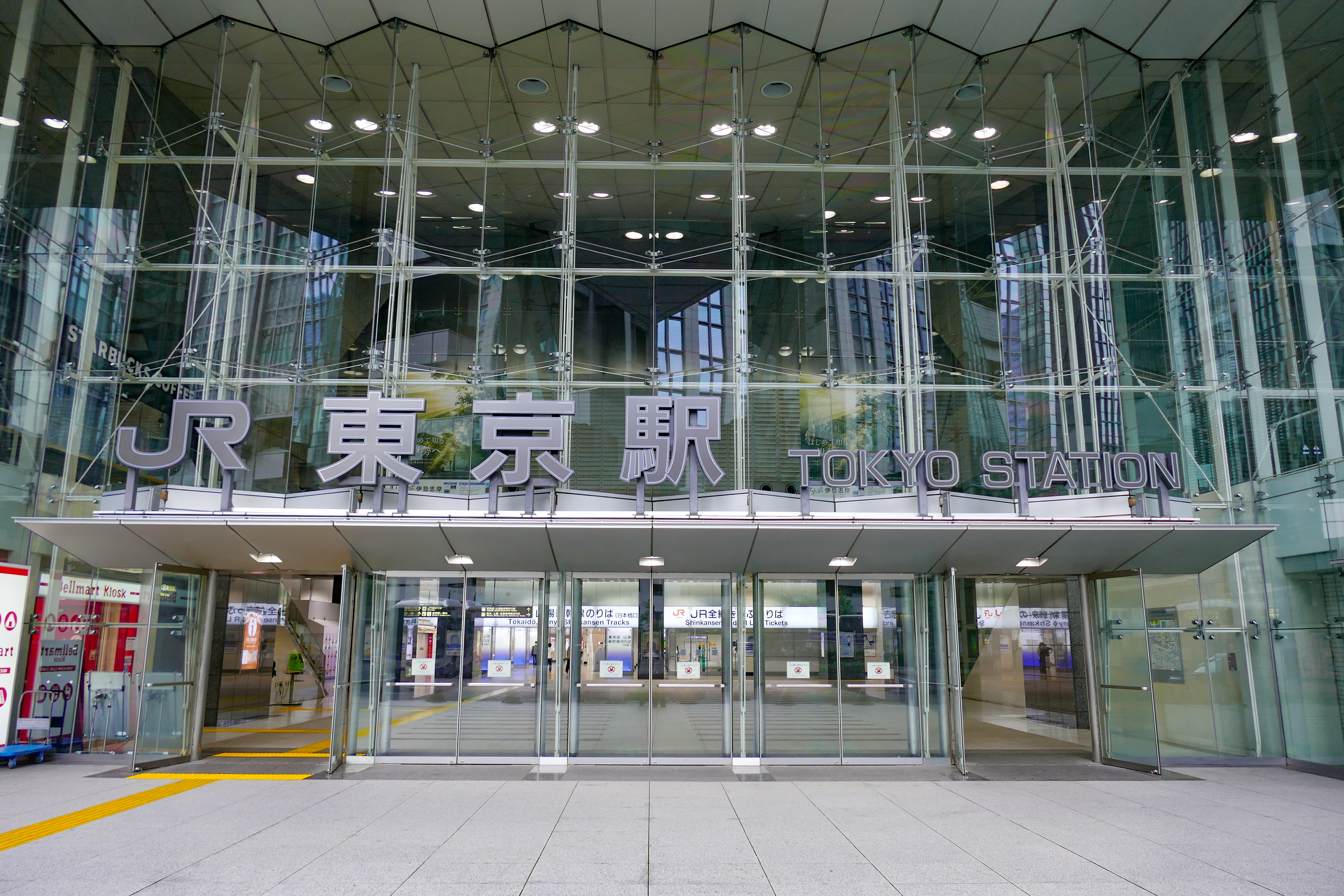
東京站日本橋口

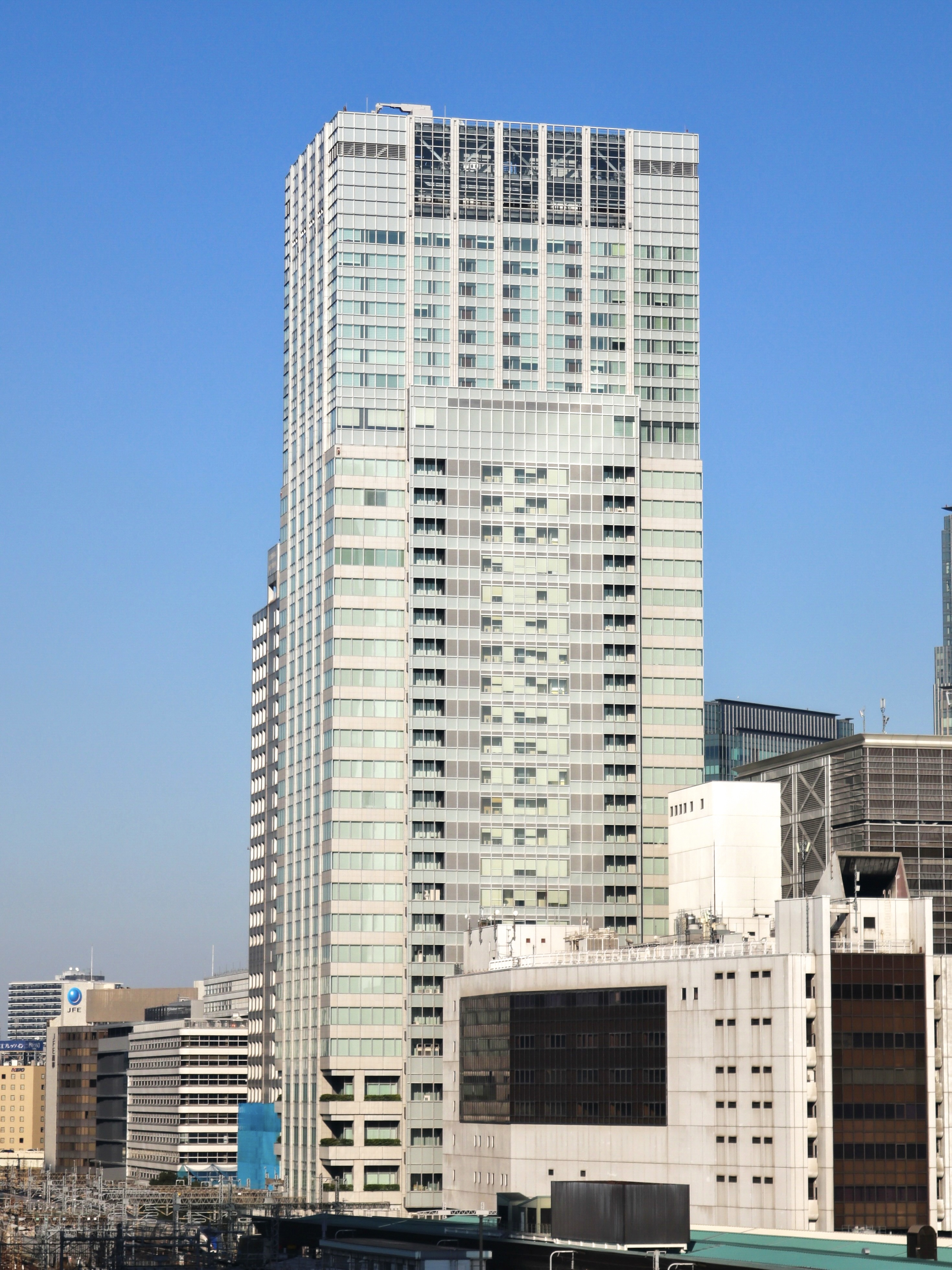
薩皮亞塔

日本橋口最主要的功能，在於便利乘客透過專用驗票閘門，進出新幹線月台。沿著日本橋口外的永代通向西行進，即可到達大手町；向東行進則可到達日本橋。日本橋口北側與永代通之間，則設有JR高速巴士的到站停車場，專供高速巴士乘客下車。
- 信託大廈（トラストタワー）
  - 東京香格里拉大酒店（シャングリ・ラ ホテル東京，Shangri-La Hotel Tokyo）
- 薩皮亞塔（日语：サピアタワー）
  - 丸之內大都會大飯店（日语：ホテルメトロポリタン丸の内）（Hotel Metropolitan Marunouchi）
- 日本橋
- COREDO日本橋（日语：日本橋一丁目三井ビルディング）
- 日本橋三越
- 日本橋三井塔樓大廈
  - 東京文華東方酒店（マンダリン オリエンタル東京，Mandarin Oriental Tokyo）
- 日本銀行
- 京王布莱索酒店（日语：京王プレッソイン）大手町（京王プレッソイン大手町，Keio Presso Inn Otemachi）
- 大手町辦公大樓街

### 週邊的地下鐵車站
除了東京站本身的地下鐵車站部分外，以JR的主體站區為中心，半徑約一公里內可步行到達的其他地下鐵車站包括：
- 大手町站（東京地下鐵丸之內線、東西線、千代田線、半藏門線，都營三田線）
- 三越前站（東京地下鐵半藏門線，銀座線車站距離較遠）
- 日本橋站（東京地下鐵銀座線、東西線，都營淺草線）
- 二重橋前站（東京地下鐵千代田線）
- 有樂町站（東京地下鐵有樂町線）
- 日比谷站（東京地下鐵日比谷線、千代田線，都營三田線）
- 銀座站（東京地下鐵銀座線、丸之內線、日比谷線）
- 京橋站（東京地下鐵銀座線）
- 寶町站（都營淺草線）

### 其他
東京站內高架軌道與月台區之下的一樓付費區內，除了一般的車站設施外，還有多間小型站內店舖（以餐飲店與「Kiosk」小型販賣店居多）。配合丸之內站房的整修復原工程，JR東日本在2010年時也針對日文中俗稱「驛中」（エキナカ）的車站檢票口內付費區範圍，進行了重新整修。原本設在車站一樓的Dila東京媒體廣場也改裝成面積達1,700平方公尺、包含31家店鋪的綜合商場「東京車站城南廣場」（Tokyo Station City SouthCourt），並委由子公司JR東日本車站零售（JR東日本ステーションリテイリング）經營管理。
此外，值得一提的是：東京站內有兩處略具特色的等人、相約場所——「銀之鈴」（銀の鈴）和「動輪廣場」（動輪広場）。前者位於中央地下通路接近八重洲地下中央口驗票閘門處，以一個銀色大鈴鐺為中心；原本鈴鐺吊掛於八重洲中央口大廳，1994年之後搬移至現在的位置陳列。後者位於丸之內地下北口驗票閘門北側，北地下自由通路西端出入口旁，有一道以三個C62-15型蒸汽機車（過去普遍運行於東海道線）的大車輪作為裝飾的牆。

## 未來計畫
筑波快線延伸、都市部臨海地下鐵構想
筑波快線計畫以大深度地下興建方式從秋葉原站延伸至東京站。該線預定在丸之內仲通下方設站。1985年運輸省運輸政策審議會運輸政策審議會答申第7號曾提出以本站為起點，但因盈利問題改從秋葉原站始發。
2016年國土交通省交通政策審議會「東京圈今後都市鐵道計畫」提出與中央區推動的「都心部·臨海地域地下鐵構想」一同整備與相互直通運轉。
都心直結線（新東京站）
京成押上線押上站經由本站連通京急本線泉岳寺站的都心直結線，往成田機場可縮短至30分鐘左右，往羽田機場可縮短至20分鐘左右。此構想線也將行駛京急與京成的通勤電車。設站地點將與筑波快線一樣位於丸之內仲通下方，也有與筑波快線一同整備的計畫。
京葉線延伸中央線方向
2000年運輸政策審議會答申第18號，提出西側止於東京站的京葉線，以大深度地下興建方式經新宿站延伸至三鷹站與中央線直通運轉。
東京單軌電車延伸
止於濱松町站的東京單軌電車計畫延伸至東京站。完成後，前往羽田機場第3航站樓站僅需18分、羽田機場第1航站樓站僅需23分。但由於母公司JR東日本發表與此競爭的羽田機場Access線計畫，因此未被列入「東京圈今後都市鐵道計畫」。

## 雜錄

### 首相遇刺事件
1921年11月4日，日本第19任首相原敬在东京站被曾任职铁路职员的右翼青年中岡艮一用匕首刺杀，当场死亡，终年65岁。
1930年11月14日，日本第27任首相滨口雄幸在东京站被日本右翼团体成员佐郷屋留雄开枪打伤，至1931年8月26日不治，终年61岁。

### 姐妹車站
- 台鐵縱貫線新竹車站：同為百年車站，2015年2月12日締結
- 同步發行紀念卡500張( 第一版 )[162]。

## 相鄰車站

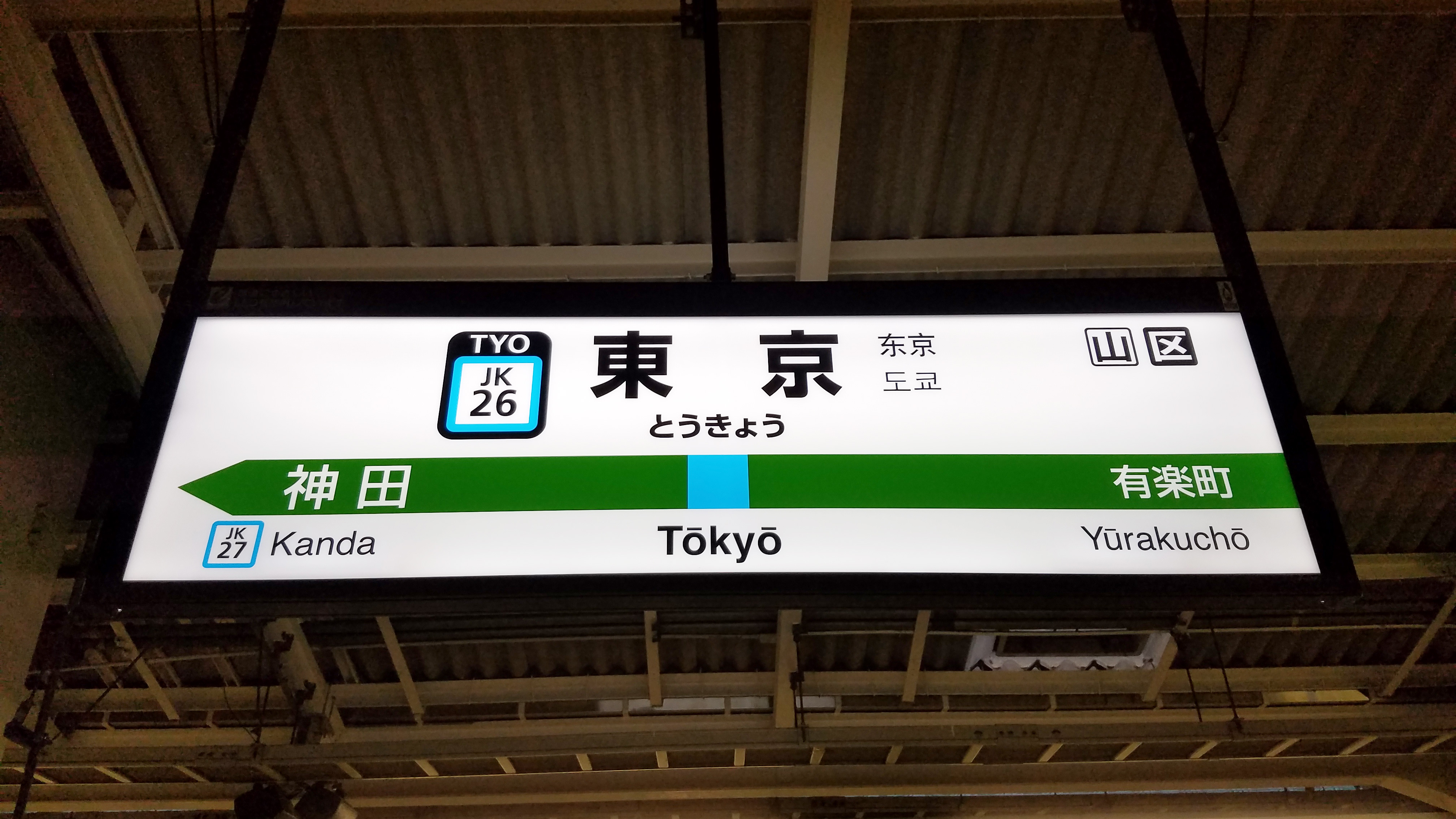
JR東日本的站名標示板

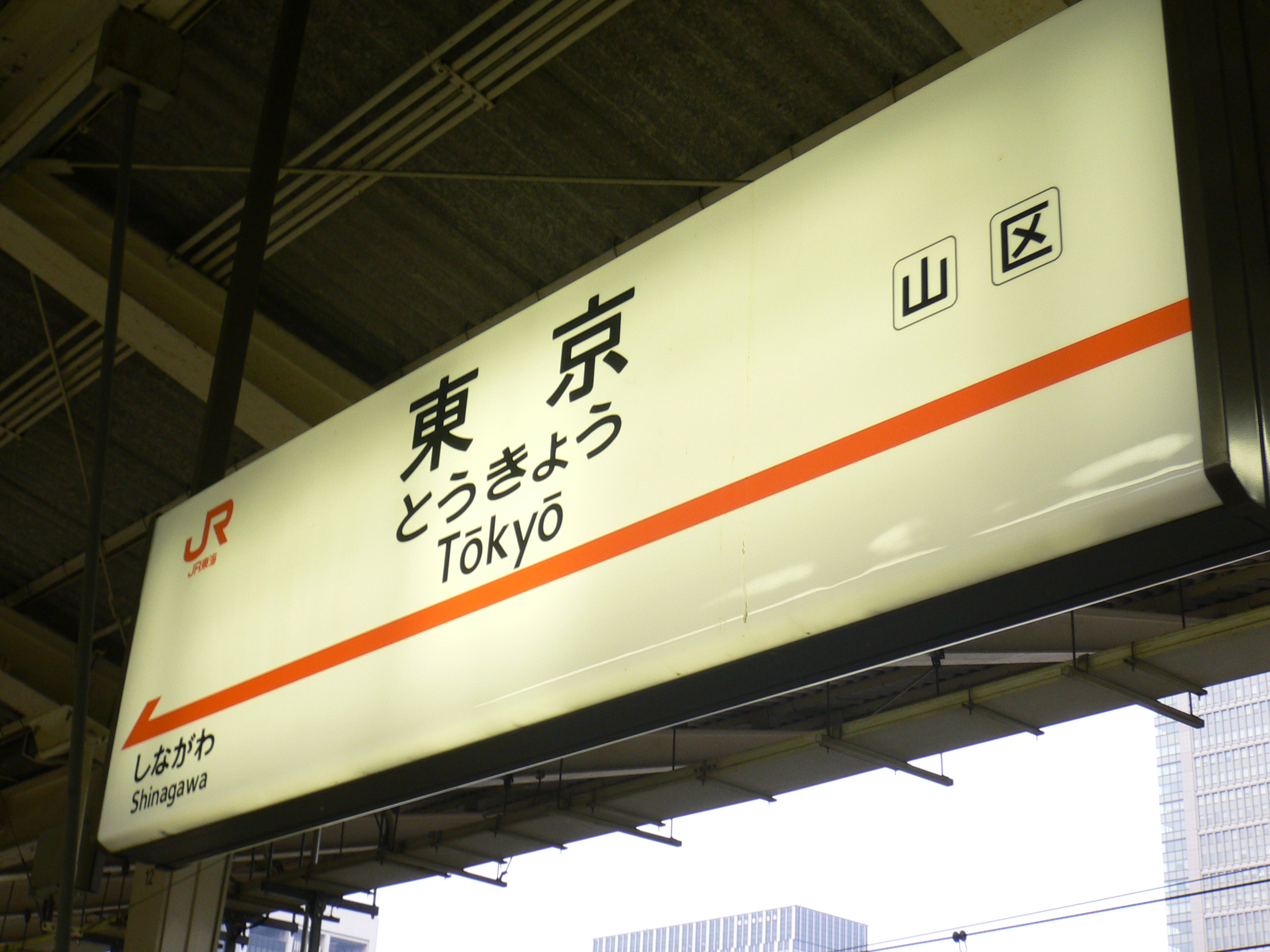
JR東海的站名標示板

東日本旅客鐵道
 東北、山形、秋田、北海道、上越、北陸新幹線
東京－上野
 東海道線、 上野東京線（宇都宮線、高崎線、常磐線）
- 特急「舞孃」「Saphir舞孃」、寢室台特急「日出瀨戶」「日出出雲」起訖站、特急「常陸」「常盤」停車站

■快速「ACTY」（僅往小田原） 
東京（JT 01）→新橋（JT 02）
■快速「Rabbit」「Urban」（東海道線內為普通）、■普通
上野（JU 02）－東京（JU 01 / JT 01）－新橋（JT 02）
■（常磐線）特別快速、■■（常磐線）快速
上野（JU 02 / JJ 01）－東京（JU 01 / JT 01）－新橋（JT 02）
 京濱東北線
■快速
濱松町（JK 23）－東京（JK 26）－神田（JK 27）
■各站停車
有樂町（JK 25）－東京（JK 26）－神田（JK 27）
 山手線
有樂町（JY 30）－東京（JY 01）－神田（JY 02）
 中央線
- 特急「梓」「甲斐路」部分起訖站、特急「八王子」「青梅」起訖站

■■特別快速「假日快速奧多摩、秋川」、■通勤特快（以上僅有到站列車）、■中央特快、■青梅特快、■通勤快速（僅平日下行）、■快速
東京（JC 01）－神田（JC 02）
 總武線（快速）、橫須賀線
- 特急「成田特快」停車站、「潮騷」起訖站

■通勤快速、■快速（横須賀線內為普通）
新橋（JO 18）－東京（JO 19）－新日本橋（JO 20）
 京葉線
- 特急「若潮」「漣」起訖站

■通勤快速、■快速、■各站停車（各站停車包含直通武藏野線列車）
東京（JE 01）－八丁堀（JE 02）
 東海旅客鐵道
 東海道新幹線
東京－品川
東京地下鐵
 丸之內線
銀座（M 16）－東京（M 17）－大手町（M 18）

## 友好车站
- 中国大陆：时任北京站站长的施萃贤于1980年曾作为团长带领北京站职工一行6人前往日本访问，使得北京站与东京站结为友好车站[178]。此后，JR东京站也会不时派部分代表职工到北京火车站访问。

### 來源
1. 1 2  . www.tokyometro.jp.   [2025-01-12]. （原始内容存档于2005-04-03）.
2. ↑  除福井、三重、奈良、和歌山、德島、愛媛、高知、佐賀、長崎、熊本、大分、宮崎、鹿兒島、沖繩外。其中德島、高知、沖繩以外各縣在過去曾有直通列車。
3. ↑  . 看中國. 2023-01-27  [2023-11-15]. （原始内容存档于2023-11-15） （中文（繁體））.
4. ↑  . 吉帝旅遊Ggogo.   [2023-11-15]. （原始内容存档于2023-11-15）.
5. ↑  . NHK. 2019-04-09  [2019-04-09]. （原始内容存档于2019-05-02） （日语）.
6. ↑  . 蘋果日報. 2019-04-09  [2019-04-09]. （原始内容存档于2020-06-15）.
7. ↑  國立印刷局. .   [2010-07-23]. （原始内容存档于2020-12-02） （日语）.
8. ↑  JR東日本 2社にまたがる連絡定期券の発売範囲 乗り換え駅PDF（JR東日本 2011年3月12日現在）
9. ↑  『停車場変遷大事典 国鉄・JR編』JTB 1998年
10. ↑  『図説 駅の歴史』p.86
11. 1 2  『図説 駅の歴史』p.91
12. ↑  『高架鉄道と東京駅[下]』p.55
13. ↑  『高架鉄道と東京駅[上]』pp.93 - 94
14. ↑  『高架鉄道と東京駅[下]』p.10
15. ↑  『高架鉄道と東京駅[上]』p.111
16. ↑  『高架鉄道と東京駅[上]』pp.135 - 136
17. ↑  『高架鉄道と東京駅[下]』pp.10 - 13
18. ↑  『高架鉄道と東京駅[下]』p.15
19. ↑  『東京駅誕生』p.116
20. ↑  『図説 駅の歴史』pp.92 - 93
21. ↑  『高架鉄道と東京駅[下]』p.120
22. 1 2 3 4 5 6 7 8 9 10 11  「東京停車場建築工事報告（続き）」p.628
23. ↑  『図説 駅の歴史』p.83
24. ↑  『鉄道と街・東京駅』p.99
25. ↑  『高架鉄道と東京駅[下]』p.190
26. ↑  『高架鉄道と東京駅[下]』pp.190 - 191
27. 1 2  『停車場変遷大事典 国鉄・JR編 II』p.10
28. ↑  『停車場変遷大事典 国鉄・JR編 I』p.86
29. 1 2 3  「京浜東北線への歴史過程」p.11
30. ↑  『東京ステーションホテル物語』pp.145 - 146
31. ↑  『日本国有鉄道百年写真史』p.251
32. 1 2 3  『東京駅々史』pp.117 - 118
33. ↑  『東京駅誕生』pp.129 - 132
34. ↑  「飯田町駅ものがたり」pp.27 - 29
35. 1 2  『東京駅々史』p.45
36. ↑  『東京駅々史』p.161
37. ↑  『東京駅々史』pp.51 - 53
38. ↑  『鉄道と街・東京駅』pp.106 - 107
39. ↑  「のノ字運転廃止廿六日から東京折り返し」東京朝日新聞1925年4月21日夕刊
40. ↑  「東京駅70年のあゆみ」p.35
41. ↑  『東京駅々史』p.60
42. ↑  『東海道線130年の歩み』pp.109 - 111
43. 1 2 3 4 5  『東京駅々史』pp.61 - 62
44. ↑  「東京駅をめぐる線路配線の今昔」p.62
45. 1 2  『東京駅々史』p.63
46. ↑  『東海道線130年の歩み』pp.118 - 119
47. ↑  『東京駅々史』p.164
48. ↑  『東海道線130年の歩み』p.119
49. ↑  『東京駅々史』pp.62 - 64
50. ↑  『東京ステーションホテル物語』p.181
51. ↑  『東京ステーションホテル物語』p.182
52. ↑  『東京駅々史』pp.66 - 68
53. ↑  『東海道線130年の歩み』p.126
54. 1 2  『東京駅々史』p.166
55. 1 2  「東京駅改良工事の変遷について」p.27
56. ↑  『東京駅々史』p.167
57. 1 2  「絶えず変化している駅 東京駅」p.14
58. 1 2  『東京駅々史』p.74
59. ↑  『東京駅々史』p.168
60. 1 2  『東海道線130年の歩み』p.144
61. ↑  『東京駅々史』p.77
62. ↑  『東京駅々史』pp.80 - 82
63. ↑  『東京駅々史』pp.82 - 84
64. ↑  『東京駅々史』p.85
65. 1 2  『東京駅々史』p.89
66. ↑  「東京駅改良工事の変遷について」p.31
67. ↑  『東京ステーションホテル物語』pp.194 - 196
68. ↑  『東京ステーションホテル物語』p.196
69. ↑  「東京駅を行き交った列車の興味」p.50
70. ↑  「東京駅改良工事の変遷について」pp.31 - 32
71. ↑  「東京駅改良工事の変遷について」p.33
72. 1 2 3 4  『東京駅々史』pp.99 - 100
73. ↑  『東京駅々史』p.177
74. 1 2 3  『東海道線130年の歩み』pp.162 - 163
75. ↑  『東京駅々史』p.104
76. ↑  『東京ステーションホテル物語』p.206
77. ↑  『東京ステーションホテル物語』p.209
78. ↑  「田町田端間線路増設工事のうち軌道について」p.3
79. ↑  「東京駅をめぐる線路配線の今昔」p.67
80. ↑  『東京駅々史』p.120
81. 1 2  『東京駅々史』p.187
82. 1 2 3 4 5  『東京駅々史』p.188
83. 1 2  『東京駅々史』pp.115 - 116
84. 1 2 3 4 5 6  「田町田端間線路増設工事のうち軌道について」p.11
85. 1 2  「東京駅改良工事の変遷について」p.40
86. 1 2 3  『東京駅々史』p.189
87. ↑  『東京駅々史』p.190
88. ↑  「東京駅改良工事の変遷について」pp.39 - 40
89. ↑  『東京駅々史』p.191
90. 1 2 3  『私鉄史ハンドブック』p.70
91. ↑  「絶えず変化している駅 東京駅」pp.16 - 17
92. ↑  『東海道線130年の歩み』pp.168 - 169
93. ↑  『東海道線130年の歩み』pp.173 - 174
94. ↑  『東京駅々史』p.192
95. 1 2  「東京駅を行き交った列車の興味」pp.54 - 56
96. ↑  『東海道線130年の歩み』pp.175 - 177
97. ↑  『東京駅々史』p.193
98. 1 2  『東京駅々史』p.194
99. 1 2  「東京駅を行き交った列車の興味」pp.50 - 51
100. ↑  「絶えず変化している駅 東京駅」p.19
101. 1 2  「東京駅改良工事の変遷について」p.48
102. ↑  『東京駅々史』pp.193 - 194
103. 1 2  「東京駅改良工事の変遷について」p.49
104. 1 2  『東京駅々史』p.198
105. ↑  『東京駅々史』p.199
106. ↑  『東京駅々史』p.200
107. 1 2  「知られざる 東京駅設備の記録」p.31
108. ↑  『東京駅々史』p.201
109. ↑  『東京駅々史』pp.142 - 143
110. ↑  『東京駅々史』p.205
111. ↑  『東京駅々史』p.153
112. 1 2  「絶えず変化している駅 東京駅」p.20
113. 1 2 3 4 5 6 7  「東京駅70年のあゆみ」p.40
114. ↑  「東京駅改良工事の変遷について」p.55
115. ↑  「東京駅改良工事の変遷について」pp.51 - 53
116. 1 2 3 4  「東京駅丸の内駅舎保存・復原計画について」p.12
117. 1 2  . 日本建築学会.   [2012-11-02]. （原始内容存档于2021-01-01）.
118. ↑  「東京駅を行き交った列車の興味」p.60
119. ↑  『JRはなぜ変われたか』pp.26 - 30
120. 1 2 3 4  『東京駅歴史探見』p.159
121. ↑  . 赤レンガの東京駅を愛する市民の会.   [2012-11-02]. （原始内容存档于2013-04-06）.
122. ↑  「東京駅12番ホーム廃止」p.90
123. ↑  「絶えず変化している駅 東京駅」p.21
124. ↑  「東京駅（中央停車場）」p.53
125. 1 2  「JR東日本 平成3年春ダイヤ改正 成田空港アクセスと新幹線東京開業」pp.57 - 58
126. ↑  『東北・上越新幹線』pp.102 - 103
127. ↑  『北陸新幹線工事誌（東京乗入れ工事）』p.10
128. 1 2 3 4 5 6 7 8 9 10  『北陸新幹線工事誌（東京乗入れ工事）』p.474
129. ↑  『北陸新幹線工事誌（東京乗入れ工事）』pp.17, 36
130. 1 2  『北陸新幹線工事誌（東京乗入れ工事）』pp.272 - 273
131. ↑  『北陸新幹線工事誌（東京乗入れ工事）』p.537
132. 1 2 3 4 5 6 7 8  『徹底図解!!よみがえる東京駅』p.111
133. 1 2 3 4 5  「東京駅丸の内駅舎保存・復原計画について」p.14
134. ↑  「いやしの音色、これにて終点、JR東京駅の無料コンサート」朝日新聞2000年11月10日朝刊
135. ↑  「JR東日本の東京駅再開発」p.78
136. ↑  . zakzak. 2012-09-26  [2012-10-28]. （原始内容存档于2012-09-28）.
137. ↑  「JR東日本の東京駅再開発」p.79
138. ↑  . 文部科学省. 2003-04-18  [2012-10-28]. （原始内容存档于2021-01-01）.
139. ↑  「4月のメモ帳」p.142
140. ↑  「東京みやげ専門店を新装/東日本キヨスク」読売新聞2004年4月5日朝刊
141. ↑  「首都の玄関に新ツインタワー JR東京駅八重洲口、再開発が着工」朝日新聞2004年9月11日朝刊
142. ↑  「ハーモニー、東京駅再び「赤煉瓦コンサート」」朝日新聞2004年10月14日夕刊
143. ↑  . 東日本鉄道文化財団.   [2012-10-14]. （原始内容存档于2021-01-01）.
144. ↑  「JR東日本: 17日からイベント「東京駅ルネッサンス」」毎日新聞2006年3月8日東京版朝刊
145. ↑  「トウキョウ駅、創生 丸の内側に新丸ビル 八重洲側にオフィス」朝日新聞2007年3月3日夕刊
146. ↑  「食 マリオン」朝日新聞2007年10月23日夕刊be
147. ↑  「東京駅八重洲口に二つのタワー」読売新聞2007年11月3日朝刊
148. ↑  下井美奈子. . All about. 2010-04-01  [2012-10-18]. （原始内容存档于2021-01-01）.
149. 1 2   (PDF). 2011-02-15  [2012-10-29]. （原始内容 (PDF)存档于2012-01-22）.
150. ↑  下井美奈子. . All about. 2010-12-03  [2012-10-18]. （原始内容存档于2021-01-01）.
151. ↑  笠井透. . railf.jp（交友社）. 2011-03-06  [2012-10-22]. （原始内容存档于2021-01-01）.
152. ↑  「東京駅八重洲開発 グランルーフ等中央部 南部先行部」p.62
153. ↑  「東京駅丸の内赤煉瓦 ここが見どころ!」p.22
154. ↑  交通新聞2012年9月21日
155. 1 2 3  交通新聞2012年10月3日
156. ↑  . 東日本鉄道文化財団. 2012-09-11  [2012-10-15]. （原始内容存档于2012-12-27）.
157. ↑   (PDF). 東日本旅客鉄道. 2013-02-01  [2013-02-15]. （原始内容存档 (PDF)于2021-01-01）.
158. ↑  . railf.jp（交友社）. 2013-09-21  [2013-09-21].
159. ↑  . マイナビニュース. 2014-10-10  [2015-04-11]. （原始内容存档于2016-04-19）.
160. ↑  .   [2018-11-12]. （原始内容存档于2021-01-01）.
161. ↑  .   [2018-11-12]. （原始内容存档于2018-11-12）.
162. 1 2  洪美秀. . 自由時報. 2015-02-13  [2015-02-19]. （原始内容存档于2015-06-26） （中文（臺灣））.
163. ↑   (PDF). 東日本旅客鉄道. 2017-11-07  [2017-12-11]. （原始内容存档 (PDF)于2021-01-01）.
164. ↑  . 産経新聞. 2017-12-11  [2017-12-11]. （原始内容存档于2021-01-01）.
165. ↑  . 日本経済新聞. 2013-09-28  [2025-01-12]. （原始内容存档于2025-01-23） （日语）.
166. ↑  . JR東日本.   [2011-07-04]. （原始内容存档于2001-05-06）.
167. ↑  钟鸣; 顾保南. . 交通与运输(学术版). 2009.
168. ↑  東京駅の屋根、支え続けて1世紀　柱14本を置き換えへ （页面存档备份，存于） - 朝日新聞デジタル 2014年4月16日
169. ↑  祖田圭介. . 鉄道ピクトリアル. 1月号「【特集】旅客ターミナル」 第60巻1号（通巻第828号） (電気車研究会). 2010: 20頁.
170. ↑  草町義和. . 講談社. : 24 – 27. ISBN 978-4-06-217131-1.
171. ↑  『新幹線マニアの基礎知識（イカロスMOOK ― マニアの王道）』 中尾一樹、伊藤久巳著、イカロス出版
172. ↑  .   [2021-02-10]. （原始内容存档于2021-02-13）.
173. ↑  . 東京メトロ.   [2025-01-12]. （原始内容存档于2021-01-10）.
174. ↑  杉山淳一. . マイナビニュース. 2015-07-25  [2016-05-17]. （原始内容存档于2017-11-05）.
175. ↑  高槻長尚. . 日経コンストラクション. 日経BP. 2009-06-08  [2016-05-10]. （原始内容存档于2017-09-26）.
176. ↑  . 日本経済新聞 (日本経済新聞社). 2016-08-20  [2016-05-17]. （原始内容存档于2021-01-01）.
177. ↑   (PDF). 東日本旅客鐵道.   [2021-02-06]. （原始内容存档 (PDF)于2018-07-26）.
178. ↑  石玉林. . 文史精华. 2007  [2017-11-16]. （原始内容存档于2017-11-16）.

### 資料來源
JR、地下鐵1日平均使用人數
1. ↑  .   [2011-07-04]. （原始内容存档于2001-05-06）.
2. ↑  .   [2021-02-06]. （原始内容存档于2018-07-09）.
3. ↑  データで見るJR西日本2018 鉄道事業PDF - JR西日本
4. ↑  各駅の乗降人員ランキング （页面存档备份，存于） - 東京メトロ
5. ↑  データで見るJR西日本 鉄道事業PDF - JR西日本
6. ↑  データで見るJR西日本2018 鉄道事業PDF - JR西日本
7. ↑  データで見るJR西日本2019 鉄道事業PDF - JR西日本

JR東日本1999年度以後上車人次（在來線+新幹線）
1. ↑  .   [2016-08-15]. （原始内容存档于2017-06-27）.
2. ↑  .   [2016-08-15]. （原始内容存档于2014-10-09）.
3. ↑  各駅の乗車人員（2001年度） （页面存档备份，存于） - JR東日本
4. ↑  各駅の乗車人員（2002年度） （页面存档备份，存于） - JR東日本
5. ↑  各駅の乗車人員（2003年度） （页面存档备份，存于） - JR東日本
6. ↑  各駅の乗車人員（2004年度） （页面存档备份，存于） - JR東日本
7. ↑  各駅の乗車人員（2005年度） （页面存档备份，存于） - JR東日本
8. ↑  各駅の乗車人員（2006年度） （页面存档备份，存于） - JR東日本
9. ↑  各駅の乗車人員（2007年度） （页面存档备份，存于） - JR東日本
10. ↑  各駅の乗車人員（2008年度） （页面存档备份，存于） - JR東日本
11. ↑  各駅の乗車人員（2009年度） （页面存档备份，存于） - JR東日本
12. ↑  各駅の乗車人員（2010年度） （页面存档备份，存于） - JR東日本
13. ↑  各駅の乗車人員（2011年度） （页面存档备份，存于） - JR東日本
14. 1 2 3  各駅の乗車人員（2012年度） （页面存档备份，存于） - JR東日本
15. 1 2 3  各駅の乗車人員（2013年度） （页面存档备份，存于） - JR東日本
16. 1 2 3  各駅の乗車人員（2014年度） （页面存档备份，存于） - JR東日本
17. 1 2 3  各駅の乗車人員（2015年度） （页面存档备份，存于） - JR東日本
18. 1 2 3  各駅の乗車人員（2016年度） （页面存档备份，存于） - JR東日本
19. 1 2 3  各駅の乗車人員（2017年度） （页面存档备份，存于） - JR東日本
20. 1 2 3  各駅の乗車人員（2018年度） （页面存档备份，存于） - JR東日本
21. 1 2 3  各駅の乗車人員（2019年度） （页面存档备份，存于） - JR東日本

JR東日本2012年度以後上車人次（新幹線）
1. ↑  新幹線駅別乗車人員（2012年度） （页面存档备份，存于） - JR東日本
2. ↑  新幹線駅別乗車人員（2013年度） （页面存档备份，存于） - JR東日本
3. ↑  新幹線駅別乗車人員（2014年度） （页面存档备份，存于） - JR東日本
4. ↑  新幹線駅別乗車人員（2015年度） （页面存档备份，存于） - JR東日本
5. ↑  新幹線駅別乗車人員（2016年度） （页面存档备份，存于） - JR東日本
6. ↑  新幹線駅別乗車人員（2017年度） （页面存档备份，存于） - JR東日本
7. ↑  新幹線駅別乗車人員（2018年度） （页面存档备份，存于） - JR東日本
8. ↑  新幹線駅別乗車人員（2019年度） （页面存档备份，存于） - JR東日本

JR東海上車人次
1. ↑  「都市交通年報 平成17年版」（財団法人 運輸政策研究機構）より、「各駅旅客発着通過状況（中京交通圏）」に記載された数値について、定期外と定期を加算し、365日で除して算出。
2. ↑  「都市交通年報 平成18年版」（財団法人 運輸政策研究機構）より、「各駅旅客発着通過状況（中京交通圏）」に記載された数値について、定期外と定期を加算し、366日で除して算出。
3. ↑  「都市交通年報 平成19年版」（財団法人 運輸政策研究機構）より、「各駅旅客発着通過状況（中京交通圏）」に記載された数値について、定期外と定期を加算し、365日で除して算出。
4. ↑  「都市交通年報 平成20年版」（財団法人 運輸政策研究機構）より、「各駅旅客発着通過状況（中京交通圏）」に記載された数値について、定期外と定期を加算し、365日で除して算出。

東京地下鐵上下車人次
1. ↑  レポート （页面存档备份，存于） - 関東交通広告協議会
2. 1 2  中央区ポケット案内 （页面存档备份，存于） - 中央区
3. ↑  行政基礎資料集 （页面存档备份，存于） - 千代田区

東京府統計書
1. ↑  .   [2019-01-06]. （原始内容存档于2021-12-16）.
2. ↑  .   [2019-01-06]. （原始内容存档于2019-02-21）.
3. ↑  .   [2019-01-06]. （原始内容存档于2021-12-15）.
4. ↑  .   [2019-01-06]. （原始内容存档于2021-12-16）.
5. ↑  .   [2019-01-06]. （原始内容存档于2021-12-16）.
6. ↑  .   [2019-01-06]. （原始内容存档于2019-02-21）.
7. ↑  .   [2019-01-06]. （原始内容存档于2019-02-21）.
8. ↑  .   [2019-01-06]. （原始内容存档于2019-02-21）.
9. ↑  .   [2019-01-06]. （原始内容存档于2019-02-21）.
10. ↑  .   [2019-01-06]. （原始内容存档于2019-02-21）.
11. ↑  .   [2019-01-06]. （原始内容存档于2019-02-20）.
12. ↑  .   [2019-01-06]. （原始内容存档于2019-02-20）.
13. ↑  .   [2019-01-06]. （原始内容存档于2019-02-20）.
14. ↑  .   [2019-01-06]. （原始内容存档于2019-02-20）.
15. ↑  .   [2019-01-06]. （原始内容存档于2019-02-20）.
16. ↑  .   [2019-01-06]. （原始内容存档于2019-02-20）.
17. ↑  .   [2019-01-06]. （原始内容存档于2019-02-19）.
18. ↑  .   [2019-01-06]. （原始内容存档于2019-02-19）.
19. ↑  .   [2019-01-06]. （原始内容存档于2019-02-19）.

東京都統計年鑑
1. ↑  昭和28年PDF。9ページ
2. ↑  昭和29年PDF。9ページ
3. ↑  昭和30年PDF。9ページ
4. ↑  昭和31年PDF
5. ↑  昭和32年PDF
6. ↑  昭和33年PDF
7. ↑  .   [2016-08-15]. （原始内容存档于2016-03-05）.
8. ↑  .   [2016-08-15]. （原始内容存档于2016-03-05）.
9. ↑  .   [2016-08-15]. （原始内容存档于2015-06-29）.
10. ↑  .   [2016-08-15]. （原始内容存档于2015-06-29）.
11. ↑  .   [2016-08-15]. （原始内容存档于2015-06-29）.
12. ↑  .   [2016-08-15]. （原始内容存档于2015-06-29）.
13. ↑  .   [2016-08-15]. （原始内容存档于2016-03-05）.
14. ↑  .   [2016-08-15]. （原始内容存档于2016-03-05）.
15. ↑  .   [2016-08-15]. （原始内容存档于2016-03-05）.
16. ↑  .   [2016-08-15]. （原始内容存档于2016-03-05）.
17. ↑  .   [2016-08-15]. （原始内容存档于2016-03-05）.
18. ↑  .   [2016-08-15]. （原始内容存档于2016-03-05）.
19. ↑  .   [2016-08-15]. （原始内容存档于2015-06-29）.
20. ↑  .   [2016-08-15]. （原始内容存档于2015-06-29）.
21. ↑  .   [2016-08-15]. （原始内容存档于2015-06-29）.
22. ↑  .   [2016-08-15]. （原始内容存档于2016-03-05）.
23. ↑  .   [2016-08-15]. （原始内容存档于2016-06-02）.
24. ↑  .   [2016-08-15]. （原始内容存档于2015-06-29）.
25. ↑  .   [2016-08-15]. （原始内容存档于2016-03-05）.
26. ↑  .   [2016-08-15]. （原始内容存档于2015-06-29）.
27. ↑  .   [2016-08-15]. （原始内容存档于2016-03-05）.
28. ↑  .   [2016-08-15]. （原始内容存档于2016-03-05）.
29. ↑  .   [2016-08-15]. （原始内容存档于2016-03-05）.
30. ↑  .   [2016-08-15]. （原始内容存档于2015-06-29）.
31. ↑  .   [2016-08-15]. （原始内容存档于2015-06-29）.
32. ↑  .   [2016-08-15]. （原始内容存档于2015-06-29）.
33. ↑  .   [2016-08-15]. （原始内容存档于2016-03-05）.
34. ↑  .   [2016-08-15]. （原始内容存档于2016-03-05）.
35. ↑  .   [2016-08-15]. （原始内容存档于2015-06-29）.
36. ↑  .   [2016-08-15]. （原始内容存档于2016-03-05）.
37. ↑  .   [2016-08-15]. （原始内容存档于2016-03-05）.
38. ↑  .   [2016-08-15]. （原始内容存档于2016-03-05）.
39. ↑  .   [2016-08-15]. （原始内容存档于2016-03-05）.
40. ↑  .   [2016-08-15]. （原始内容存档于2013-08-15）.
41. ↑  .   [2016-08-15]. （原始内容存档于2013-02-03）.
42. ↑  .   [2016-08-15]. （原始内容存档于2013-02-03）.
43. ↑  .   [2016-08-15]. （原始内容存档于2013-02-03）.
44. ↑  .   [2016-08-15]. （原始内容存档于2013-02-03）.
45. ↑  .   [2016-08-15]. （原始内容存档于2016-03-04）.
46. ↑  平成10年PDF
47. ↑  平成11年PDF
48. ↑  .   [2016-08-15]. （原始内容存档于2016-03-04）.
49. ↑  .   [2016-08-15]. （原始内容存档于2016-03-04）.
50. ↑  .   [2016-08-15]. （原始内容存档于2017-07-29）.
51. ↑  .   [2016-08-15]. （原始内容存档于2017-07-29）.
52. ↑  .   [2016-08-15]. （原始内容存档于2017-07-29）.
53. ↑  .   [2016-08-15]. （原始内容存档于2017-07-29）.
54. ↑  .   [2016-08-15]. （原始内容存档于2017-07-29）.
55. ↑  .   [2016-08-15]. （原始内容存档于2017-07-29）.
56. ↑  .   [2016-08-15]. （原始内容存档于2017-07-29）.
57. ↑  .   [2016-08-15]. （原始内容存档于2016-03-26）.
58. ↑  .   [2016-08-15]. （原始内容存档于2016-03-27）.
59. ↑  .   [2016-08-15]. （原始内容存档于2016-03-25）.
60. ↑  .   [2016-08-15]. （原始内容存档于2016-03-27）.
61. ↑  .   [2016-08-15]. （原始内容存档于2016-03-22）.
62. ↑  .   [2016-08-15]. （原始内容存档于2017-07-30）.
63. ↑  .   [2017-11-09]. （原始内容存档于2018-11-09）.
64. ↑  .   [2021-02-06]. （原始内容存档于2019-05-02）.
65. ↑  .   [2020-07-27]. （原始内容存档于2019-12-03）.
66. ↑  .   [2020-07-27]. （原始内容存档于2020-08-04）.

### 文獻
- 進行中的建設計畫（JR東日本；東京站部分）
- 宇都宮、高崎、常磐線列車延伸進入東京站相關計畫內容（JR東日本） （页面存档备份，存于）
- 都營淺草線連結東京站方案比較（東京都政府）

### 書籍
- 成美堂出版編輯部. . 成美堂出版. 2004年.
- . ぴあ株式會社. 2005年.
- 日本國有鐵道. . 交通協力会. 1972-10-14.
- 小野田滋.  第1刷. [交通新聞社. 2012-02-15. ISBN 978-4-330-26712-8.
- 小野田滋.  第1刷. 交通新聞社. 2012-02-15. ISBN 978-4-330-26812-5.
- 島秀雄 (编). . 鹿島出版会. 1990-06-20. ISBN 4-306-09313-1.
- 交通博物館 (编).  初版. 河出書房新社. 2006-02-28. ISBN 4-309-76075-9.
- 中西隆紀.  初版第1刷. 平凡社. 2006-08-09. ISBN 4-582-85337-4.
- 中村英夫・東京大学社会基盤工学教室 (编).  1版1刷. 技法堂出版. 1997-03-10. ISBN 4-7655-1566-4.
- 長谷川章、三宅俊彦、山口雅人.  初版. JTB. 2003-12-01. ISBN 4-533-05056-5.
- 三好好三.  初版. JTB. 2009-12-01. ISBN 978-4-533-07698-5.
- 三好好三、三宅俊彦、塚本雅啓、山口雅人.  初版. JTB. 2008-04-01. ISBN 978-4-533-06992-5.
- 初版. JTB. 1998-10-01.
- 初版. JTB. 1998-10-01.
- 6. 日本国有鉄道. 1972-10-01.
- 三島富士夫・永田博. . 大正出版. 1984-12-20.
- 東京南鉄道管理局 (编). . 東洋館印刷所出版部. 1973-12-14.
- 鉄道省 (编). . 1925-11-01.
- 種村直樹. . 集英社. 1995-10-31. ISBN 4-08-781116-6.
- 吉川文夫. . グランプリ出版. 2002-08-28. ISBN 4-87687-234-1.
- 和久田康雄.  第2刷. 電気車研究会. 1995-12-20. ISBN 4-88548-065-5.
- 山之内秀一郎. . 每日新聞社. 2008-02-20. ISBN 978-4-620-31832-5.
- 山之内秀一郎. . JTB. 2002-12-01. ISBN 978-4-533-04513-4.
- 東日本旅客鉄道東京工事事務所 (编). . 東日本旅客鉄道東京工事事務所. 1999-03.
- 原口隆行、野田隆、川辺謙一、鷲田鉄也、畑中省吾. . 洋泉社. 2012-06-29.
- 辻聡. . 交通新聞社. 2012-10-15. ISBN 978-4-330-32412-8.
- 話題の達人倶楽部 (编). . 青春出版社. 2012-10-20. ISBN 978-4-413-09555-6.

### 論文、雜誌
- 石川尹巳. . 鉄道ピクトリアル (電気車研究会). 1988-06, (497): 90.
- 太田稔. . 鉄道ピクトリアル (電気車研究会). 1991-03, (540): 57 – 60.
- 中川浩一. . 鉄道ピクトリアル (電気車研究会). 1992-7, (562): 10 – 16.
- 沢柳健一. . 鉄道ピクトリアル (電気車研究会). 1992-7, (562): 17 – 24.
- 祖田圭介. . 鉄道ピクトリアル (電気車研究会). 2002-8, (720): 48 – 55.
- . 鉄道ピクトリアル (電気車研究会). 2004-7, (748): 142.
- 東日本旅客鉄道株式会社 建設工事部. . 鉄道ピクトリアル (電気車研究会). 2010-1, (828): 36 – 40.
- 山田亮. . 鉄道ピクトリアル (電気車研究会). 2012-3, (860): 10 – 23.
- 三宅俊彦. . 鉄道ピクトリアル (電気車研究会). 2012-3, (860): 24 – 31.
- 寺本光照. . 鉄道ピクトリアル (電気車研究会). 2012-3, (860): 49 – 60.
- 祖田圭介. . 鉄道ピクトリアル (電気車研究会). 2012-3, (860): 61 – 69.
- 白土貞夫. . 鉄道ピクトリアル (電気車研究会). 2012-3, (860): 70 – 71.
- 三宅俊彦. . 鉄道ピクトリアル (電気車研究会). 2012-11, (869): 24 – 31.
- 渡辺和弘. . 鉄道ファン (交友社). 1984-12, (284): 35 – 42.
- 小野田滋. . 鉄道ファン (交友社). 2012-12, (620): 22 – 29.
- 小野田滋. . 鉄道ファン (交友社). 2012-12, (620): 30 – 55.
- 金井彦三郎.  (PDF). 土木学会誌 (土木学会). 1915-2, 1 (1): 49 – 76  [2018-11-13]. （原始内容存档 (PDF)于2021-01-01）.
- 金井彦三郎.  (PDF). 土木学会誌 (土木学会). 1915-4, 1 (2): 601 – 636  [2018-11-13]. （原始内容存档 (PDF)于2021-01-01）.
- . 東工 (日本国有鉄道第一東京工事局). 1957-3, 8 (3): 3 – 57.
- 大木藤重、久保田耕司、蔀昭、松島博. . 東工 (日本国有鉄道第一東京工事局). 1968-8, 19 (4): 28 – 64.
- 福田光男、西尾重昭. . 東工 (日本国有鉄道第一東京工事局). 1976-12, 27 (5): 1 – 12.
- 後藤哲也. . 東工 (日本国有鉄道第一東京工事局). 1979-8, 30 (2): 77 – 83.
- 福田光男. . 東工 (日本国有鉄道第一東京工事局). 1981-12, 32 (2): 8 – 59.
- 柴田孝二. . 東工 (日本国有鉄道第一東京工事局). 1985-3, 35 (2): 5 – 29.
- 高梨光男、城田茂弘、岸下敬二. . 東工技報 (東工技報編集委員会). 1987, (10): 76 – 92.
- 川栄一郎. . 鉄道建築ニュース (鉄道建築協会). 1967-10, (214): 4 – 34.
- 石川和樹、酒井敦司、高橋晃久. . 鉄道建築ニュース (鉄道建築協会). 2004-2, (651): 7 – 24.
- 岸下敬二. . 鉄道建築ニュース (鉄道建築協会). 2004-2, (651): 25 – 28.
- 武田幸彦、齋藤悠輔、村岡卓、本橋元次郎. . 鉄道建築ニュース (鉄道建築協会). 2011-12, (745): 59 – 64.
- 鈴木佳憲. . 鉄道建築ニュース (鉄道建築協会). 2012-3, (748): 20 – 22.
- 伊能忠敏. . 会計と監査 (全国会計職員協会). 2008-7, 59 (8): 44 – 47.
- 佐藤清一. . 日本地下鉄協会報 (日本地下鉄協会). 1996-3, (101): 71 – 76.
- 吉田幸一. . JREA (日本鉄道技術協会). 1997-11, 40 (11): 25 – 28.
- 桂井史朗. . 基礎工 (総合土木研究所). 2005-1, 33 (1): 78 – 82.
- 中田浩二. . 日本鉄道施設協会誌 (日本鉄道施設協会). 2000-4, 38 (4): 292 – 294.
- 大迫勝彦. . コンクリート工学 (日本コンクリート工学協会). 2008-9, 46 (9): 125 – 128.
- 雜誌第209號，都市出版，2004年12月

## 外部連結
車站官方網站
- 車站資訊（東京）：東日本旅客鐵道
- 東京 - 東海旅客鐵道
- 東京/M17 | 路線・車站資訊 | 東京地下鐵
  - 東京車站城 （页面存档备份，存于）（日語）（英文）
  - 東京車站旅館 （页面存档备份，存于）（日語）
  - 東京站一番街 （页面存档备份，存于）（日語）
- TOKYOINFO 東京站週邊情報 （页面存档备份，存于）（日語）